# Max Liebermann

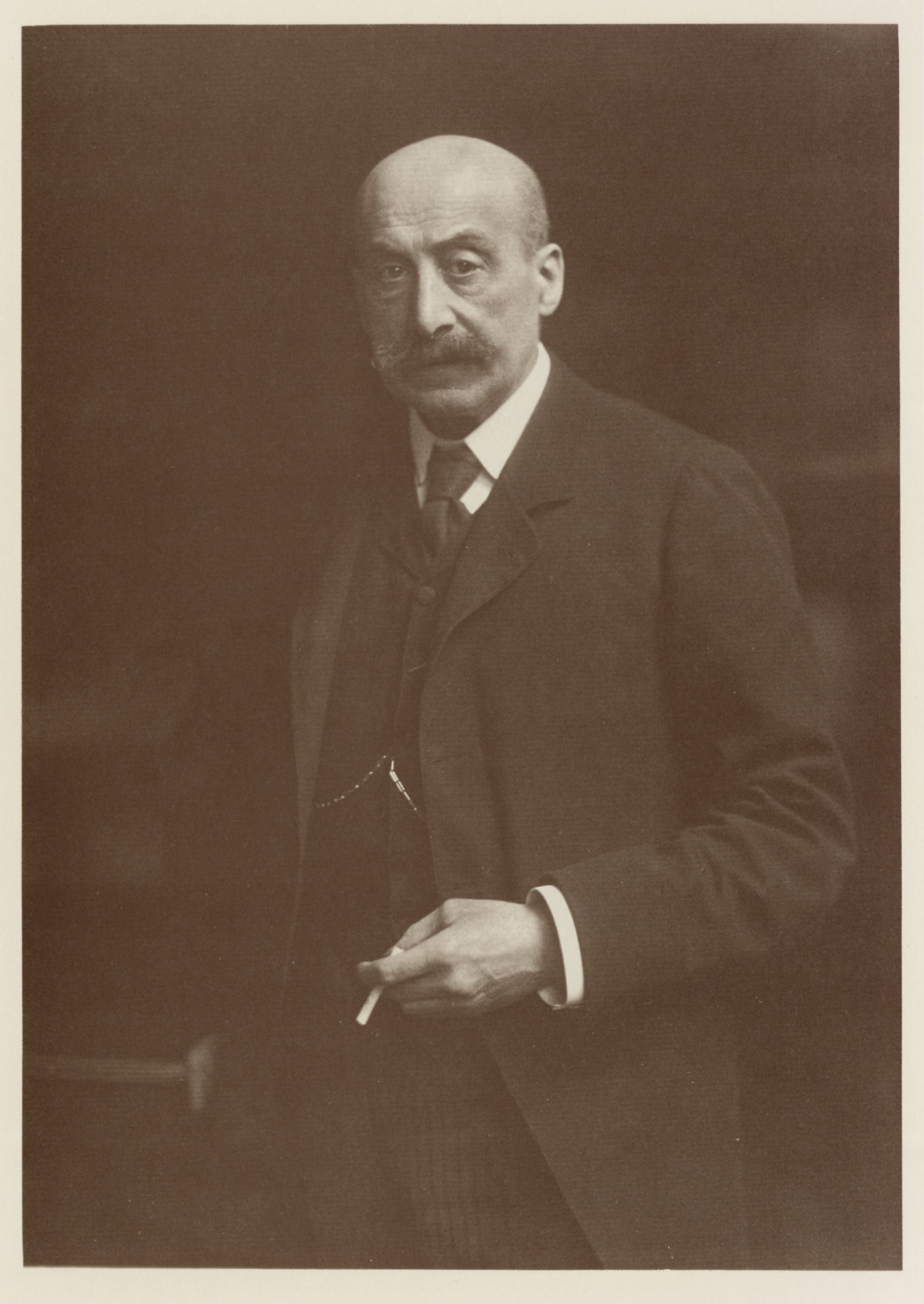
Jacob Hilsdorf: Max Liebermann, 1904

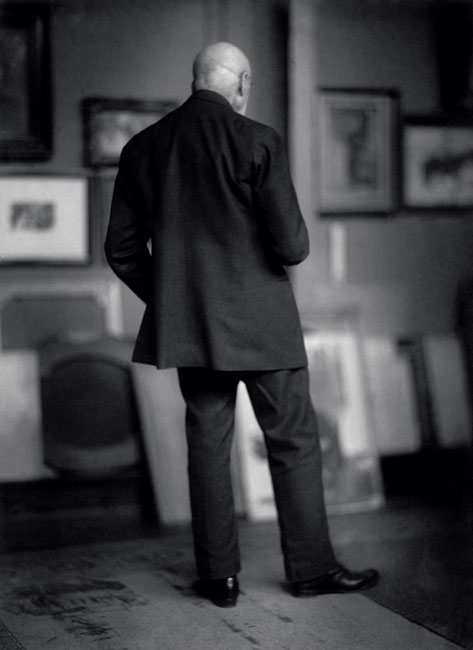
Max Liebermann fotografiert von Yva, aus der Serie Prominente von hinten, 1920er-Jahre

Max Liebermann (geboren am 20. Juli 1847 in Berlin; gestorben am 8. Februar 1935 ebenda) war ein jüdischer deutscher Maler und Grafiker. Er gehört zu den bedeutendsten Vertretern des deutschen Impressionismus.
Nach einer Ausbildung in Weimar und Aufenthalten in Paris und den Niederlanden schuf er zunächst naturalistische Werke mit sozialer Thematik. Durch die Beschäftigung mit den französischen Impressionisten fand er seit 1880 zu einer lichten Farbigkeit und einem schwungvollen Farbauftrag, der sein Hauptwerk prägt. Sein Schaffen steht symbolisch für den Übergang von der Kunst des 19. Jahrhunderts hin zur Klassischen Moderne zur Zeit des Wilhelminismus und der Weimarer Republik. Diesen Wandel förderte er als Präsident der Berliner Secession. Von 1920 bis 1932 war er Präsident, dann Ehrenpräsident der Preußischen Akademie der Künste. Als Repräsentant der Republik und Jude verließ er 1933 angesichts der Gleichschaltungspolitik der Nationalsozialisten die Akademie. Seine letzten beiden Lebensjahre verbrachte er zurückgezogen in seiner Heimatstadt Berlin.

## Leben und Werk

### Jugend

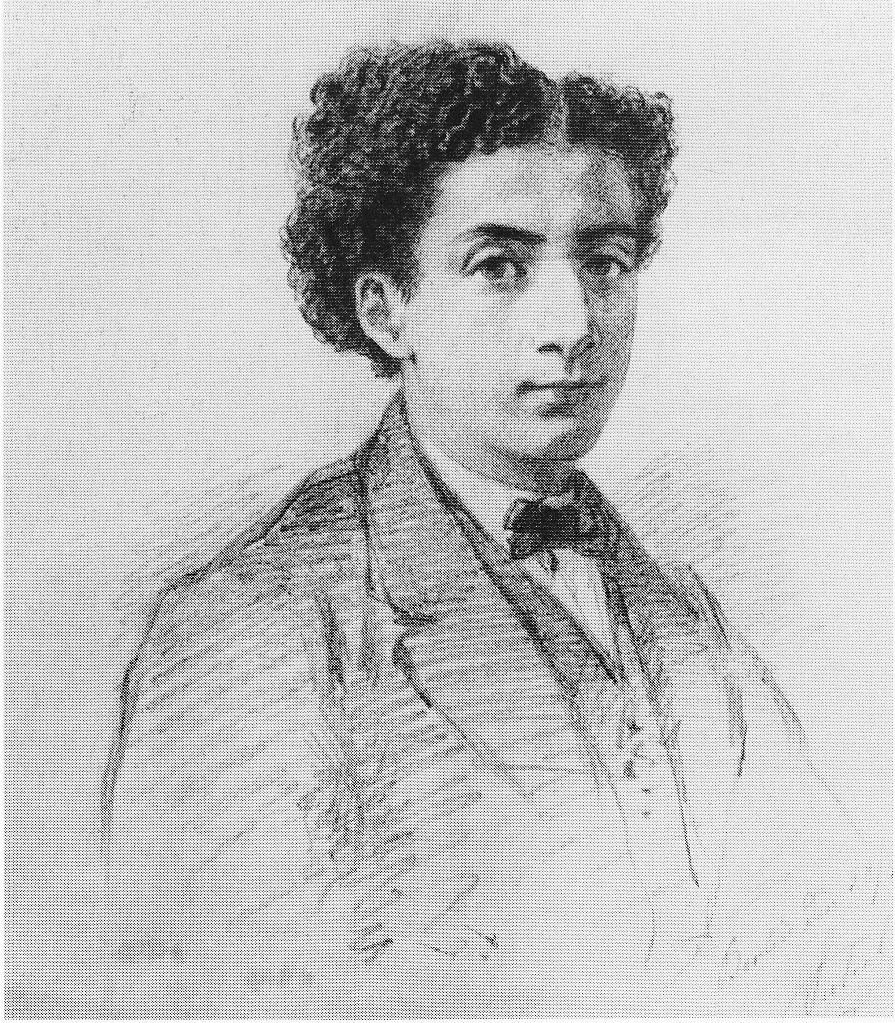
Nathan Sichel, Max Liebermann im Alter von 16 Jahren

Max Liebermann war ein Sohn des wohlhabenden Industriellen Louis Liebermann und dessen Frau Philippine (geborene Haller). Die Familie Liebermann war jüdischen Glaubens. Sein Großvater Josef Liebermann, ein Textilunternehmer, der das bedeutende Liebermann’sche Vermögen begründet hatte, war auch der Großvater Emil Rathenaus, Carl Liebermanns und Willy Liebermanns von Wahlendorf. Der Kunstsammler Adolf Liebermann von Wahlendorf war sein Onkel. Nur drei Tage nach Max’ Geburt trat das Gesetz über die Verhältnisse der Juden vom 23. Juli 1847 in Kraft, das den Juden in Preußen größere Rechte einräumte. Er hatte fünf Geschwister, darunter den älteren Bruder Georg Liebermann, den späteren Unternehmer, und den jüngeren Bruder, den Historiker Felix Liebermann. Zur weitläufigeren Verwandtschaft zählten ferner der Pianist Erich Liebermann-Roßwiese und als sein Großneffe der Komponist Rolf Liebermann, ebenfalls Nachfahren Josef Liebermanns.
Im Jahr 1851 zogen die Liebermanns in die Behrenstraße, von der aus Max künftig eine nahe gelegene humanistische Kleinkinderschule besuchte. Bald war ihm diese, wie jede spätere Lehranstalt, verhasst. Nach der Primarschule wechselte Liebermann auf die Dorotheenstädtische Realschule. Max vertrieb sich immer mehr durch Zeichnen die Zeit, was von seinen Eltern verhalten gefördert wurde. Als er zehn Jahre alt war, erwarb sein Vater Louis das repräsentative Palais Liebermann, am Pariser Platz 7, direkt nördlich an das Brandenburger Tor angrenzend. Die Familie besuchte die Gottesdienste der Reformgemeinde und kehrte sich zunehmend von der orthodoxeren Lebensweise des Großvaters ab. Obwohl das Haus der Liebermanns große Salons und zahlreiche Schlafräume besaß, hielten die Eltern ihre drei Söhne an, in einem gemeinsamen Zimmer zu schlafen. Dieses war zudem mit einem Glasfenster in der Wand versehen, damit man von außen die Schularbeiten beaufsichtigen konnte.
Als Louis Liebermann 1859 ein Ölgemälde seiner Frau in Auftrag gab, begleitete Max Liebermann seine Mutter zur Malerin Antonie Volkmar. Aus Langeweile bat er selbst um einen Stift und begann zu zeichnen. Noch als alte Frau war Antonie Volkmar stolz, Liebermann entdeckt zu haben. Seine Eltern waren nicht begeistert von der Malerei, aber wenigstens verweigerte ihr Sohn in diesem Fall den Besuch von Lehranstalten nicht. An seinen schulfreien Nachmittagen erhielt Max fortan privaten Malunterricht bei Eduard Holbein und Carl Steffeck.

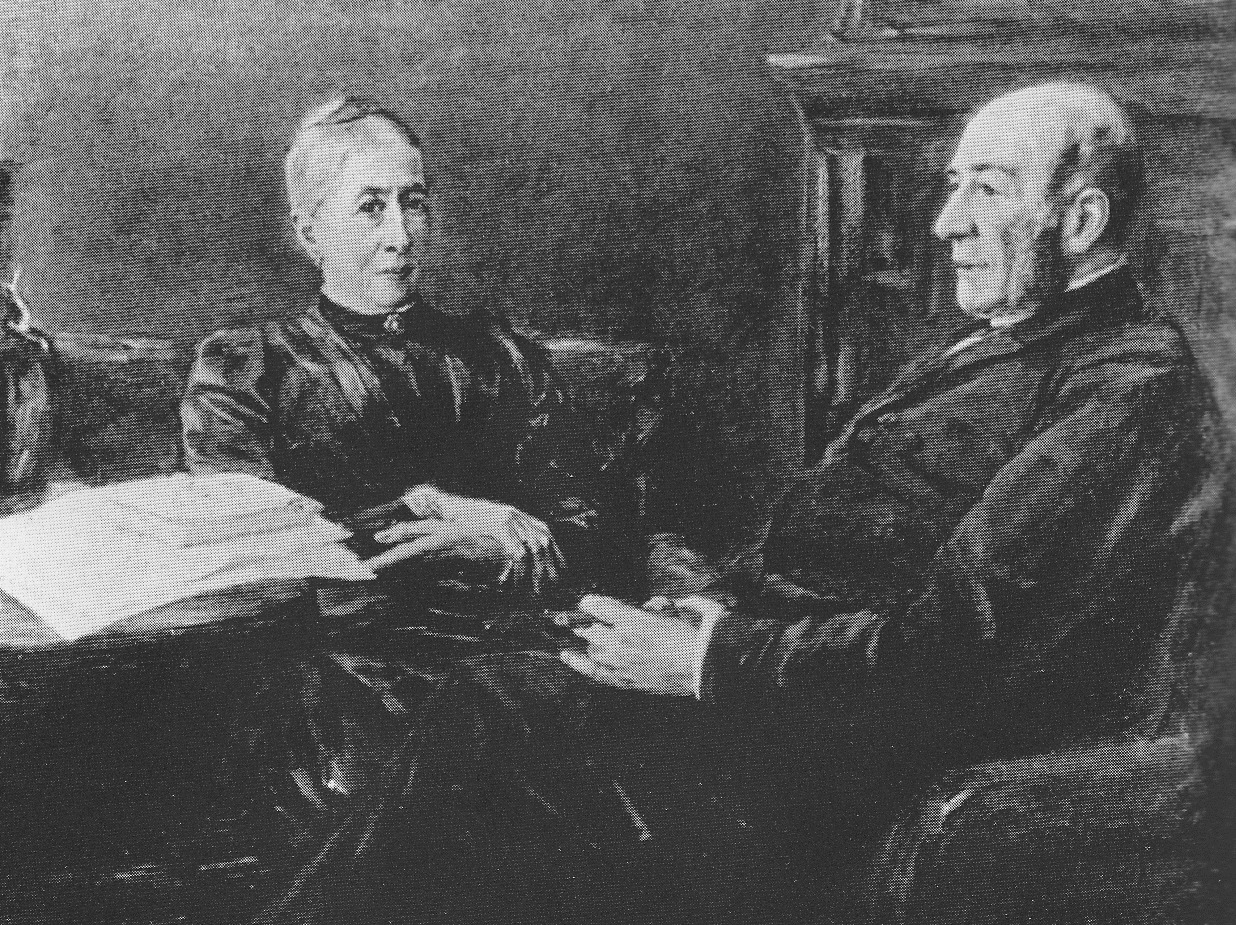
Die Eltern von Max Liebermann

In der Familie, die verwandtschaftliche Beziehungen zu anderen bedeutenden jüdischen Bürgerfamilien pflegte, galt Max als nicht besonders intelligent. In der Schule schweiften seine Gedanken häufig ab, weshalb er unpassende Antworten gab. Daraus resultierten Hänseleien der Klassenkameraden, die ihm unerträglich wurden, sodass er sich mehrmals in vermeintliche Krankheiten flüchtete. Seine Eltern brachten ihm zwar Liebe und Unterstützung entgegen, doch hielten sie ihm insbesondere das Bild seines älteren, „vernünftigen“ Bruders Georg entgegen, was das Gefühl des Andersseins in Max nur noch verstärkte. Max’ zeichnerische Begabung galt den Eltern nicht viel: Bei der ersten Veröffentlichung seiner Werke verbot der Vater dem 13-Jährigen die Nennung des Namens Liebermann.
Als weiterführende Schule wählte Louis Liebermann für seine Söhne das Friedrichwerdersche Gymnasium, auf dem auch die Söhne Bismarcks lernten. 1862 besuchte der 15-jährige Max eine Veranstaltung des jungen Sozialisten Ferdinand Lassalle, dessen leidenschaftliche Ideen den Millionärssohn faszinierten. 1866 machte Max Liebermann das Abitur. Später behauptete er, ein schlechter Schüler gewesen zu sein und die Prüfungen nur mit Mühe überstanden zu haben: In Wahrheit war er nur in Mathematik keiner der besseren Schüler, seine Beteiligung galt in den höheren Stufen als „anständig und wohlgesittet“. In den Abiturprüfungen kam er auf den vierten Platz in seinem Jahrgang, doch in seiner Familie fühlte sich Max stets als ein „schlechter Schüler“.

### Studium und frühes Schaffen

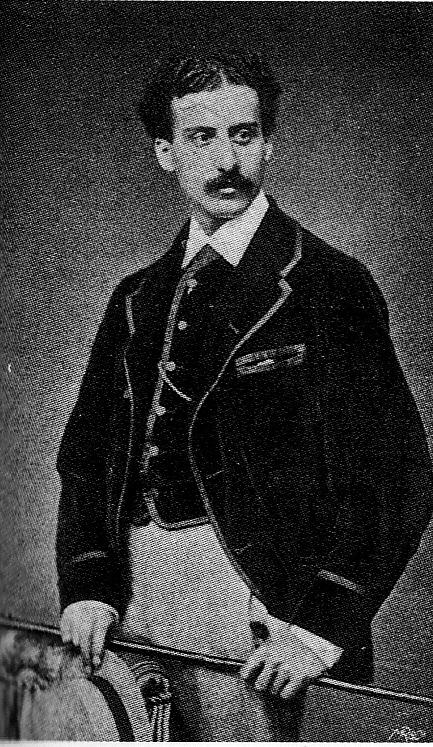
Max Liebermann im Alter von 25 Jahren als Student der Kunstschule Weimar

Max Liebermann schrieb sich nach dem Abitur auf der Friedrich-Wilhelm-Universität ein. Er wählte das Fach Chemie, in dem sein Cousin Carl Liebermann Erfolg hatte. Das Chemie-Studium sollte allerdings nur als Vorwand dienen, sich der Kunst und der Freizeit widmen zu können und gleichzeitig vor dem Vater zu bestehen. Daher wurde es von Max Liebermann niemals ernsthaft betrieben. Statt die Vorlesungen zu besuchen, ritt er im Tiergarten aus und malte. Bei Carl Steffeck durfte er zudem immer häufiger Gehilfenaufgaben bei der Gestaltung monumentaler Schlachtenbilder wahrnehmen. Dort lernte er Wilhelm Bode kennen, den späteren Förderer Liebermanns und Direktor des Kaiser-Friedrich-Museums. Am 22. Januar 1868 exmatrikulierte die Universität Berlin Liebermann wegen „Studienunfleiß“. Nach einem intensiven Konflikt mit dem Vater, der vom Weg seines Sohnes nicht angetan war, ermöglichten ihm seine Eltern den Besuch der Großherzoglich-Sächsischen Kunstschule in Weimar. Dort wurde er Schüler des belgischen Historienmalers Ferdinand Pauwels, der ihn bei einem Besuch der Klasse im Fridericianum in Kassel Rembrandt näher brachte. Die Begegnung mit Rembrandt beeinflusste den Stil des jungen Liebermann nachhaltig.
Im Deutsch-Französischen Krieg 1870 war er kurzzeitig vom allgemeinen patriotischen Taumel ergriffen. Er meldete sich freiwillig bei den Johannitern, da ihn ein schlecht verheilter Armbruch vom regulären Kriegsdienst abhielt, und diente als Sanitäter bei der Belagerung von Metz. 1870/1871 zogen insgesamt 12.000 Juden auf deutscher Seite in den Krieg. Die Erlebnisse auf den Schlachtfeldern schockierten den jungen Künstler, dessen Kriegsbegeisterung deshalb nachließ.
Pfingsten 1871 kam Max Liebermann mit Theodor Hagen, seinem neuen Lehrer für Landschaftsmalerei in Weimar, nach Düsseldorf, wo eine Genremalerei in der Tradition niederländischer Malerei gepflegt wurde und wo der Einfluss französischer Kunst stärker präsent war als in Berlin. Dort traf er Mihály von Munkácsy, der seit 1868 bei Ludwig Knaus dessen Genremalerei studierte. Munkàcsys Gemälde Die Scharpiezupferinnen, ein realistisches Genrebild Wolle zupfender Frauen, also einer schlichten Szene des Alltags, weckte bei Liebermann Interesse. Von seinem Bruder Georg finanziert, reiste er danach zum ersten Mal in die Niederlande, nach Amsterdam und Scheveningen, wo ihn Licht, Menschen und Landschaft begeisterten.

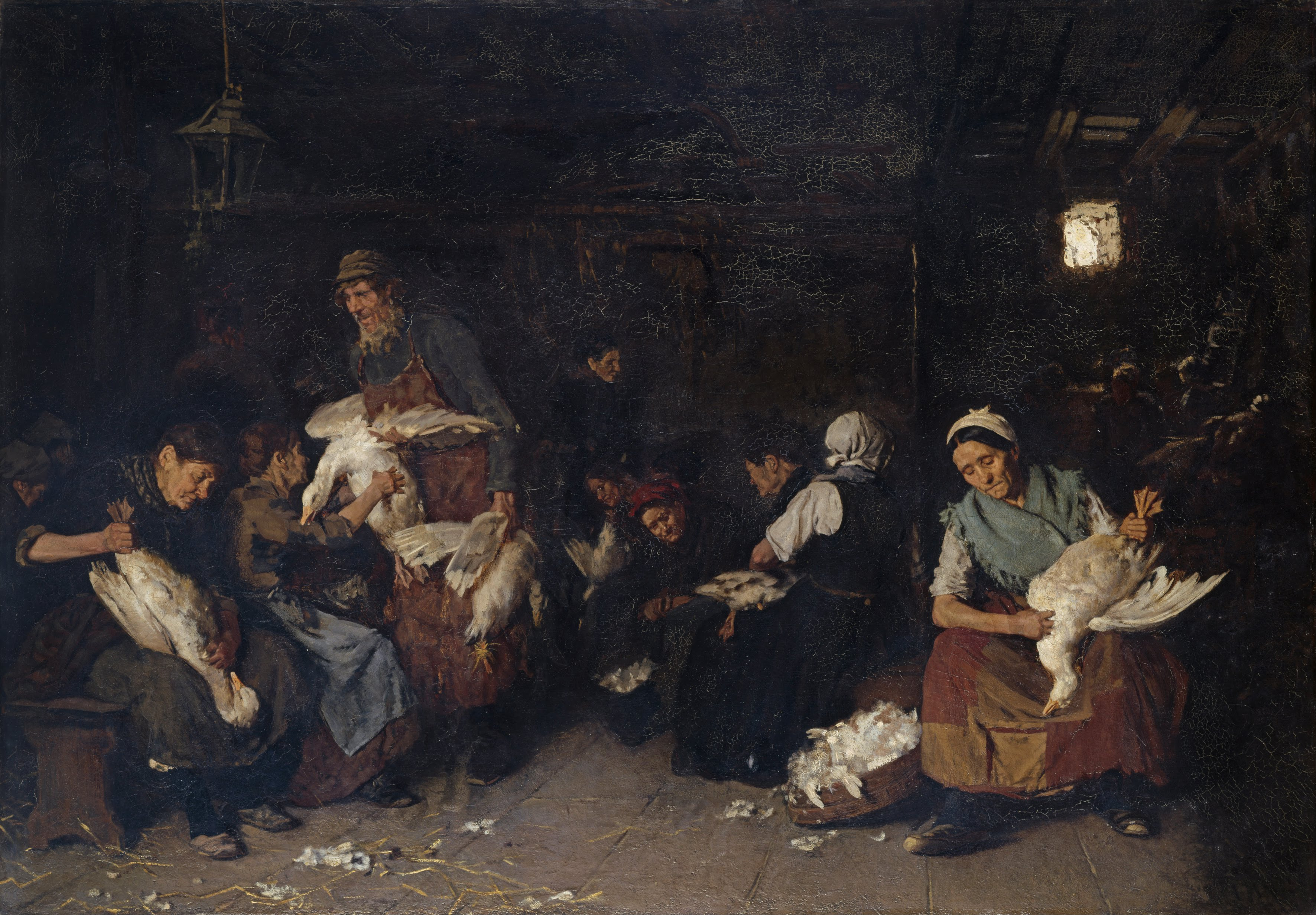
Die Gänserupferinnen: Liebermanns erstes großes Ölgemälde entstand 1872 unter Beeinflussung durch Munkácsy und Rembrandt.

Sein erstes großes Gemälde Die Gänserupferinnen entstand in den Monaten nach seiner Rückkehr. Es zeigt in dunklen Farbtönen die unbeliebte, prosaische Tätigkeit des Gänserupfens. Darin hat Liebermann neben dem Naturalismus Munkácsys auch Elemente der Historienmalerei mit einfließen lassen. Beim Anblick des noch unfertigen Gemäldes entließ ihn sein Lehrer Pauwels: Er könne ihm nichts mehr beibringen. Als Liebermann mit dem Bild 1872 an der Hamburger Kunstausstellung teilnahm, weckte sein ungewöhnliches Sujet vor allem Abscheu und Schockierung. Zu deutlich widersetzte sich Liebermann den Konventionen der damals anerkannten Genremalerei. Zwar lobte die Kritik seine geschickte Malweise, doch erhielt er das Image als „Maler des Hässlichen“. Als das Gemälde im selben Jahr in Berlin ausgestellt wurde, stieß es zwar auf ähnliche Meinungen, aber es fand sich mit dem Eisenbahnmagnaten Bethel Henry Strousberg ein Käufer.
Liebermanns Kunst galt damals in Deutschland als „Schmutzmalerei“. Sein zweites größeres Werk, die Konservenmacherinnen, schickte er daher zur großen Jahresausstellung nach Antwerpen, wo es auch gleich zwei Kaufinteressenten fand. Liebermann hatte seinen ersten Stil gefunden: Er malt realistisch und unsentimental arbeitende Menschen, ohne herablassendes Mitleid oder verklärende Romantik, aber auch ohne anzuprangern. In seinen Motiven erkennt er die natürliche Würde und muss nichts beschönigen.
1873 sah Liebermann vor den Toren Weimars Bauern bei der Rübenernte. Er entschloss sich, dieses Motiv in Öl festzuhalten, doch als Karl Gussow ihm zynisch riet, das Bild am besten gar nicht erst zu malen, kratzte Liebermann das begonnene Gemälde wieder von der Leinwand. Er fühlte sich kraftlos und ohne Antrieb. Liebermann entschloss sich, in Wien den berühmten Historien- und Salonmaler Hans Makart zu besuchen, wo er aber nur zwei Tage weilte. Stattdessen war er entschlossen, Deutschland und seiner damaligen von Liebermann als rückständig und verstaubt angesehenen Kunstszene vorerst den Rücken zu kehren.
Während seiner Studienzeit an der Großherzoglich-Sächsischen Kunstschule Weimar, die mit Unterbrechungen von 1868 bis 1873 dauerte, hatte Liebermann an vier verschiedenen Adressen eine Wohnung oder ein Atelier gemietet. Nur das Haus in der heutigen Humboldtstraße (Hausnummer 18) und das sogenannte „Prellerhaus“ auf dem Campus der heutigen Bauhaus-Universität Weimar existieren noch. Das Gebäude direkt gegenüber dem Goethehaus, Liebermanns erste Wohnadresse in Weimar, ist bei einem Luftangriff 1945 zerstört worden. Ein weiteres Wohnhaus in der Amalienstraße ist ca. 1980 abgerissen worden. Neben seinen Lehrern waren am Ende seiner Weimarer Zeit auch die Kunstschüler Hieronymus Krohn und Carl Stelling wichtige Kontaktpersonen für Liebermann.

### Paris, Barbizon und Amsterdam

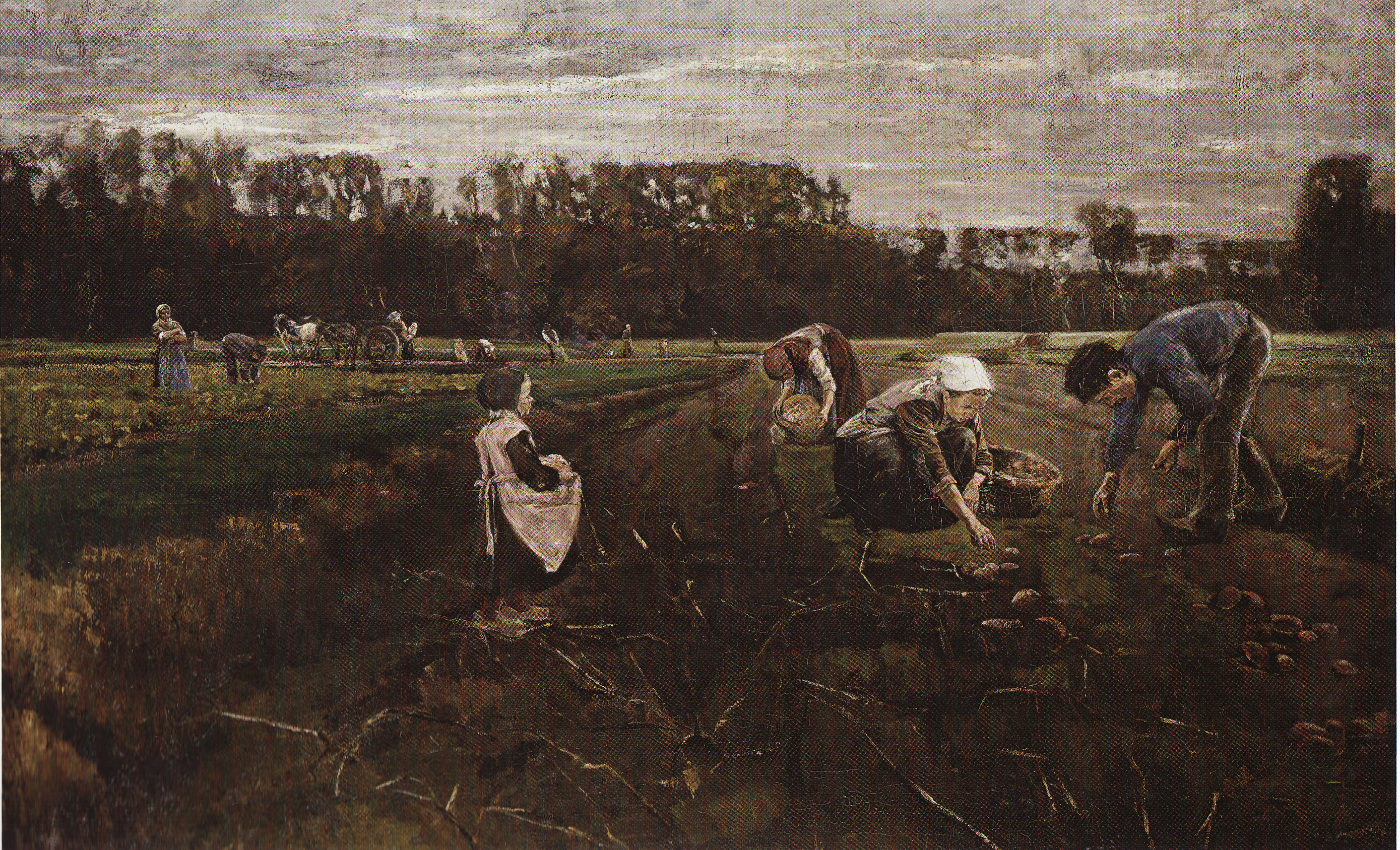
Kartoffelernte in Barbizon: Liebermann orientierte sich 1874 an der Schule von Barbizon.

Im Dezember 1873 zog Max Liebermann nach Paris und richtete in Montmartre ein Atelier ein. In der Welthauptstadt der Kunst wollte er Kontakte knüpfen zu führenden Realisten und Impressionisten. Doch die französischen Maler verweigerten dem Deutschen Liebermann jeglichen Kontakt. 1874 reichte er seine Gänserupferinnen beim Salon de Paris ein, wo das Bild zwar angenommen, aber in der Presse vor allem unter nationalistischen Gesichtspunkten negative Kritiken erhielt. Den Sommer 1874 verbrachte Liebermann erstmals in Barbizon in der Nähe des Waldes von Fontainebleau. „Munkácsy zog mich mächtig an, aber noch mehr taten es Troyon, Daubigny, Corot und vor allem Millet.“
Die Schule von Barbizon war für die Entwicklung des Impressionismus von großer Bedeutung: Sie formte die impressionistische Landschaftsmalerei und bereicherte die Strömungen der Zeit durch die Mittel der Freilichtmalerei. Dies rief in Liebermann eine Abkehr von der altmodischen, schweren Malerei Munkácsys hervor. Ihn interessierten eher die Methoden der Schule von Barbizon, als die Motive, die sie beeinflussten: So erinnerte er sich in Barbizon der Weimarer Studie Arbeiter im Rübenfeld, suchte nach einem ähnlichen Motiv und schuf die Kartoffelernte in Barbizon, die er aber erst Jahre später abschloss. Letztlich versuchte er dabei auf Millets Spuren zu wandeln und blieb nach Ansicht zeitgenössischer Kritiker mit seiner eigenen Leistung hinter ihm zurück: Die Darstellung der Arbeiter in ihrem Umfeld wirkte unnatürlich; es schien, als seien sie nachträglich in die Landschaft eingefügt.
1875 verbrachte Liebermann drei Monate in Zandvoort in Holland. In Haarlem kopierte er ausgiebig Gemälde von Frans Hals. Durch die Beschäftigung mit der Porträtmalerei Hals’ erhoffte sich Liebermann Einflüsse auf seinen eigenen Stil. Die Beschäftigung mit Frans Hals und dessen Methode des schwungvollen, undetaillierten Farbauftrags prägte Liebermanns Spätwerk ebenso wie die Einflüsse der französischen Impressionisten. Es entwickelte sich darüber hinaus zu einer Eigenart Liebermanns, zwischen Idee und Ausführung größerer Gemälde viel Zeit vergehen zu lassen. Erst als er im Herbst 1875 nach Paris zurückkehrte und ein größeres Atelier bezog, griff er Gesehenes auf und schuf ein erstes Gemälde badender Fischerjungen; dieses Motiv bannte er Jahre später erneut auf die Leinwand.

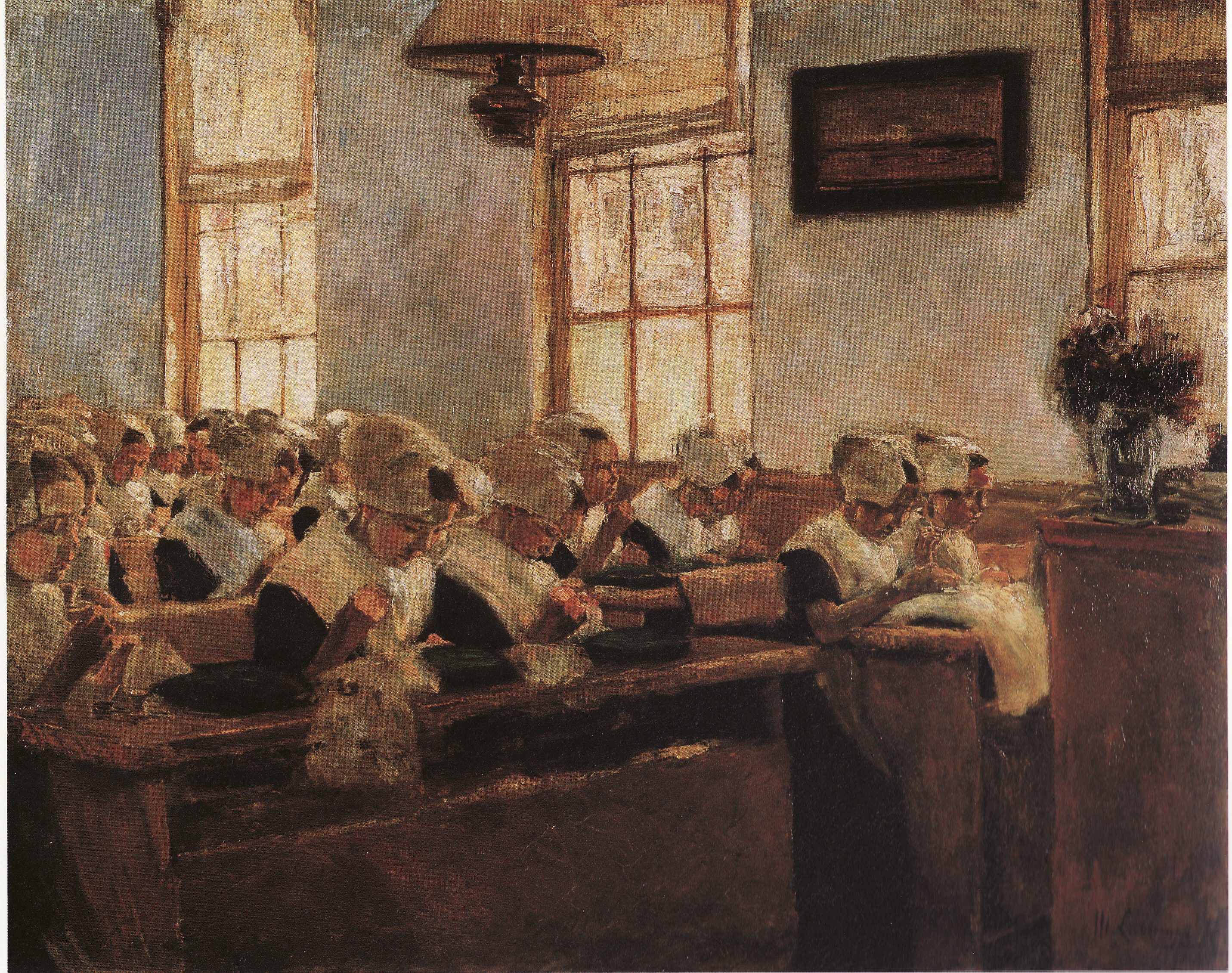
Holländische Nähschule: 1876 begann Liebermann verstärkt, Einflüsse des Impressionismus einfließen zu lassen

Im Sommer 1876 folgte erneut ein mehrmonatiger Aufenthalt in den Niederlanden. Er setzte dort seine Hals-Studien fort. Darüber fand er später zu einem eigenen Stil, der ihm besonders bei der Porträtmalerei zugutekam. In Amsterdam traf er den Radierer William Unger, der ihn in Kontakt mit Jozef Israëls und der Haager Schule brachte. In seinem Bild Holländische Nähschule nutzt Liebermann die Wirkung des Lichts bereits impressionistisch. Über den Professor August Allebé lernte er die Portugiesische Synagoge Amsterdams kennen, was ihn zu einer malerischen Auseinandersetzung mit seiner jüdischen Herkunft verleitet. Auch entstanden erste Studien des Amsterdamer Waisenhauses.
Unter dem Druck, vor seinen Eltern und sich selbst Rechenschaft ablegen zu müssen, verfiel Liebermann in Paris in tiefe Depressionen, oft war er der Verzweiflung nahe. In dieser Zeit entstanden insgesamt nur wenige Bilder, die mehrfache Teilnahme am Pariser Salon brachte für ihn auch nicht den erwünschten Erfolg. Die Kunstszene der Weltstadt konnte Liebermann nichts geben, sie hatte ihn sogar aus chauvinistischen Gründen als Künstler abgelehnt. Seine Gemälde waren nicht „französisch“ geworden. Dagegen ging größerer Einfluss von seinen regelmäßigen Holland-Aufenthalten aus. Liebermann fasste den endgültigen Entschluss, Paris zu verlassen.

### München

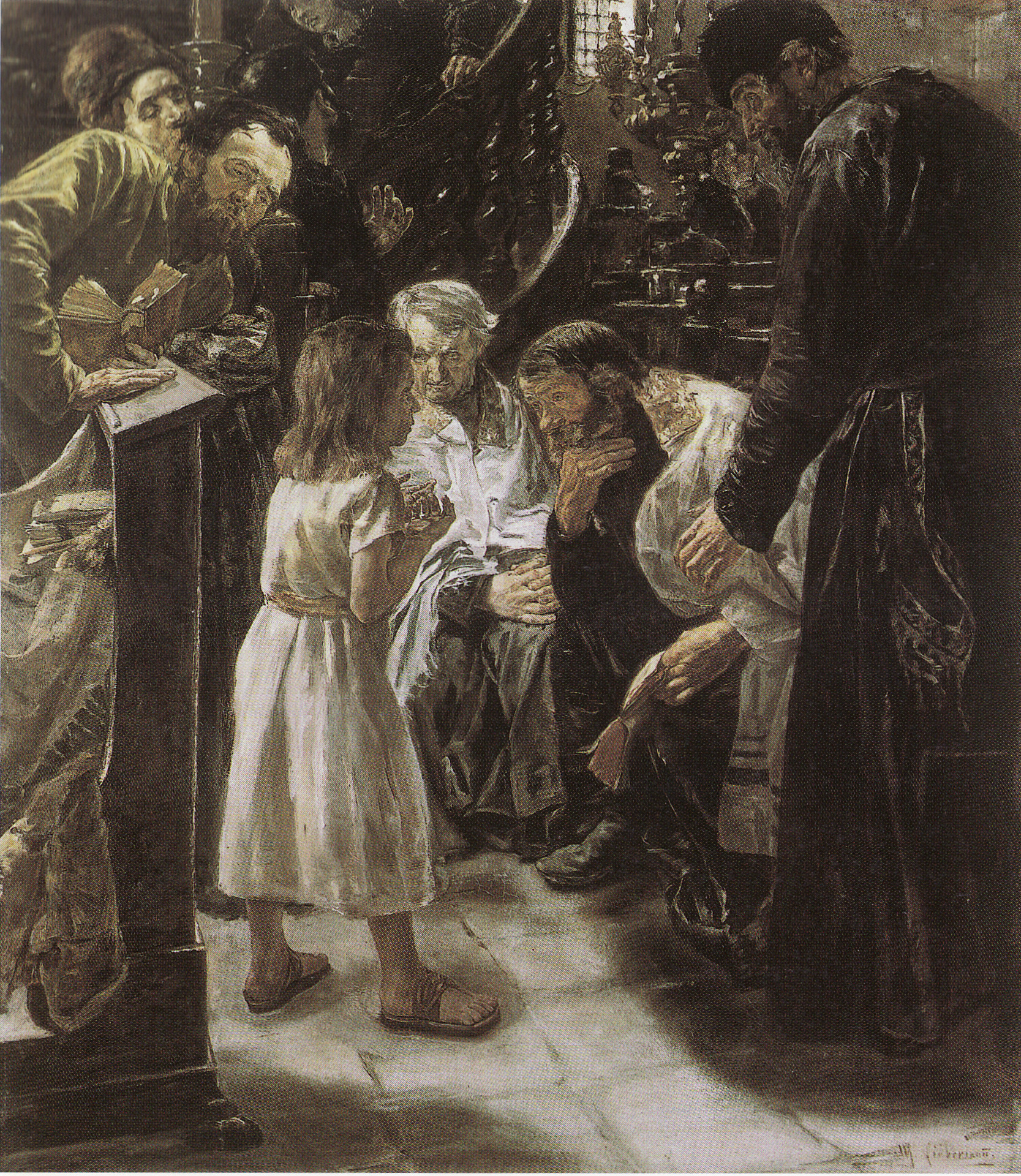
Der zwölfjährige Jesus im Tempel: Einflüsse naturalistischer, altniederländischer und venezianischer Kunst wurden 1879 im Meisterstück des frühen Max Liebermann vereinigt.

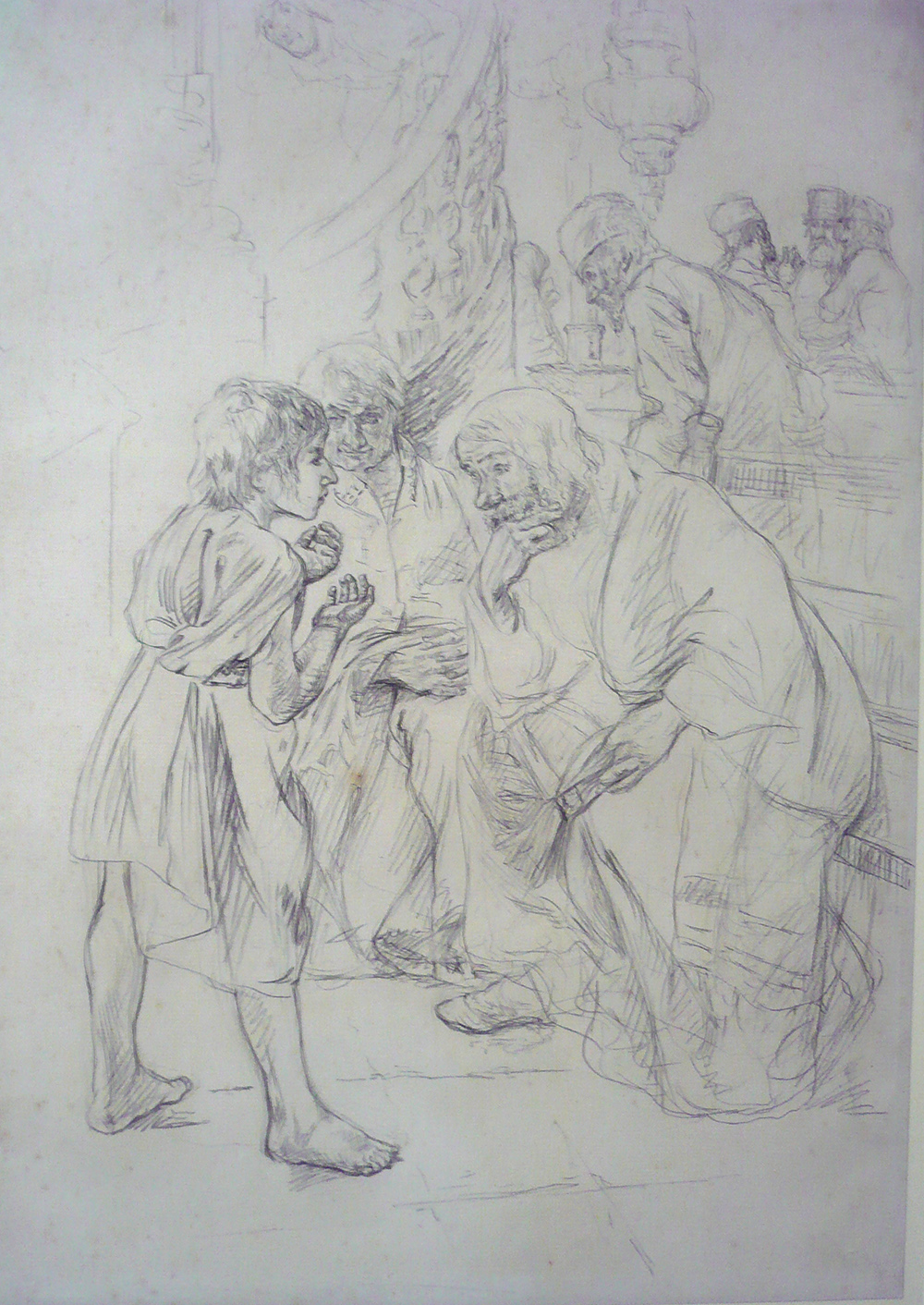
Der zwölfjährige Jesus im Tempel: Skizze zur 1. Fassung

1878 begab sich Liebermann erstmals auf eine Italien-Reise. In Venedig wollte er sich Werke Vittore Carpaccios und Gentile Bellinis ansehen, um daraus neue Orientierung zu schöpfen. Dort traf er auf eine Gruppe Münchner Maler – unter ihnen Franz von Lenbach –, in deren Kreis er in Venedig drei Monate blieb und ihnen schließlich in die bayerische Hauptstadt folgte, die mit der Münchner Schule auch das deutsche Zentrum naturalistischer Kunst war.
Im Dezember 1878 begann Liebermann mit der Arbeit an Der zwölfjährige Jesus im Tempel. Erste Skizzen für dieses Werk hatte er bereits in den Synagogen von Amsterdam und Venedig angefertigt. Nie zuvor inszenierte er ein Bild unter größerem Arbeitsaufwand: Die Studien der Synagogeninterieurs verband er mit individuellen Figuren, von denen er vorher Aktstudien fertigte, um sie dann bekleidet zusammenzuführen. Das Sujet tauchte er in beinahe mystisches Licht, das vom Jesuskind als leuchtende Mitte auszugehen scheint.
Gegen dieses Bild brandete im ganzen Reich eine Welle der Empörung auf. Während der spätere Prinzregent Luitpold sich auf die Seite Liebermanns stellte, schrieb die Augsburger Allgemeine, der Künstler habe „den hässlichsten, naseweisesten Judenjungen, den man sich denken kann“, gemalt. In der Öffentlichkeit wurde Max Liebermann als „Herrgottsschänder“ verunglimpft. Der konservative Abgeordnete und Priester Balthasar von Daller sprach ihm als Juden im Bayerischen Landtag das Recht ab, Jesus auf diese Weise darzustellen. In Berlin führte der Hofprediger Adolf Stoecker die antisemitische Debatte um das Gemälde in verletzender Weise fort.

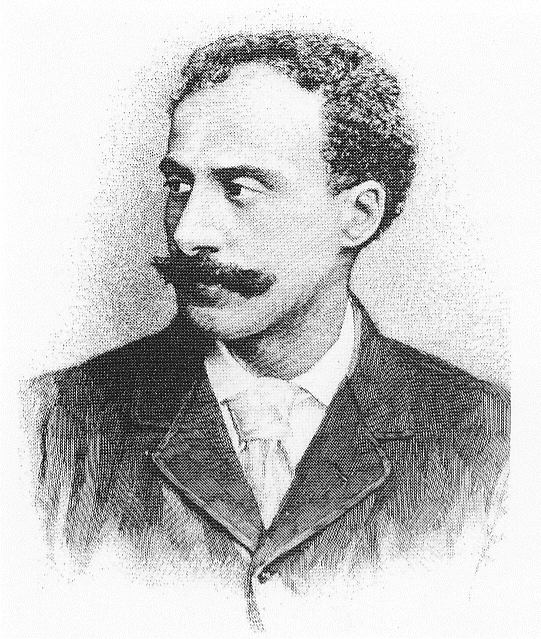
Max Liebermann im Alter von 35 Jahren

Während der Widerstand der Kirche und der Kritiker immer unerbittlicher wurde, ergriffen bedeutende Künstlerkollegen für das Werk Partei, darunter Friedrich August von Kaulbach und Wilhelm Leibl. Malerisch erscheint es in vielem als Resümee der Epoche des jungen Liebermanns, seiner Lehrjahre.
Als Reaktion auf die Kritik hat Liebermann das Bild übermalt, indem er den jungen Jesus neu gestaltete. Vom Original gibt es ein Foto, welches ein Kind, mit einem kürzeren Umhang bekleidet und dem Ansatz von Schläfenlocken und leicht vorgeschobenen Kopf und ohne Sandalen zeigt. Das übermalte Bild zeigt einen Jesus in aufrechterer Haltung mit längeren Haaren und einem längeren Gewand und Sandalen bekleidet.
Zwar war Liebermann nun ein berühmter Künstler, doch die malerischen Fortschritte erfuhren im Holland-Aufenthalt 1879 einen Stillstand: So wirkt das Licht in einer damals entstandenen Ansicht einer bäuerlichen Dorfstraße fahl und unnatürlich. 1880 nahm er am Pariser Salon teil. Die Bilder, die dort gezeigt wurden, hatten eines gemeinsam: die Darstellung friedlichen Nebeneinanders arbeitender Menschen in einer harmonischen Gemeinschaft. Die gezeigte Stimmung fand Liebermann aber nicht im Umfeld des durch antisemitische Anfeindungen erhitzten München, sondern versuchte sie in seinen alljährlichen Aufenthalten in den Niederlanden aufzufangen. Zudem reiste er 1879 zu Malaufenthalten in das Dachauer Moos, nach Rosenheim und ins Inntal, wo sein Gemälde Brannenburger Biergarten entstand.

### Niederlande

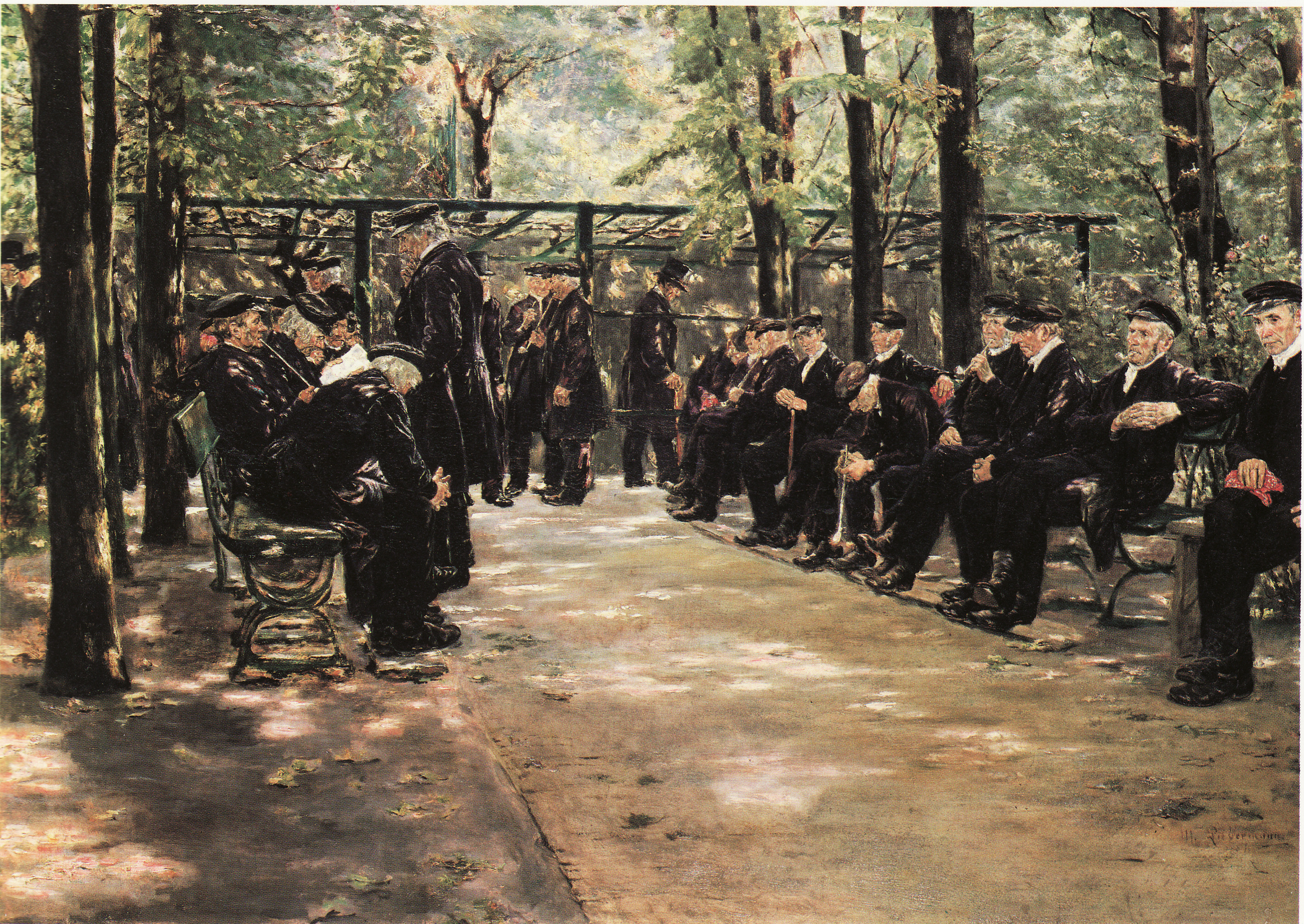
Altmännerhaus in Amsterdam: 1880 wandte sich Liebermann erstmals dem impressionistischen Luminarismus zu.

Im Sommer 1880 reiste Liebermann in das brabantische Dorf Dongen. Dort entstanden Studien, die er später zu seinem Gemälde Schusterwerkstatt verwendete. Nach Abschluss dieser Arbeit reiste er, bevor er nach München zurückkehrte, noch einmal nach Amsterdam. Dort geschah etwas, das „über seine künstlerische Laufbahn entschied“. Er warf einen Blick in den Garten des katholischen Altmännerhauses, wo schwarzgekleidete ältere Herren auf Bänken im Sonnenlicht saßen. Über diesen Augenblick sagte Liebermann später: „Es war, als ob jemand auf ebenem Wege vor sich hingeht und plötzlich auf eine Spiralfeder tritt, die ihn emporschnellt“. Er begann, das Motiv zu malen, und verwendete dabei erstmals den Effekt des durch ein Laubdach (oder andere Barrieren) gefilterten Lichtes, die später sogenannten „Liebermann’schen Sonnenflecken“, das heißt die punktuelle Darstellung von (teilweise) eigenfarbigem Licht, um eine stimmungsvolle Atmosphäre zu erzeugen. Dies deutete bereits auf das impressionistische Spätwerk Liebermanns hin.
Auf dem Pariser Salon 1880 erhielt er für dieses Werk als erster Deutscher eine ehrenvolle Erwähnung. Zudem erwarb Léon Maître, ein bedeutender Sammler des Impressionismus, mehrere Gemälde Liebermanns. Durch den ersehnten Erfolg ermuntert, wandte er sich einem früheren Thema zu: Unter Verwendung älterer Studien komponierte er die Freistunde im Amsterdamer Waisenhaus (Abbildung siehe unten), ebenfalls mit „Sonnenflecken“.

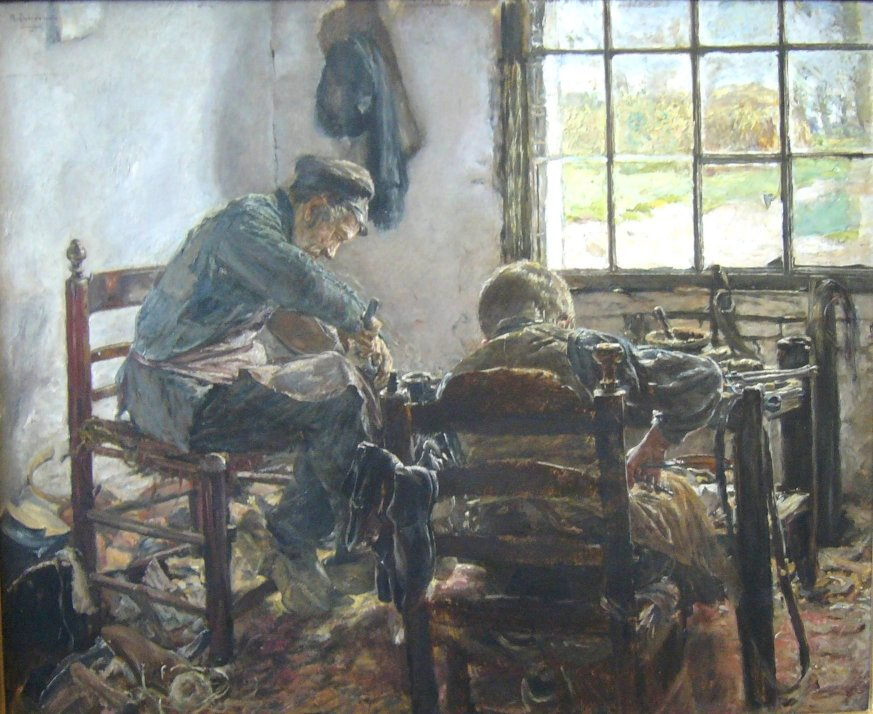
Max Liebermann: Schusterwerkstatt, 1881

Im Herbst reiste Liebermann erneut nach Dongen, um dort die Schusterwerkstatt zu vollenden. Auch in diesem Werk manifestiert sich seine deutliche Hinwendung zur Lichtmalerei, gleichzeitig blieb er jedoch auch seinen früheren Arbeits-Darstellungen treu, indem er weiterhin auf verklärend-romantische Elemente verzichtete. Die Schusterwerkstatt und die Freistunde im Amsterdamer Waisenhaus fanden 1882 im Pariser Salon mit Jean-Baptiste Faure einen Käufer. Die französische Presse feierte ihn als Impressionisten. Der Sammler Ernest Hoschedé schrieb begeistert an Édouard Manet: „Wenn Sie, mein lieber Manet, es sind, der uns die Geheimnisse des Freilichts offenbarte, so versteht es dagegen Liebermann, das Licht in geschlossenem Raum zu belauschen.“
Doch anstatt sich vom Impressionismus vereinnahmen zu lassen, trat Liebermann aus der Sphäre der beliebten Lichtmalerei zurück und wandte sich in seinem Werk Rasenbleiche wieder dem Naturalismus zu. Während er an diesem Gemälde arbeitete, versuchte Vincent van Gogh Liebermann in Zweeloo zu treffen, was ihm allerdings nicht gelang. Zurück aus den Niederlanden folgte er dem Ruf der Gräfin von Maltzan ins schlesische Militsch, wo er seine erste Auftragsarbeit – eine Dorfansicht – fertigte.

### Rückkehr nach Berlin

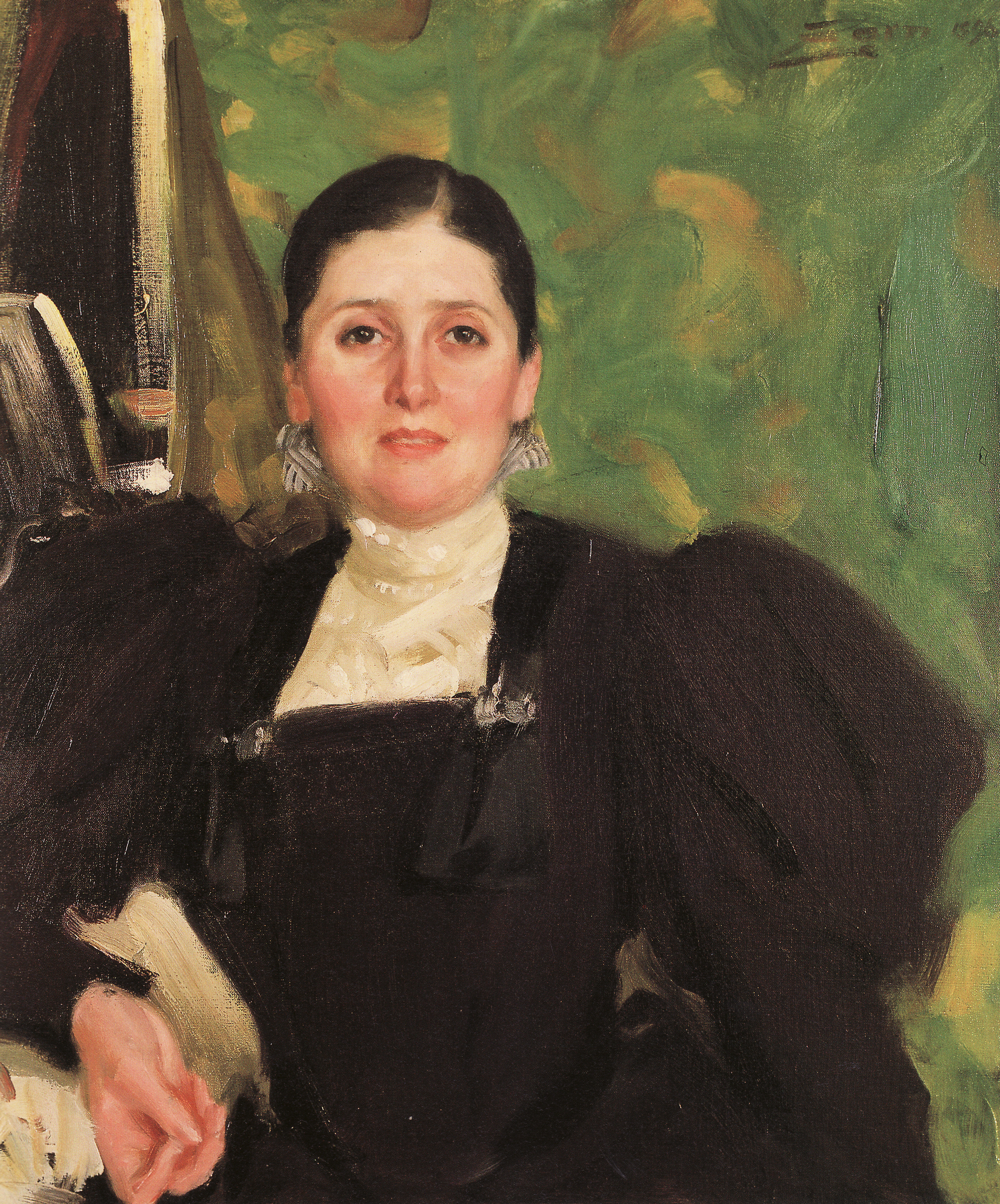
Anders Zorn: Porträt Martha Liebermann, 1896

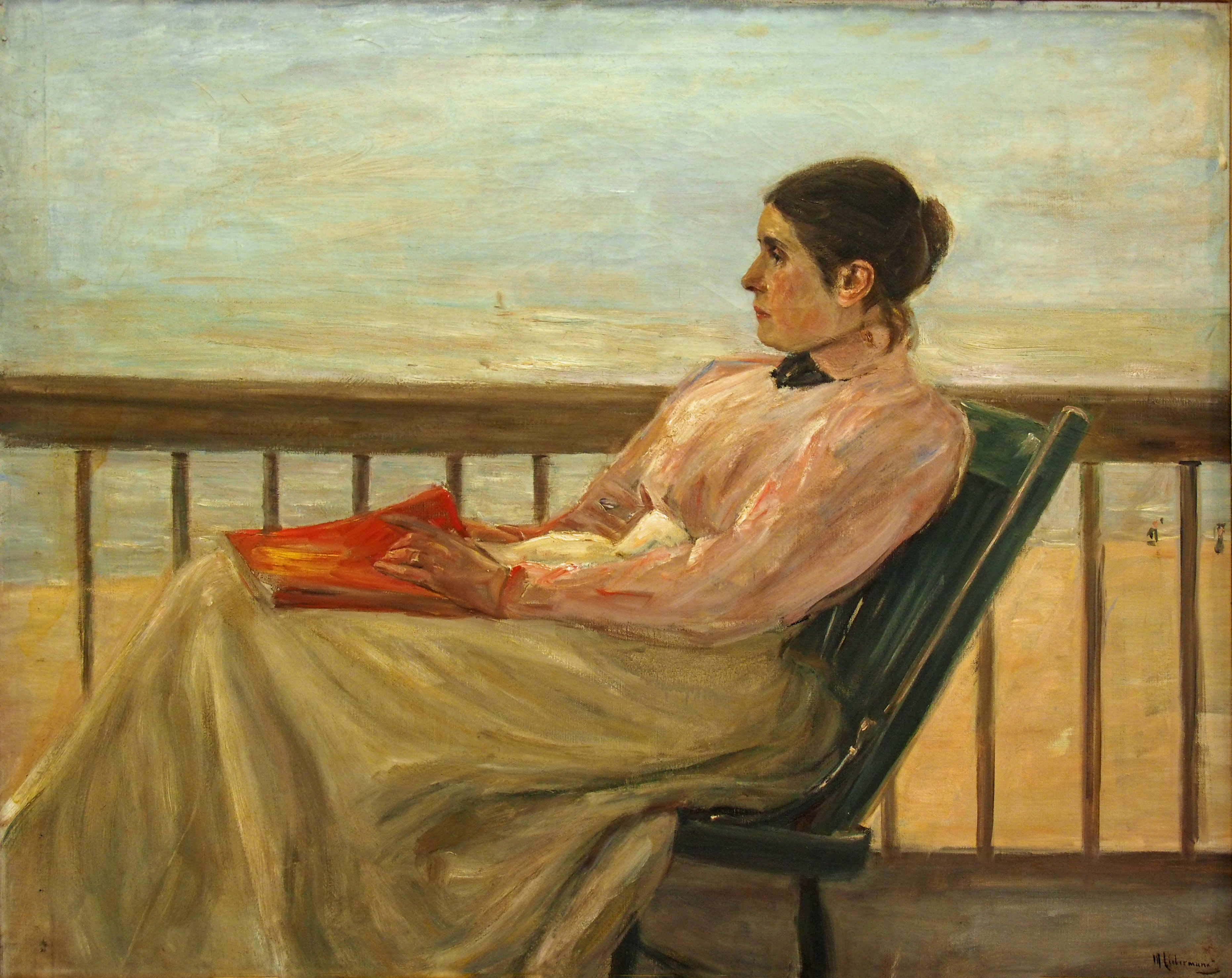
Die Gattin des Künstlers (1898), gemalt von Liebermann

1884 entschloss sich Liebermann, in seine Heimatstadt Berlin zurückzukehren, obwohl ihm bewusst war, damit auf unvermeidbare Konflikte zu stoßen. Seiner Ansicht nach würde Berlin über kurz oder lang auch in künstlerischer Hinsicht die Rolle der Hauptstadt einnehmen, da sich dort der größte Kunstmarkt befand und er die Münchner Traditionen zunehmend als Last ansah.
Im Mai 1884 verlobte er sich mit der im Jahre 1857 geborenen Schwester seiner Schwägerin, Martha Marckwald. Am 14. September fand die Trauung statt, nachdem der Umzug von München nach Berlin vollzogen war. Die erste gemeinsame Wohnung nahm das Paar In den Zelten 11, am nördlichen Rand des Tiergartens. Die Hochzeitsreise führte allerdings nicht wie damals üblich nach Italien, sondern über Braunschweig und Wiesbaden nach Scheveningen in Holland. Dort schloss sich Jozef Israëls den beiden an; gemeinsam reisten sie nach Laren, wo Liebermann den Maler Anton Mauve kennenlernte. Weitere Stationen der Reise waren Delden, Haarlem und Amsterdam. Überall fertigte Liebermann Studien und sammelte Ideen, die ihn in den folgenden Jahren weitgehend ausfüllten.

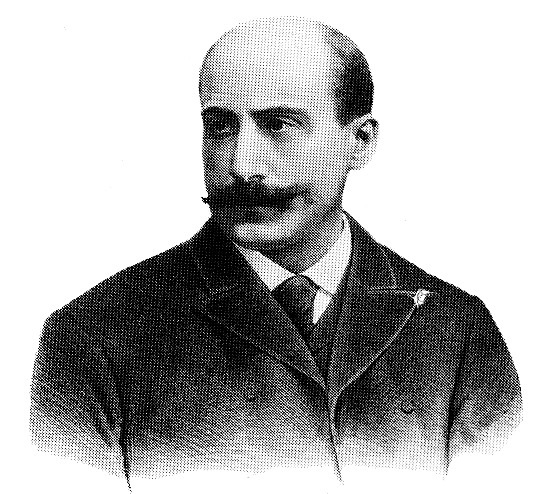
Max Liebermann im Alter von 48 Jahren

Nach der Rückkehr wurde er in den Verein Berliner Künstler aufgenommen. Für seine Aufnahme stimmte auch Anton von Werner, sein späterer Widersacher. Im August 1885 wurde Liebermanns einzige Tochter geboren, die den Namen „Marianne Henriette Käthe“ erhielt, jedoch nur Käthe genannt wurde. In dieser Zeit entstanden kaum Bilder: Ganz widmete er sich der Rolle des Vaters.
Gegenüber der Familie Liebermann wohnten Carl und Felicie Bernstein. Bei den außergewöhnlich kultivierten Nachbarn sah Max Liebermann Gemälde Édouard Manets und Edgar Degas’, die ihn sein ganzes weiteres Leben begleiteten. Zudem konnte er sich in ihrem Kreise erstmals als akzeptiertes Mitglied der Berliner Künstlergemeinschaft fühlen: Max Klinger, Adolph Menzel, Georg Brandes und Wilhelm Bode gingen dort ebenso ein und aus wie Theodor Mommsen, Ernst Curtius und Alfred Lichtwark. Letzterer, der Direktor der Hamburger Kunsthalle, erkannte früh Liebermanns impressionistisches Potential. Dessen Beitritt in die Gesellschaft der Freunde erleichterte ebenfalls das Erreichen gesellschaftlicher Akzeptanz in der bourgeoisen Oberschicht.
Nach acht Jahren Abwesenheit aus Berlin nahm Liebermann 1886 erstmals wieder an der Ausstellung der Akademie der Künste teil. Für die Ausstellung wählte er die Gemälde Freistunde im Amsterdamer Waisenhaus, Altmännerhaus in Amsterdam und Das Tischgebet aus. Das Tischgebet, das eine niederländische Bauernfamilie in düster-stimmungsvoller Szenerie beim Gebet zeigt, war auf Anregung Jozef Israëls während der Hochzeitsreise entstanden. Der „Meinungsmacher“ Ludwig Pietsch bezeichnete Liebermann als großes Talent und herausragenden Vertreter der Moderne.

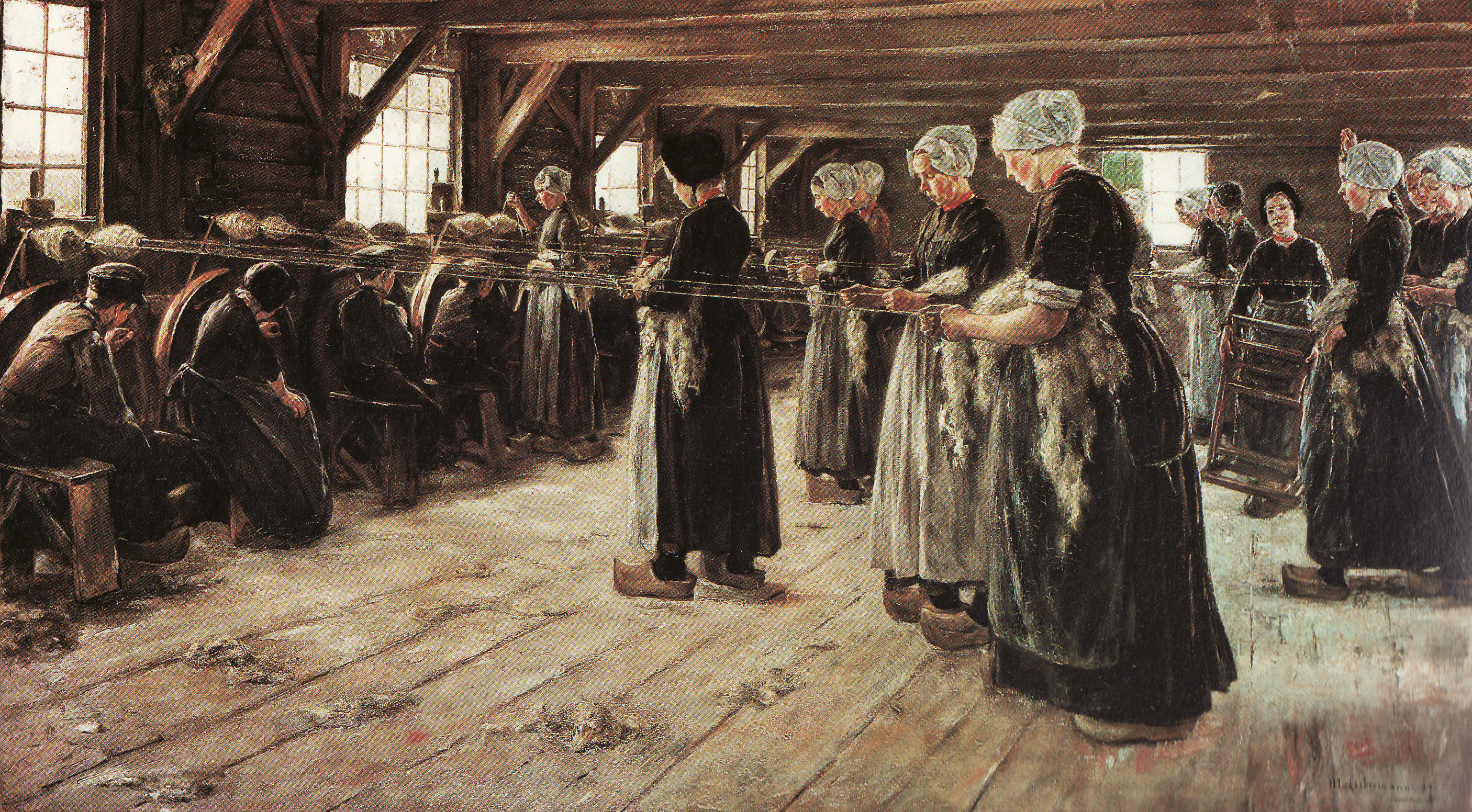
Flachsscheuer in Laren 1887; gemeinschaftliche Arbeit als immer wiederkehrendes Sujet

Im Sommer 1886 fuhr Martha Liebermann mit ihrer Tochter zur Kur nach Bad Homburg vor der Höhe, was ihrem Mann Gelegenheit bot, in Holland Studien anzufertigen. Er kehrte nach Laren zurück, wo in Bauernkaten aus Rohleinen Flachs gewonnen wurde. Vom Sujet der gemeinschaftlichen Arbeit wiederum beeindruckt, begann Liebermann, Skizzen zu zeichnen und eine erste Fassung in Öl zu malen. In seinem Berliner Atelier komponierte er die Studien zu einem Gemälde im größeren Format, an dem er die Arbeit im Frühjahr 1887 abschließen konnte. Die Darstellung kollektiver Arbeit sollte im Alltäglichen das „heroisch Geduldige“ aufzeigen.
Im Mai 1887 wurde das Bild auf dem Pariser Salon ausgestellt, wo man es mit nur verhaltenem Applaus aufnahm. Auf der Internationalen Jubiläumsausstellung in München beschrieb ein Kritiker das Gemälde als „die wirkliche Darstellung stumpfen, durch ein Einerlei von schwerer Arbeit hervorgerufenen Siechtums. […] Bauernweiber in verschlissenen Schürzen und Holzpantoffeln, mit Gesichtern, die kaum, dass sie jung waren, die Züge grämlichen Alters zeigen, liegen in der Kammer, deren Gebälk wie drückend niederlastet, ihrem mechanischen Tagewerk ob.“ Adolph Menzel dagegen lobte das Bild und bezeichnete den Maler als „den einzigen, der Menschen macht und keine Modelle“.

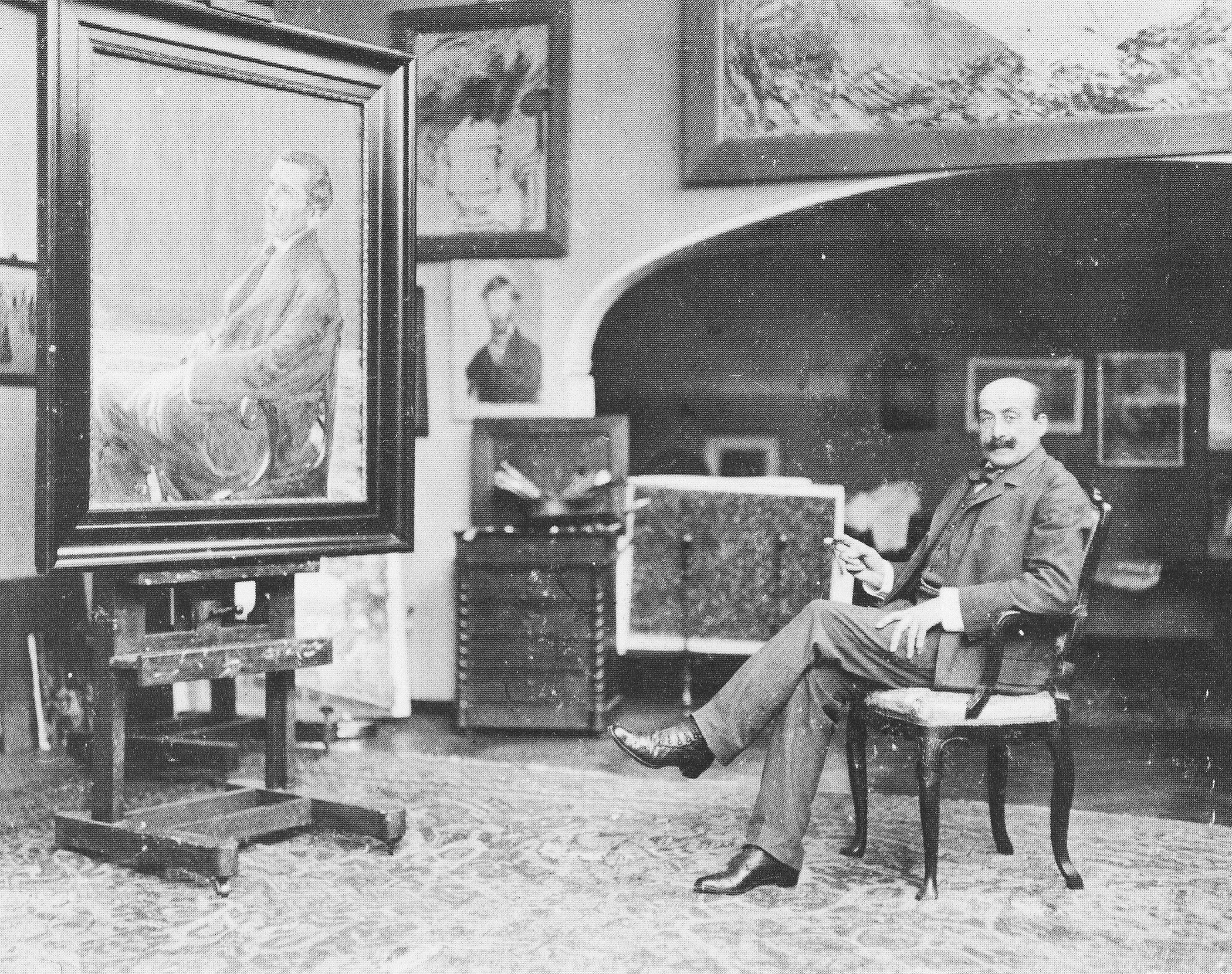
Max Liebermann in seinem Atelier

Zu dieser Zeit veröffentlichte der Kunstkritiker Emil Heilbut eine „Studie über den Naturalismus und Max Liebermann“, in der er den Maler als „tapfersten Vorläufer in der neuen Kunst in Deutschland“ bezeichnete. Im März 1888 verstarb Kaiser Wilhelm I., ihm folgte Friedrich III. auf den Thron. Mit seiner Regentschaft waren Hoffnungen auf einen Wandel Preußens zur parlamentarischen Monarchie verbunden, die mit seinem Tod nur 99 Tage später ihr Ende fanden. Max Liebermann weilte im Frühjahr des Dreikaiserjahres in Bad Kösen. Vom Tod Friedrichs III. bestürzt, malte er eine fiktive Gedächtnisfeier für Kaiser Friedrich III. in Bad Kösen, was zeigt, dass er sich trotz seiner links ausgerichteten politischen Ansichten mit der Hohenzollernmonarchie verbunden fühlte. Er wollte Freigeist sein, doch die preußischen Traditionen abzulehnen brachte er durch seine Prägung nicht fertig.

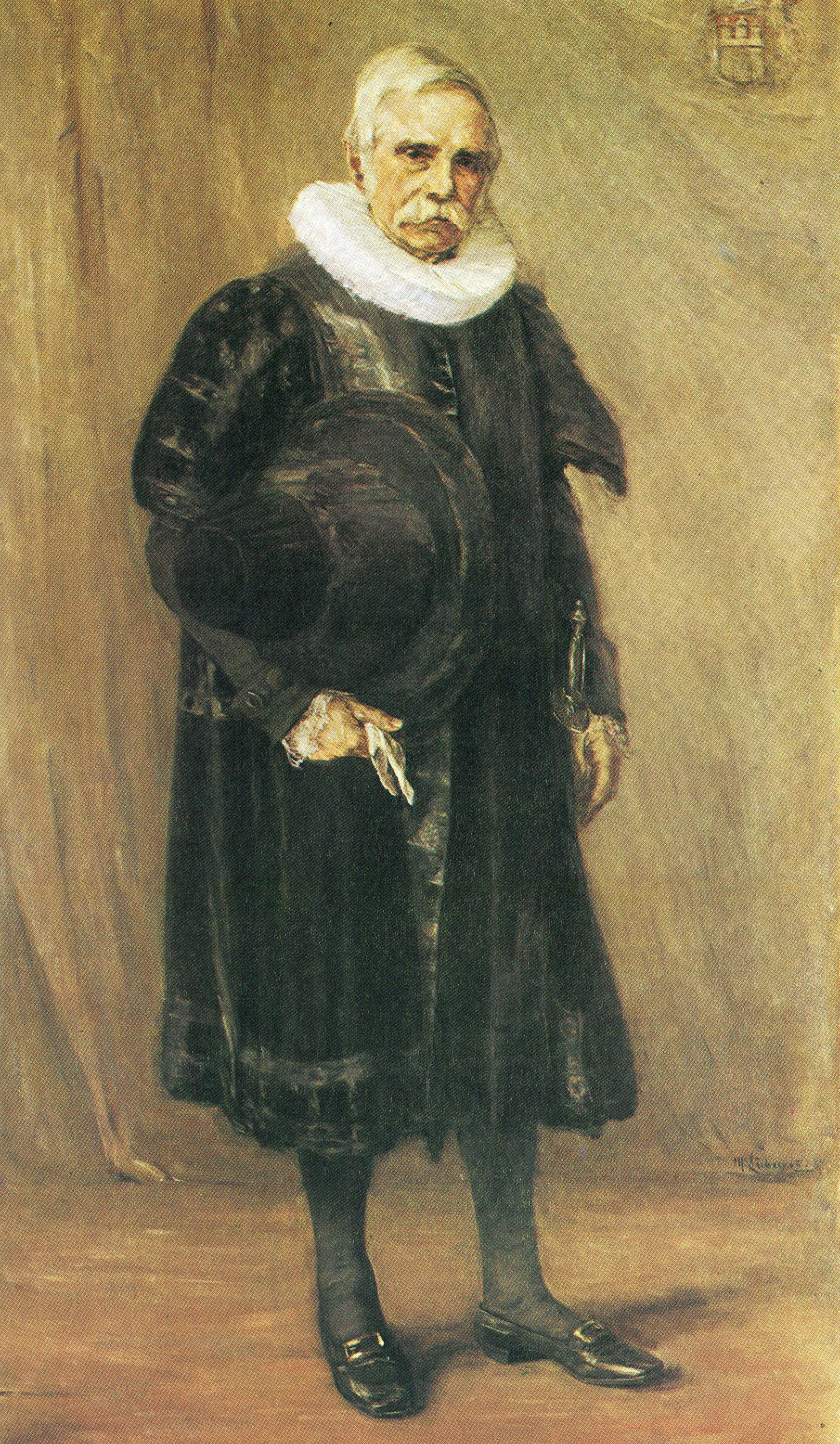
Bürgermeister Carl Friedrich Petersen 1891

1889 fand in Paris anlässlich der Hundertjahrfeier der Französischen Revolution die Weltausstellung statt. Die Monarchien Russland, Großbritannien und Österreich-Ungarn versagten ihre Teilnahme aus Ablehnung der Revolutionsfeier. Als die Deutschen Gotthardt Kuehl, Karl Koepping und Max Liebermann in die Jury berufen wurden, sorgte dies in Berlin für politischen Zündstoff. Liebermann fragte beim preußischen Kultusminister Gustav von Goßler an, der ihn – einer inoffiziellen Unterstützung gleichkommend – gewähren ließ. Die Zeitung La France schürte zur gleichen Zeit in Paris eine Kampagne gegen die generelle Teilnahme Preußens.
Liebermann fasste den Plan, mit Menzel, Leibl, Trübner und von Uhde die erste Garde der deutschen Malerei zu präsentieren. Die deutsche Presse machte ihm Andienung an den Revolutionsgedanken zum Vorwurf. Erneut ergriff der alte Adolph Menzel für Liebermann Partei, und die erste Präsentation nicht-offizieller deutscher Kunst auf französischem Boden kam zustande. Die Weltausstellung rückte Liebermann endgültig ins Licht der Öffentlichkeit. In Paris ehrte man ihn mit einer Ehrenmedaille und der Aufnahme in die Société des Beaux-Arts. Den Ritterschlag der Ehrenlegion lehnte er nur aus Rücksicht auf die preußische Regierung ab.
1889 reiste Liebermann nach Katwijk, wo er mit dem Gemälde Frau mit Ziegen vom sozialen Milieu als Sujet Abschied nahm. Nachdem er zunehmend Erfolge feiern konnte, fand er die Muße, sich Bildern leichteren Lebens zuzuwenden. 1890 erhielt Liebermann mehrere Aufträge aus Hamburg, die alle auf Alfred Lichtwark zurückzuführen waren: Neben einem Pastell der Kirchenallee in St. Georg bekam er von dort den ersten Porträtauftrag. Nach Fertigstellung des an Hals’scher Malerei orientierten Bildes zeigte sich der Porträtierte, Bürgermeister Carl Friedrich Petersen, empört. Ihm war die Natürlichkeit der Darstellung in Verbindung mit scheinbar beiläufig durch historisierende Kleidung verliehener Amtswürde zuwider. In Lichtwarks Augen blieb das Bürgermeisterbildnis „ein Fehlschlag“. Mehr Erfolg hatte Liebermann mit seinem Werk Frau mit Ziegen, für das er im Frühjahr 1891 auf der Ausstellung des Münchner Kunstvereins die Große Goldmedaille erhielt.

### Liebermann als Kopf der Berliner Secession

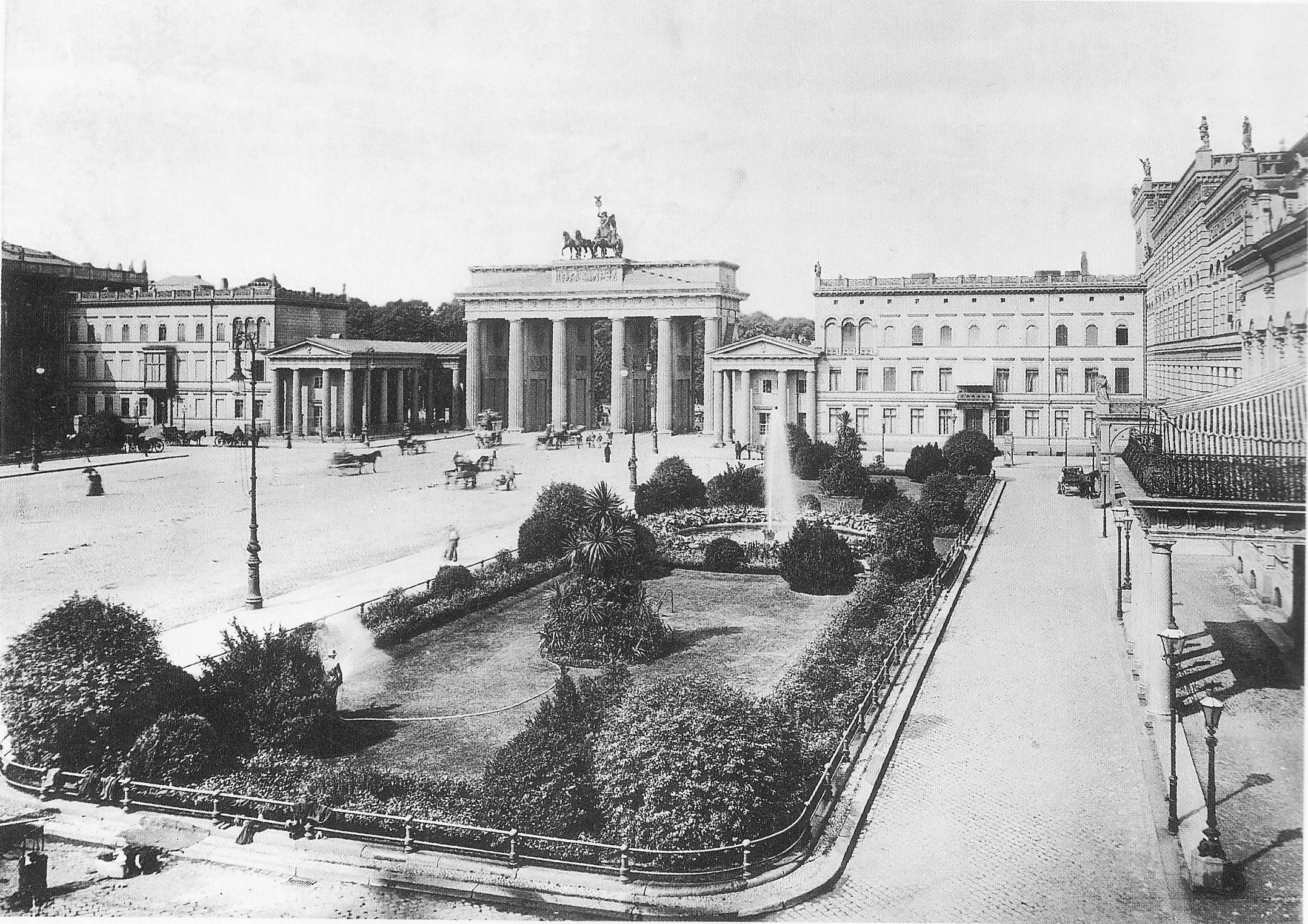
Palais Liebermann am Pariser Platz 7, rechts neben dem Brandenburger Tor

Am 5. Februar 1892 gründete sich in Berlin die Vereinigung der XI, in der sich elf unabhängige Maler zusammenschlossen. Die Vereinigung der XI avancierte in den nächsten Jahren zum Fundament für die spätere Secessionsbewegung, die in Opposition zur konservativen Malerschule der Akademie trat. Die Berliner Sezession befand sich zuerst in der Kantstraße, zog dann aber 1905 an den Kurfürstendamm unweit des Romanischen Cafés und dem 1917 eröffneten Atelier der bekannten Berliner Gesellschaftsfotografin Frieda Riess. Laut Lovis Corinth war Liebermann bereits kurz nach ihrer Gründung „der heimliche Führer der anarchischen Elfer“. Unter dem Einfluss Wilhelms II. verschärften sich die reaktionären Tendenzen in der Kulturpolitik des Kaiserreiches zunehmend (siehe auch: Rinnsteinkunst). Die Kunstkritiker der Hauptstadt reagierten höchst unterschiedlich auf die Gründung einer Künstlerbewegung, die sich gegen die offizielle Richtung stellte. Die meisten verunglimpften insbesondere Liebermann und bezeichneten seine Malweise etwa als „patzig hinstreichende Manier“, dennoch bestritt kaum jemand seine Stellung als führender Berliner Künstler.

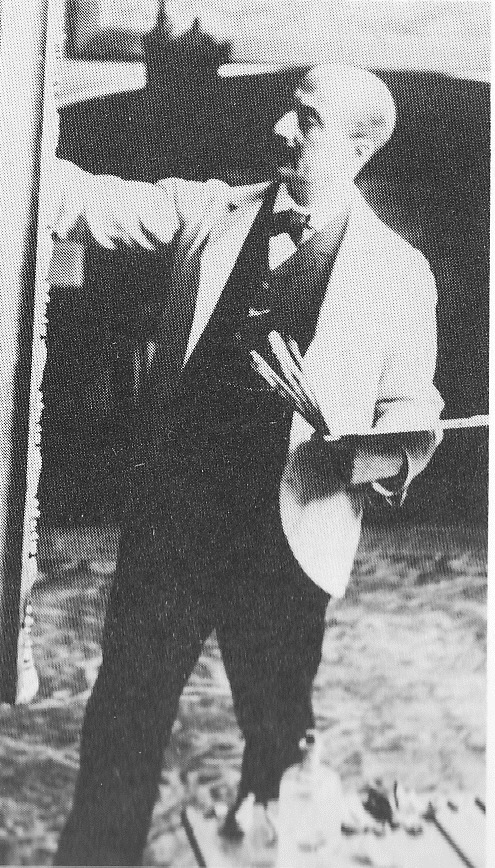
Max Liebermann an der Staffelei

Wenige Monate vor dem Tod seiner Mutter im September 1892, als sich deren Gesundheitszustand verschlechterte, bezog Max Liebermann mit seiner Familie das elterliche Palais am Pariser Platz. Mit großer Selbstdisziplin ging er einem geregelten Tagesablauf nach: Um 10 Uhr verließ er das Wohnhaus, um sich in sein Atelier in der Königin-Augusta-Straße 19 (heute Reichpietschufer) zurückzuziehen und um 18 Uhr wiederzukehren. „Ich bin in meinen Lebensgewohnheiten der vollkommene Bourgeois; ich esse, trinke, schlafe, gehe spazieren und arbeite mit der Regelmäßigkeit einer Turmuhr.“
Am 5. November 1892 stellte der Verein Berliner Künstler 55 Gemälde des norwegischen Malers Edvard Munch aus. Die Kritik empörte sich über die Werke und nannte sie „Exzesse des Naturalismus“. Ein Eilantrag vor dem Kammergericht wurde abgelehnt, ein zweiter führte aber zur Einberufung einer Generalversammlung des Vereins Berliner Künstler. Diese beschloss mit 120 gegen 105 Stimmen die Schließung der Munch-Ausstellung. Damit vollzog sich der endgültige Bruch zwischen konservativ-reaktionärer Schule, als deren Wortführer sich in diesem Streit Anton von Werner profilierte, und der liberal-modernistischen Schule, zu deren bedeutendsten Köpfen Max Liebermann zählte. Unter ihm gründeten noch am Abend der Entscheidung 60 empörte Vereinsmitglieder die Freie Künstlervereinigung.
1893 reiste Liebermann nach Rosenheim, wo er sich mit Johann Sperl und Wilhelm Leibl traf. Anlässlich einer Ausstellung in Wien erhielt er im Jahr darauf für die Frau mit Ziegen die Große Goldene Medaille. Nach dem Tod seiner Mutter 1892 verstarb 1894 auch Louis Liebermann, sein Vater. Kurz vor dessen Tod hatte Max Liebermann eine späte Zuneigung zu ihm gefunden, die frühere Differenzen zurücktreten ließ. Nach der Versöhnung traf ihn der Abschied besonders schwer. Gleichzeitig vertiefte er sich mit diesen Eindrücken verstärkt in die Arbeit an stimmungsvollen Gemälden.

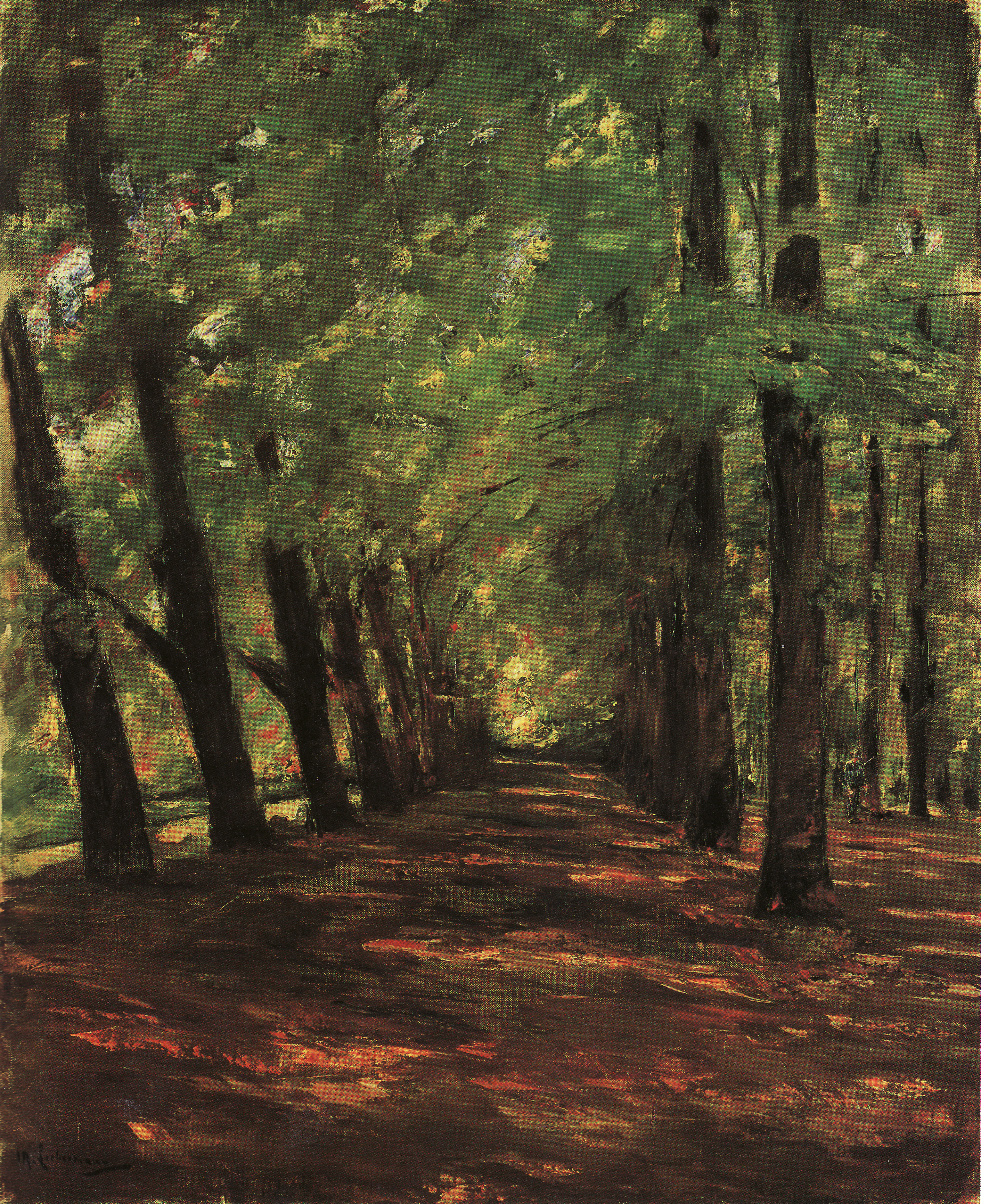
Allee in Overveen, 1895 – Liebermann fand ab Mitte der 1890er-Jahre seine persönliche Ausprägung des Impressionismus.

Mit dem Tode seines Vaters wurde Max Liebermann Miterbe eines Millionenvermögens. Auch das Haus am Pariser Platz ging in seinen Besitz über. Nun war es ihm möglich, seine ohnehin für einen Künstler ungewöhnlich luxuriösen Wohnräume nach seinen Wünschen umzugestalten. Er beauftragte den Architekten Hans Grisebach mit dem Bau einer Wendeltreppe zu einem noch zu errichtenden Dachatelier. Da das Polizeipräsidium wegen eines Paragrafen im Kaufvertrag des Gebäudes, der größere Veränderungen der Bausubstanz verbot, Bedenken anmeldete, beschloss Liebermann, sein Atelier in der Königin-Augusta-Straße weiterhin zu nutzen. Die Gemälde aus dieser Zeit sind impressionistischer Natur, wie etwa die 1895 entstandene Allee in Overveen. Auch weiterhin bezog Liebermann die Inspiration für zahlreiche Werke aus seinen regelmäßigen Aufenthalten in den Niederlanden.
1895 vertrat Max Liebermann gemeinsam mit Gustav Schönleber und Fritz von Uhde Deutschland auf der ersten Biennale in Venedig. Liebermann wandte sich erstmals der Porträtmalerei zu und zeigte ein Pastellporträt seines Freundes Gerhart Hauptmann, für das er den ersten Preis erhielt. Auch wandte sich Liebermann wieder dem Sujet badender Knaben zu, da ihn die malerische Herausforderung von sich bewegenden Körpern unter freiem Licht interessierte. Doch anstatt wie früher konservative Gemälde mit klassischen Bewegungskompositionen zu schaffen, gelang ihm eine freiere Darstellung des Strandlebens. Zu einer impressionistischen Ausdrucksform kam er aber bei diesem Motiv erst in späteren Jahren.

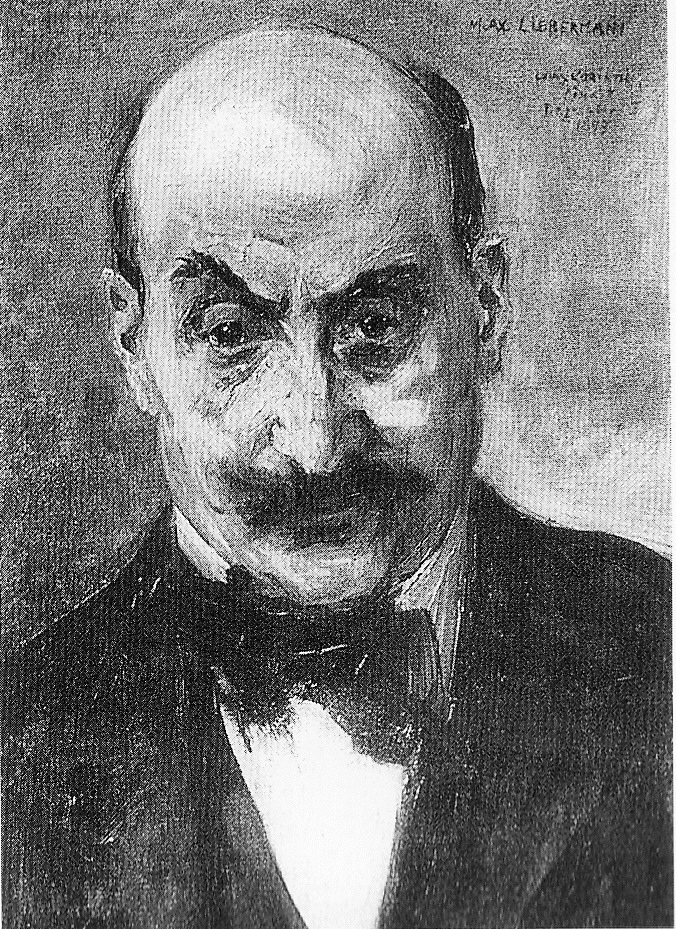
Porträt Max Liebermann von Lovis Corinth, 1899

1896 wurde Hugo von Tschudi zum Direktor der Nationalgalerie berufen. Dieser stand den französischen Impressionisten offen gegenüber und begab sich auf eine Ankaufsreise nach Paris. Max Liebermann begleitete ihn dorthin, um ihn bei den Kaufentscheidungen für die Nationalgalerie zu beraten. Als von Tschudi sich entschloss, Manets Werk Im Wintergarten zu erwerben, riet Liebermann ab, da Berlin ja selbst den Naturalismus noch als skandalös empfinden würde. „Was man in Paris in einem Menschenalter nicht aufzufassen vermocht hatte, würde man schwerlich in Deutschland von heut’ auf morgen durchzusetzen vermögen.“
Über Tschudi konnte Liebermann auch Kontakt zu Edgar Degas knüpfen, den er in Paris traf. Dort erhielt er auch die Ehrung als Ritter der Ehrenlegion, der der preußische Kultusminister Robert Bosse zustimmte. Abschließend reiste Liebermann für zehn Tage nach Oxford, wo seinem Bruder Felix von der Universität die Ehrendoktorwürde verliehen wurde. In London traf er sich mit dem amerikanischen Maler James McNeill Whistler, dessen altmeisterhafter Radierstil nachhaltige Wirkung auf ihn bekam. Durch Einwirken des preußischen Ministers für öffentliche Arbeiten, Karl von Thielen, gestattete das Polizeipräsidium Berlin zeitgleich zu seinem Paris- und Londonaufenthalt den Bau eines Dachateliers im Palais Liebermann.

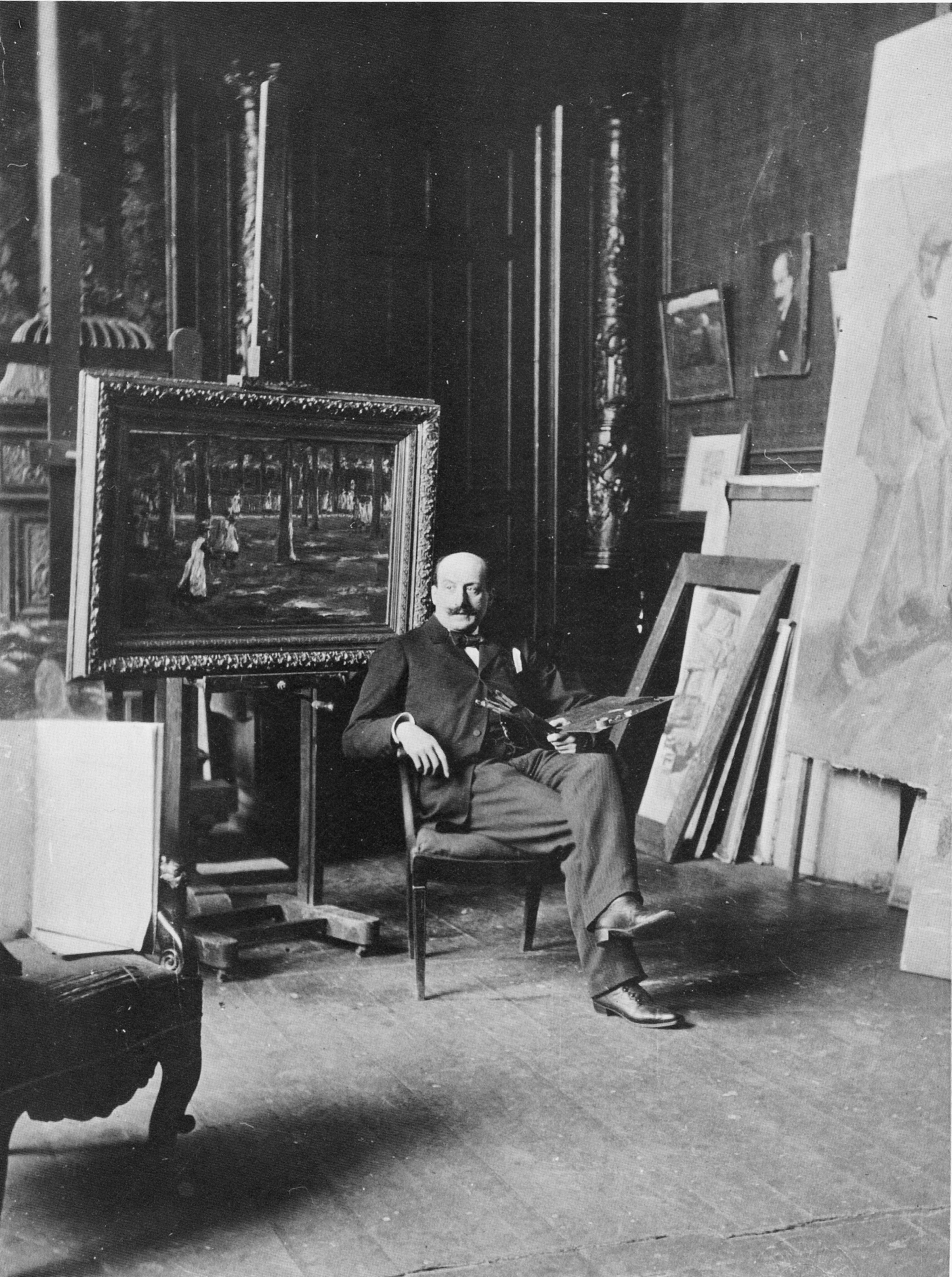
Max Liebermann in seinem Atelier in der Königin-Augusta-Straße, vor dem Gemälde Schulgang in Laren, 1898

Anlässlich seines 50. Geburtstages 1897 widmete die Akademie der Künste Liebermann einen ganzen Ausstellungssaal, in dem 30 Gemälde, neun Zeichnungen, drei Lithografien und 19 Radierungen gezeigt werden konnten. Nachdem die konservative Berliner Akademie mit ihrer 200-Jahr-Feier 1892 ein Fiasko erlebt hatte, begann sie sich langsam für moderne Einflüsse zu öffnen. Dies zeigte sich auch in der Verleihung der Großen Goldenen Medaille an Liebermann bei der Großen Berliner Kunstausstellung. Dieser erhielt darüber hinaus den Professorentitel und wurde 1898 in die Akademie aufgenommen – selbst mit der Stimme Anton von Werners. Sein künstlerisches Ansehen stand zu dieser Zeit auf seinem bisherigen Höhepunkt.
Dennoch fielen künstlerische Rückschritte in diese Zeit. Die Sommer 1897 und 1898 verbrachte Liebermann wiederum in Laren. Dort entstanden die Weberei in Laren und der Schulgang in Laren, worin der Maler auf überwunden geglaubte kompositorische Mittel seiner frühen Jahre zurückgriff.
Nachdem die Jury unter Anton von Werner ein Bild des Berliner Malers Walter Leistikow zur Großen Berliner Kunstausstellung 1898 zurückwies, rief dieser zur Gründung einer Gemeinschaft unabhängiger Künstler auf. Als Präsident dieses Zusammenschlusses moderner Künstler wurde Max Liebermann gewählt. Den Vorstand bildeten neben dem Präsidenten Liebermann und Walter Leistikow die Künstler Otto Heinrich Engel, Ludwig Dettmann, Oskar Frenzel, Curt Herrmann und Fritz Klimsch. Liebermann war bei der Gründung der Sezession nicht als Wortführer hervorgetreten, sondern trat erst an ihre Spitze, als er von seinen Kollegen dazu gedrängt wurde. Der Bekanntheitsgrad seiner Person verschaffte der Berliner Sezessionsbewegung besonderes Öffentlichkeitsinteresse. Als Sekretäre zog Liebermann die Galeristen Bruno und Paul Cassirer hinzu.

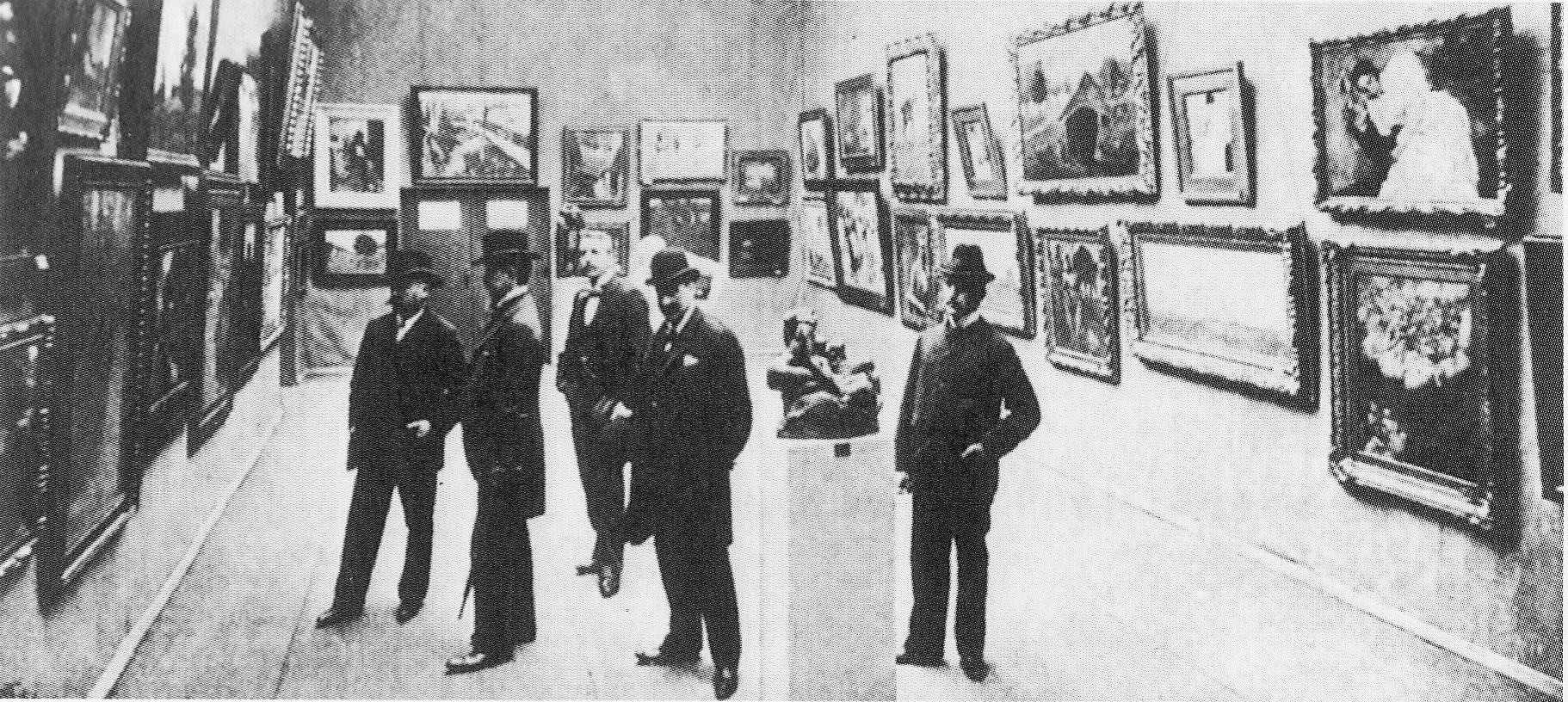
Der Vorstand der Berliner Secession in der II. Secessionsausstellung 1900. Max Liebermann 2. v.r.

Für die erste Secessionsausstellung im Mai 1899 konnte Liebermann auch Künstler der Münchner, der Darmstädter und der Stuttgarter Sezession gewinnen. Ergänzt wurden diese durch die Künstlerkolonie Worpswede, Arnold Böcklin, Hans Thoma, Max Slevogt und Lovis Corinth. Letzterer stellte zum ersten Mal in der Hauptstadt aus. Liebermann holte auch Ernst Oppler in die Berliner Secession.
Als Zeichen der Sympathie porträtierten sich die Protagonisten der Secession gegenseitig. Zeugnis sind das Bildnis des Malers Lovis Corinth von Liebermann, das Porträt Max Liebermann von Corinth und das Porträt Ernst Oppler von Corinth. Unter den Berliner Bürgern entbrannten angeregte Diskussionen für und wider die Secession, die der bildenden Kunst neue Aufmerksamkeit verschafften. Der Erfolg der Ausstellung, die mit über 1800 Besuchern und hohen Verkaufszahlen die Erwartungen überstieg, konnte 1900 noch gesteigert werden. Die Secessionsausstellungen wuchsen unter Liebermanns Führung zu einem europäischen Kunstereignis. Um 1900 entwarf er gemeinsam mit Corinth, Slevogt und anderen Künstlern für den Kölner Schokoladeproduzenten Ludwig Stollwerck Stollwerck-Sammelbilder u. a. für Stollwerck's Sammel-Album No. 3 (1900) und No. IV (1900).
Durch den Zuzug Corinths, Slevogts und Opplers veränderte sich Berlins Rolle in der deutschen Kunstlandschaft erheblich. Während der Niedergang Münchens sich beschleunigte, kam Berlin nun auch in der Kunst die Stellung als Hauptstadt zu. Der Akademierektor Anton von Werner versuchte mit allen Mitteln, den Aufstieg der modernen Strömungen zu bremsen. Dabei ging er selbst weiter, als es Wilhelm II. tat. Diesem missfiel zwar die Secession, doch ließ er sie letztlich gewähren. Während sich die Akademieleitung immer weiter von der Realität der Kunstlandschaft entfernte, begann die preußische Regierung (und insbesondere der Kultusminister Heinrich Konrad von Studt) langsam in der Kunst freiheitlicher zu denken. So befürwortete Studt das Konzept Liebermanns für die Weltausstellung 1904 in St. Louis, das gleichgewichtete Beteiligungen der Akademie und der Secession vorschlug. Von Werner wies es mit den Worten zurück: „Mit idealen Zielen und besonderen künstlerischen Strömungen haben diese secessionistischen Bewegungen nicht das geringste zu tun, sie dienen lediglich geschäftigen Interessen.“

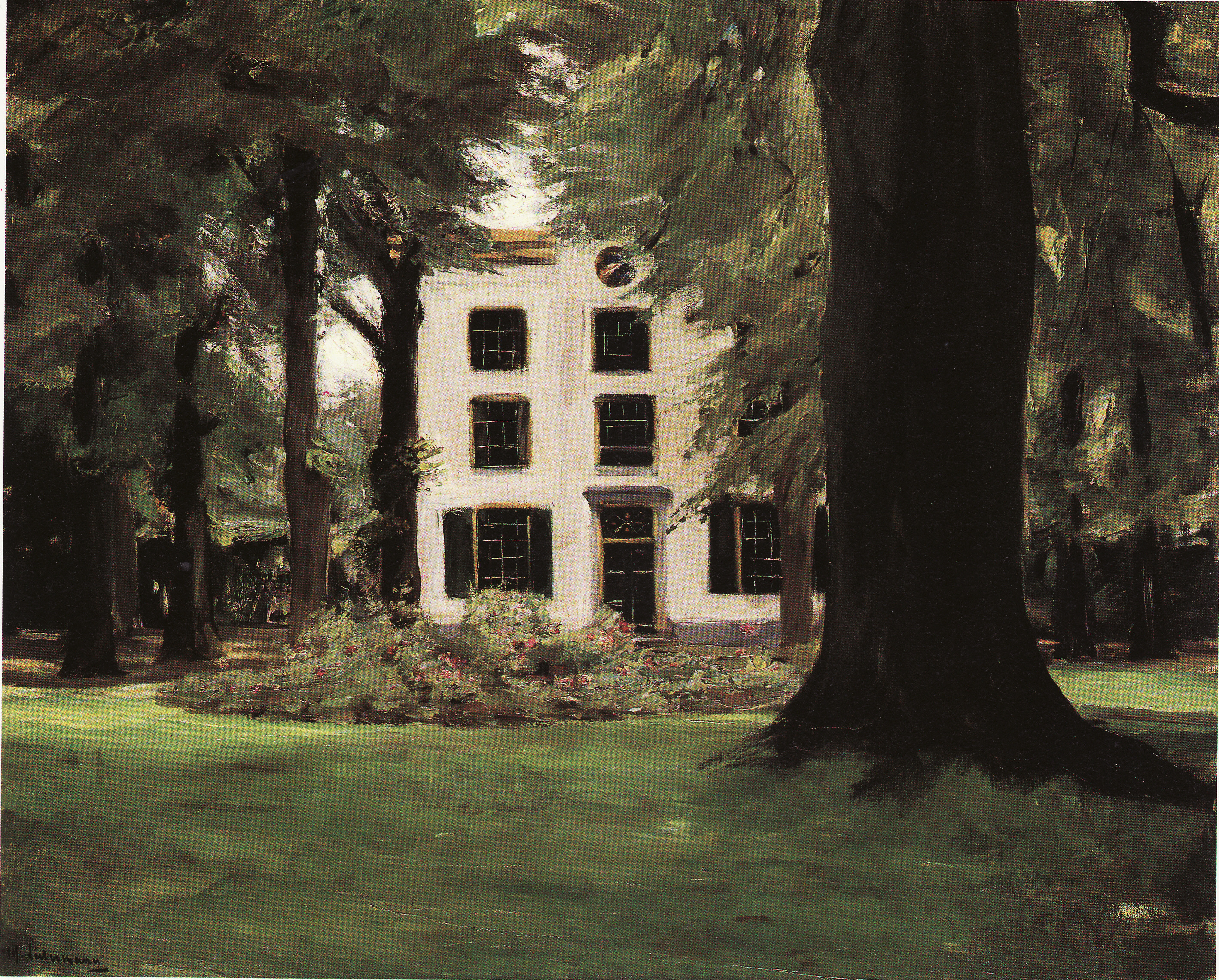
Landhaus in Hilversum, 1901. Liebermann entdeckt die Gartendarstellung als Sujet für einen unbeschwerten Impressionismus.

Im Sommer 1899 weilte Liebermann in Zandvoort und Scheveningen. Dort entwickelte er seine Gemälde badender Knaben weiter, hin zu einer unbeschwerten Darstellung eleganten Strandlebens. Die Motive der spartanischen holländischen Landbevölkerung traten als Sujet zurück. Er suchte eine Motivwelt, die ihm die Grundlage für einen lichten Impressionismus bot. Daher wandte er sich, neben dem kultivierten Strandleben (mit schemenhaften Reiter- und Frauendarstellungen), dem Lichtspiel in üppigen Gärten zu. 1901 entstand nach dem Vorbild von Édouard Manets Landhaus in Rueil das Werk Landhaus in Hilversum, das durch Schatten- und Lichtwechsel Ruhe und Harmonie ausstrahlt. Im Sommer 1901 besuchte Liebermann den Amsterdamer Zoo. Dort entdeckte er die Papageienallee als Thema.

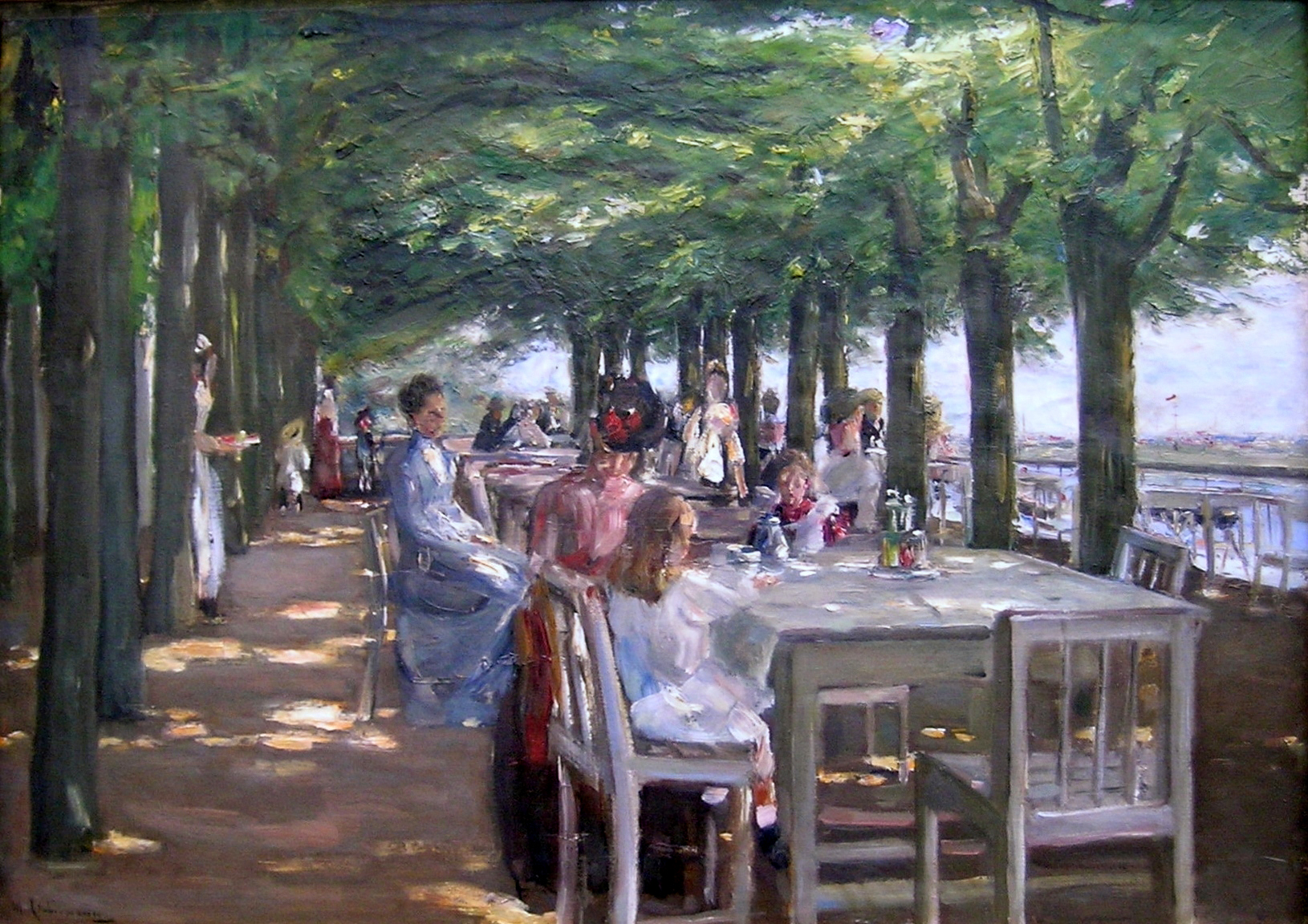
Terrasse des Restaurants Jacob in Nienstedten an der Elbe, 1902, Hamburger Kunsthalle

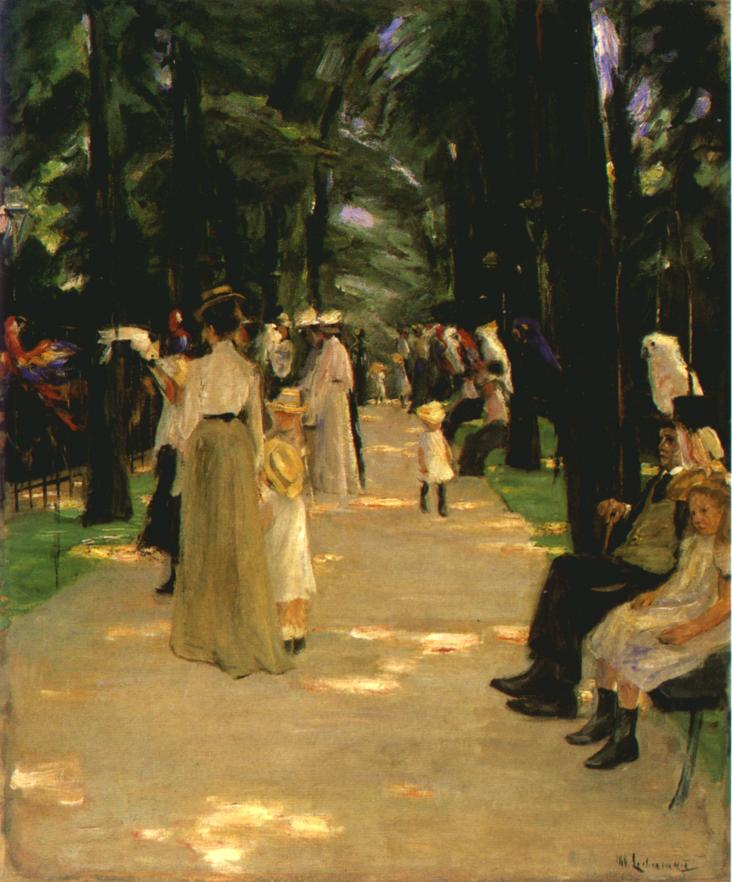
Papageienallee, 1902, Kunsthalle Bremen

1902 reiste Liebermann erneut nach Hamburg, wo er auf Einladung des ersten Direktors der Hamburger Kunsthalle, Alfred Lichtwark, vom 3. Juli bis 5. August 1902 im Hotel Jacob an der Elbchaussee wohnte, das auch heute noch existiert. Er sollte für die Sammlung von Bildern aus Hamburg Ansichten der Umgebung malen. Es entstand unter anderem das Bild Polospiel in Jenischs Park und eines seiner bekanntesten Werke Terrasse des Restaurants Jacob in Nienstedten an der Elbe. 1903 gründete Max Liebermann auf Initiative von Harry Graf Kessler zusammen mit Lovis Corinth, Alfred Lichtwark, Max Slevogt und anderen in Weimar den Deutschen Künstlerbund. Im gleichen Jahr erfolgte eine erste Veröffentlichung als Professor der Akademie der Künste: Unter dem Titel Die Phantasie in der Malerei lehnte er Gebilde, die nicht auf die Anschauung eines Wirklichen zurückgingen, kategorisch ab. Bei der Malerei sei das Sujet im Grunde gleichgültig, es komme auf „die den malerischen Mitteln am meisten adäquate Auffassung der Natur“ an. Damit lehnte er die junge Bewegung der abstrakten Kunst, insbesondere den Expressionismus, entschieden ab. Liebermanns Essay war keine Kampfschrift, es war sein persönliches Plädoyer für den Naturalismus und den Impressionismus. Für die nachwachsende Avantgarde des Expressionismus verschob sich so langsam das „Feindbild“ von der reaktionären Akademieleitung zum impressionistischen Secessionsvorstand. Als Reaktion auf Liebermanns Aufsatz griffen Henry Thode und Hans Thoma dessen Kunstanschauung an: In Bezug auf sein naturalistisches Frühwerk erklärten sie, sie seien nicht gewillt, sich „von Berlin aus aufgewärmten Kohl als Kunstgesetze diktieren zu lassen“. Diese Argumentation deutete bereits auf die spätere Secessionskrise hin.

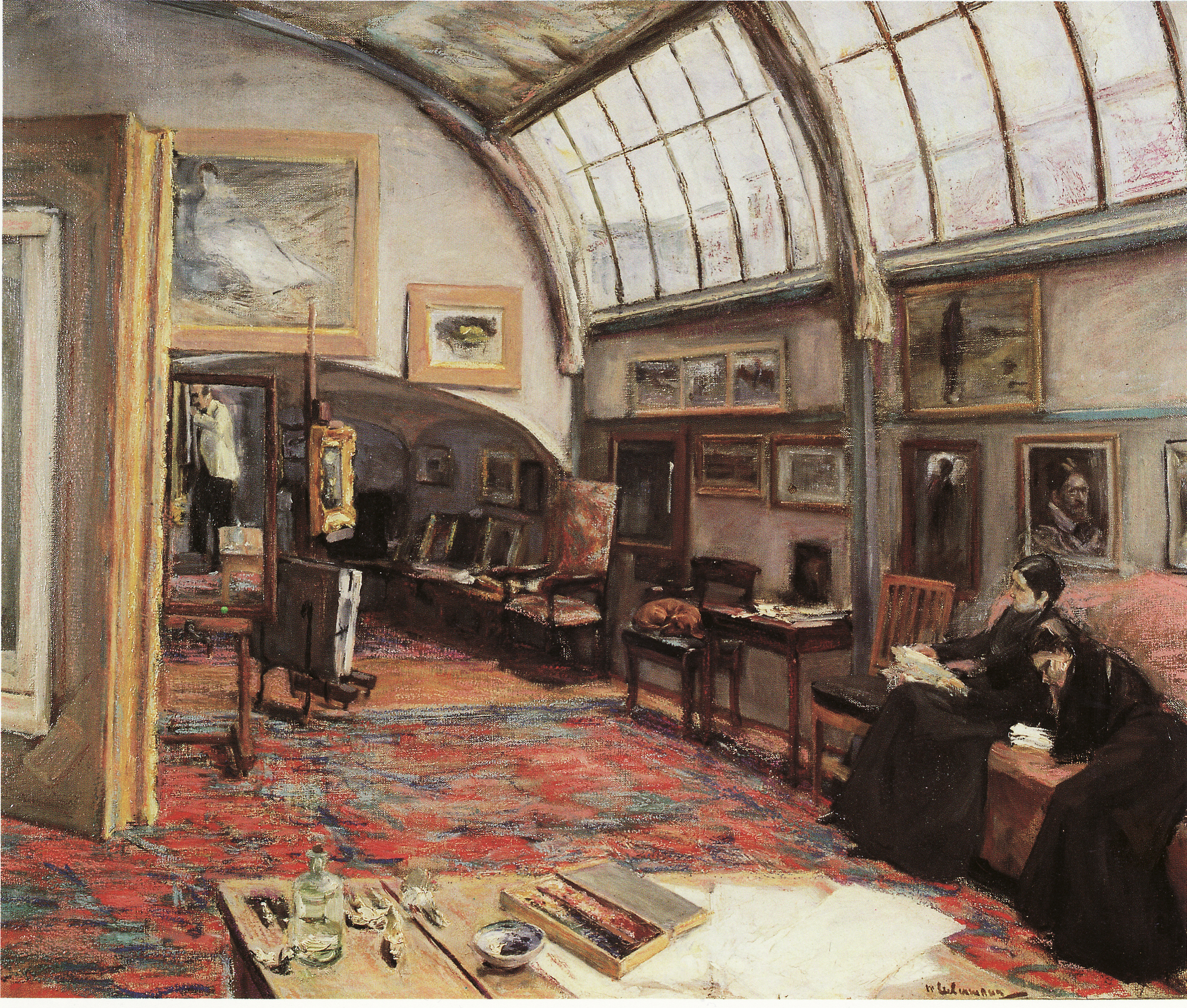
Das Atelier des Künstlers, 1902 – in seinem Dachatelier im Palais Liebermann herrschte eine elegant-beschwingte Arbeitsatmosphäre.

Als die Berliner Secession 1905 von der Kantstraße in ein größeres Ausstellungsgebäude am Kurfürstendamm zog, knüpfte Liebermann engere Kontakte zu Wilhelm Bode, dem Direktor des Kaiser-Friedrich Museums. Im Sommer malte er in Amsterdam Ölgemälde der Judengasse, die er drei Jahrzehnte zuvor kennengelernt hatte. Im September ging er erneut für eine Auftragsarbeit Lichtwarks nach Hamburg, um für die Kunsthalle ein repräsentatives Bild von neun Hamburger Professoren zu malen. Liebermanns Schaffenskraft hatte ihren Höhepunkt erreicht. Seit dem Tod Adolph Menzels, der ihn stark beeinflusst hatte, war er zudem zum einzigen Spitzenvertreter Berliner Kunst geworden.
1907 widmete die Berliner Sezession ihrem Präsidenten eine große Geburtstagsausstellung, die ein großer Besuchererfolg wurde. Seinen 60. Geburtstag verbrachte Liebermann in Noordwijk, wo er sich von der Begeisterung um seine Person zurückzog. Seit 1900 befasste sich Liebermann zudem verstärkt mit der Grafik und der Bleistift-Zeichnung. 1908 präsentierte die Secession 59 seiner Radierarbeiten in der Schwarz-Weiß-Ausstellung.

### Die Secessionskrise

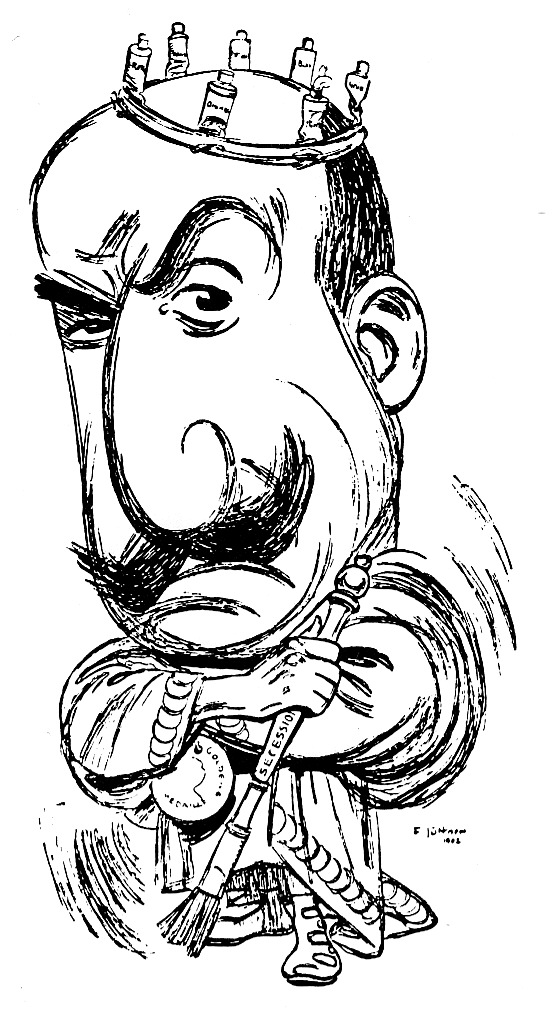
Max Liebermann als Tyrann der Berliner Secession, Karikatur 1902

1908 verstarb Walter Leistikow, der als Gründer eine wichtige Stütze der Berliner Secession gewesen war. Die Gesundheitslage Liebermanns verschlechterte sich seit Frühjahr 1909, weshalb er zur Kur nach Karlsbad fuhr. Gerade in dieser Zeit brach der Generationenkonflikt aus, der zwischen Impressionisten und Expressionisten seit längerem unter vorgehaltener Hand schwelte: 1910 wies der Secessionsvorstand unter Liebermann 27 expressionistische Bilder zurück: Der Präsident erhob seine Meinung vom Expressionismus zur Institution, und so trat der ehemalige Rebell gegen die Akademie-Kunst selbst als konservativer Wortführer auf. Damit leitete er gleichzeitig den Zerfall der Secessionsbewegung ein. Den Gegenpart vertrat in diesem Konflikt Emil Nolde, der schrieb: „Dem so klugen alten Liebermann geht es wie manchem klugen Mann vor ihm: er kennt seine Grenzen nicht; sein Lebenswerk […] zerblättert und zerfällt; er sucht zu retten, wird dabei nervös und phrasenhaft. […] sie erkennt, wie absichtlich dies alles ist, wie schwach und kitschig. […] Er selbst beschleunigt das Unvermeidliche, wir Jüngeren können es gelassen mit ansehen.“
Nolde warf Liebermann die grundsätzliche Fortschrittsfeindlichkeit und eine diktatorische Macht innerhalb der Sezession vor. Zumindest Ersteres ging in Teilen an der Realität vorbei: Im Jahr 1910 kamen erstmals Werke Pablo Picassos, Henri Matisses, Georges Braques und der Fauvisten zur Ausstellung. Der Sezessionsvorstand stellte sich hinter seinen Präsidenten und nannte Noldes Vorgehen eine „krasse Heuchelei“. Man berief eine Generalversammlung ein, die mit 40 zu 2 Stimmen für den Ausschluss Noldes stimmte. Liebermann selbst hatte gegen den Ausschluss gestimmt und führte in einer Verteidigungsrede aus: „Ich bin absolut gegen die Ausschließung des Schreibers, selbst auf die Gefahr hin, dass ähnliche Motive […] zu […] solchen sogenannten «Oppositionen der Jüngeren» treiben könnten.“
Obwohl Liebermann aus dieser Debatte gestärkt hervorging, hatte Nolde sein Ziel erreicht: Die Secession war in ihren Grundfesten erschüttert. Durch seine eigenen Bemühungen zur Ehrenrettung Noldes hatte er seine Toleranz verdeutlichen wollen, doch die Spaltung der Secessionsbewegung war nicht aufzuhalten. 1910 kam es zum Bruch innerhalb der Berliner Secession, als viele Werke meist expressionistischer Künstler von der Jury zurückgewiesen worden waren, unter ihnen der Berliner Maler Georg Tappert. Auf Initiative von Georg Tappert, gefolgt von Max Pechstein und weiteren Künstlern, so auch Nolde, bildete sich die Neue Secession. Sie eröffnete am 15. Mai ihre erste Ausstellung unter dem Titel „Zurückgewiesene der Secession Berlin 1910“. Pechstein war der Präsident, Tappert erster Vorsitzender der Gruppe. In die Neue Secession traten beispielsweise Maler der Brücke und der Neuen Künstlervereinigung München ein. Im Frühjahr 1911 flüchtete Liebermann vor der Secessionskrise in Berlin nach Rom. Der Tod seines Freundes Jozef Israëls fiel ebenfalls in diese Zeit. Die Kritik an seinem Führungsstil wurde immer lauter, bis sie schließlich sogar aus den eigenen Reihen drang: Am 16. November 1911 trat Liebermann selbst als Präsident der Berliner Secession zurück. Max Beckmann, Max Slevogt und August Gaul nahmen ebenfalls ihren Abschied. Die Generalversammlung wählte Liebermann zu ihrem Ehrenpräsidenten und übertrug Lovis Corinth die Secessionsführung. Mit dieser Entscheidung wurde das Ende der Secession vorweggenommen und der Niedergang des deutschen Impressionismus besiegelt.

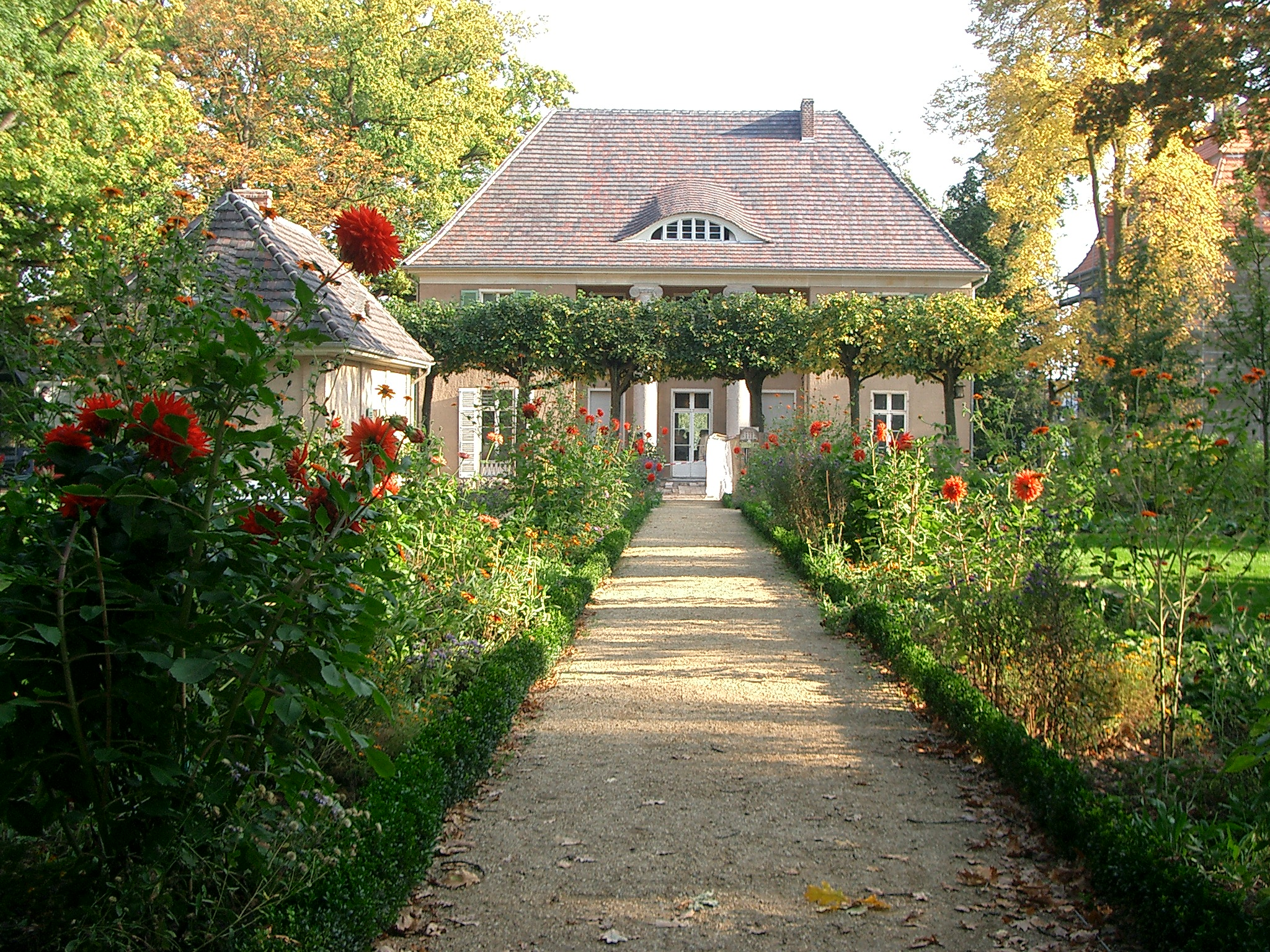
Liebermann-Villa am Wannsee

Bereits 1909 hatte Liebermann ein Grundstück am Ufer des Wannsees erworben. Dort ließ er sich nach Vorbildern Hamburger Patriziervillen durch den Architekten Paul Otto August Baumgarten einen Landsitz errichten. Die Liebermann-Villa, die dieser im Sommer 1910 erstmals bezog, nannte er sein „Schloss am See“. Darin fühlte sich Liebermann wohl und genoss besonders seine persönliche Gestaltung. Besondere Freude bereitete ihm der große Garten, der von ihm und Alfred Lichtwark entworfen wurde und als Sujet Eingang in zahlreiche Spätwerke Liebermanns fand.
Die erste post-Liebermann’sche Jahresausstellung der Secession geriet 1912 unter dem Vorsitz Corinths zu keinem Erfolg. Den Sommer des Jahres verbrachte Liebermann wiederum in Noordwijk. Bei einem Aufenthalt in Den Haag verlieh ihm Königin Wilhelmina den Hausorden von Oranien. Die Friedrich-Wilhelms-Universität Berlin ernannte ihn zum Ehrendoktor, und es erfolgte auch der von ihm lang ersehnte Ruf in den Senat der Akademie der Künste. Die Kunsthochschulen in Wien, Brüssel, Mailand und Stockholm machten ihn zu ihrem Mitglied. Berliner Bürger, die Rang und Namen hatten, ließen sich von Liebermann porträtieren.
Anfang 1913 trat Corinth als Vorsitzender der Secession mit dem gesamten Vorstand zurück, Paul Cassirer wurde zum Vorsitzenden gewählt. Der Ehrenpräsident versuchte diese Berufung eines Nicht-Künstlers zu verhindern, wollte aber nicht „wieder in die Bresche springen“. Cassirer schloss für die Jahresausstellung 1913 genau die Mitglieder aus, die in der Generalversammlung gegen ihn gestimmt hatten. Auf deren Seite stellte sich unerwartet Lovis Corinth. Liebermann und andere Gründungsmitglieder der Secession verließen in dieser zweiten Krise die Vereinigung. Im Februar 1914 erfolgte schließlich die Gründung der „Freien Secession“, die die Tradition der ersten Secessionsbewegung fortsetzte. Zwischen Liebermann und Corinth bestand eine für die Rumpfsecession und die Freie Secession symbolische Feindschaft. Corinth versuchte bis zu seinem Tode nach Möglichkeit gegen Liebermann vorzugehen und zeichnete auch in seiner Autobiografie ein zutiefst von Abneigung erfülltes Bild seines Kollegen, der sich immer weiter aus dem Rampenlicht zurückzog und sich seinem Garten am Wannsee widmete.

### Kriegszeit

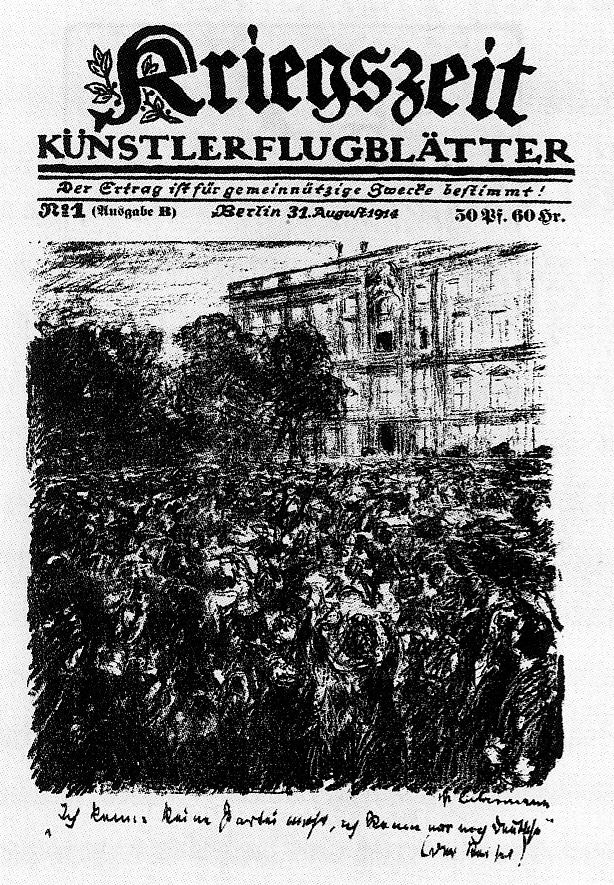
Vor dem Schloss: Lithografie, Kriegszeit Nr. 1, 31. August 1914. Balkonrede:„Ich kenne keine Parteien mehr, kenne nur noch Deutsche (der Kaiser)“.

Drei Wochen nach Ausbruch des Ersten Weltkriegs schrieb der 67-jährige Liebermann: „Ich arbeite so ruhig als möglich weiter, in der Meinung, dass ich dadurch dem Allgemeinen am besten diene.“ Trotz solcher Äußerungen war er vom allgemeinen Patriotismus erfasst. Er widmete sich der künstlerischen Kriegspropaganda und zeichnete für die Zeitung Kriegszeit – Künstlerflugblätter, die von Paul Cassirer wöchentlich herausgegeben wurde. Die erste Ausgabe zeigte eine Lithographie Liebermanns der bei Kriegsbeginn vor dem Berliner Stadtschloss anlässlich der „Parteienrede“ Wilhelms II. versammelten Massen. Liebermann begriff die Worte des Kaisers als Aufruf, der nationalen Sache zu dienen und gleichzeitig die gesellschaftlichen Schranken zurückzufahren. So konnte in dieser Zeit seine doppelte Außenseiterrolle als Jude und Künstler (zumindest scheinbar) aufgehoben werden. Durch den prosemitischen Aufruf des Kaisers „An meine lieben Juden“ fühlte er sich zusätzlich zur zivilen Mitwirkung im Kriege verpflichtet. Der frühere Vorkämpfer der Secessionsbewegung stand nun vollkommen auf dem Boden des Kaiserreichs. Er identifizierte sich mit der Burgfriedenspolitik des Reichskanzlers Theobald von Bethmann Hollweg, der versuchte, innere Gegensätze in der deutschen Gesellschaft zu überbrücken. Bethmann Hollweg vertrat liberalere Ansichten als die Kanzler vor ihm, 1917 wurde er von Liebermann in einer Lithografie porträtiert.
Im Herbst 1914 gehörte Max Liebermann zu den 93 Unterzeichnern, überwiegend Professoren, Schriftsteller und Künstler, des Aufrufes „An die Kulturwelt!“, in dem deutsche Kriegsverbrechen mit einem sechsfachen „Es ist nicht wahr!“ zurückgewiesen wurden. Er äußerte sich nach dem Krieg selbstkritisch über diesen Aufruf: „Zu Beginn des Krieges überlegte man nicht erst lange. Man war mit seinem Lande solidarisch verbunden. Ich weiß wohl, dass die Sozialisten eine andere Auffassung haben. […] Ich bin nie Sozialist gewesen, und man wird es auch nicht mehr in meinem Alter. Meine ganze Erziehung habe ich hier erhalten, mein ganzes Leben habe ich in diesem Hause zugebracht, das schon meine Eltern bewohnten. Und es lebt in meinem Herzen auch das deutsche Vaterland als ein unantastbarer und unsterblicher Begriff.“

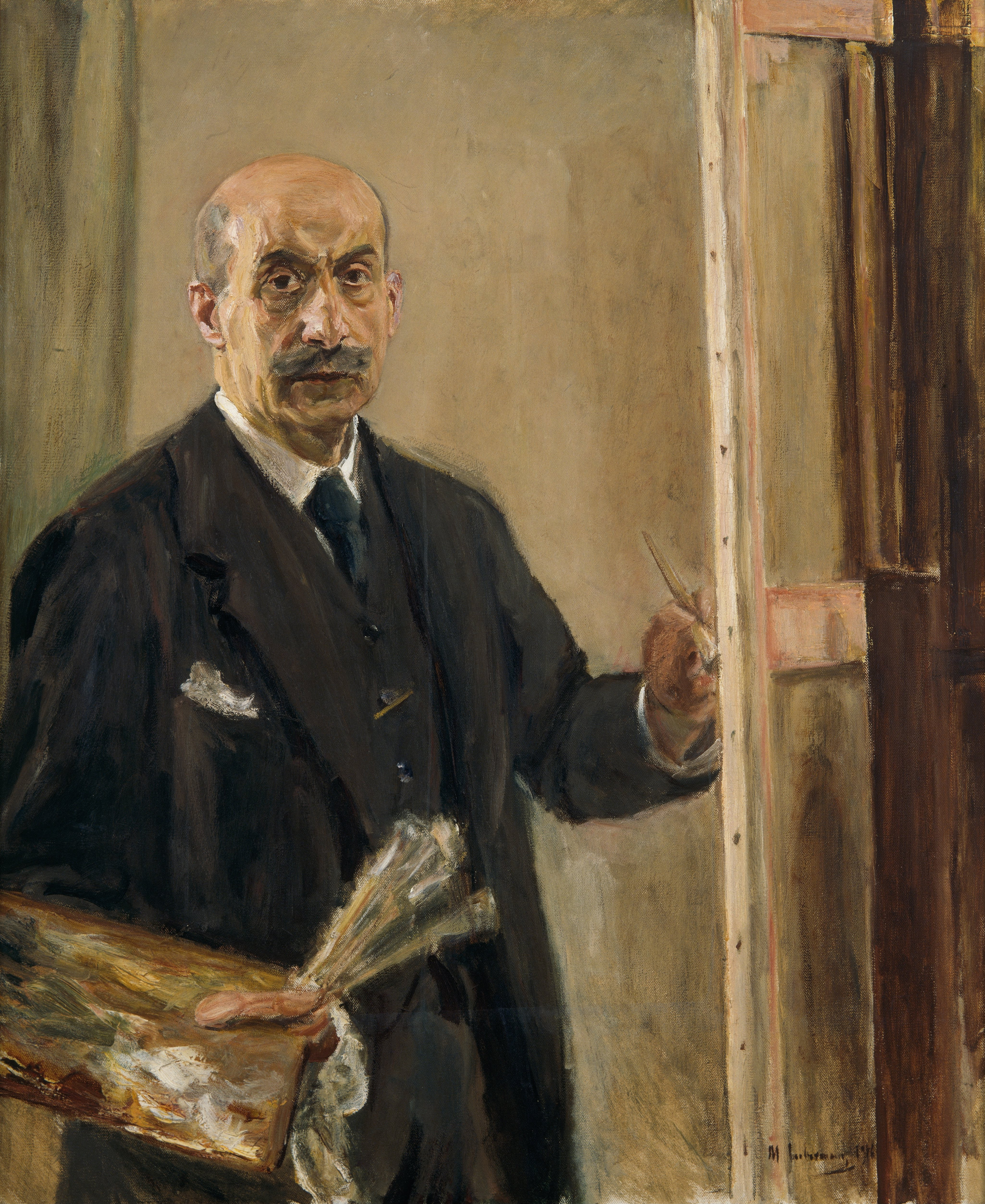
Max Liebermann, Selbstporträt, 1916, Kunsthalle Bremen

Zudem trat er in die Deutsche Gesellschaft 1914 ein, in der sich unter dem Vorsitz des liberal-konservativen Politikers Wilhelm Solf Persönlichkeiten des öffentlichen Lebens zu politischem und privatem Austausch zusammenschlossen. Einzige Bedingung war nicht eine bestimmte eigene politische Richtung, sondern lediglich das Eintreten für die Burgfriedenspolitik des Kanzlers Bethmann Hollweg. Je weiter der Krieg fortschritt, desto größer wurde Liebermanns Rückzug ins Private, in sein Landhaus am Wannsee. Doch auch die Porträtmalerei beschränkte sich zu Anfang nur auf Militärs, wie Karl von Bülow. Bereits vor Kriegsausbruch war Liebermann der unangefochtene Porträtmaler des Berliner Großbürgertums gewesen: Wer etwas auf sich hielt, ließ sich von ihm in Öl malen. Auf diese Weise entstand ein enormes Œuvre an Porträts, das Liebermanns Ruf als Maler seiner Epoche festigte. Für seine große Kriegsbegeisterung musste er dagegen später starke Kritik einstecken. Der Kunstschriftsteller Julius Meier-Graefe schrieb in Bezug auf die Lithographien in der Kriegszeit: „Mancher gibt heute Kuh und Kohlstrunk auf und entdeckt auf einmal in dem Krieg neue Motive, ein anderer kommt auf den Einfall, seinem Polospieler einen Säbel in die Hand zu geben, und bildet sich ein, so schaffe man einen Sieger.“
Liebermann verließ Berlin mit Ausnahme zweier Kuraufenthalte in Wiesbaden 1915 und 1917 nicht. Somit verbrachte er die Sommer nicht mehr in den Niederlanden, sondern am Wannsee, während er im Winter am Pariser Platz wohnte. Seine Familie litt nicht Not, auch wenn sie wegen der Versorgungsunsicherheit die Blumenbeete seines Landhauses zum Gemüseanbau nutzte. Im Mai 1915 heiratete Käthe Liebermann, die mittlerweile fast 30-jährige Tochter des Malers, den Diplomaten Kurt Riezler, der als Berater Bethmann Hollwegs enge Kontakte zur Politik hatte. In diesem Jahr verstarb Anton von Werner, gleichsam als Symbol einer endenden Ära, ebenso Liebermanns Cousin Emil Rathenau. Die Gründer-Generation schied, und eine neue Zeit stand vor ihrem Beginn.
Im April 1916 erschien Liebermanns Aufsatz Die Phantasie in der Malerei erstmals in Buchform. In der neuverfassten Einleitung schrieb er: „Waren die ästhetischen Ansichten verwirrter als heut? – Wo ein jüngerer Kunsthistoriker Wilhelm Worringer aus den Schützengräben Flanderns heraus schreibt, dass der Krieg nicht nur für die Existenz Deutschlands, sondern über den Sieg des Expressionismus entscheidet.“ Als die Kriegszeit 1916 ihren Namen im Zuge der nachlassenden Kriegsbegeisterung in „Bildermann“ änderte, gab Liebermann die Mitwirkung auf. Stattdessen befasste er sich erstmals mit der Illustration: 1916 und 1917 entstanden Arbeiten zu Goethes Novelle und Der Mann von fünfzig Jahren sowie Kleists Kleinen Schriften. Sein illustratorischer Stil beschreibt die Atmosphäre an Wendepunkten der Dramaturgie und war nicht zum Erzählen angelegt, weshalb ihm der Durchbruch auf diesem Gebiet nicht gelang und er die Arbeit an Illustrationen bald für zehn Jahre einstellte.

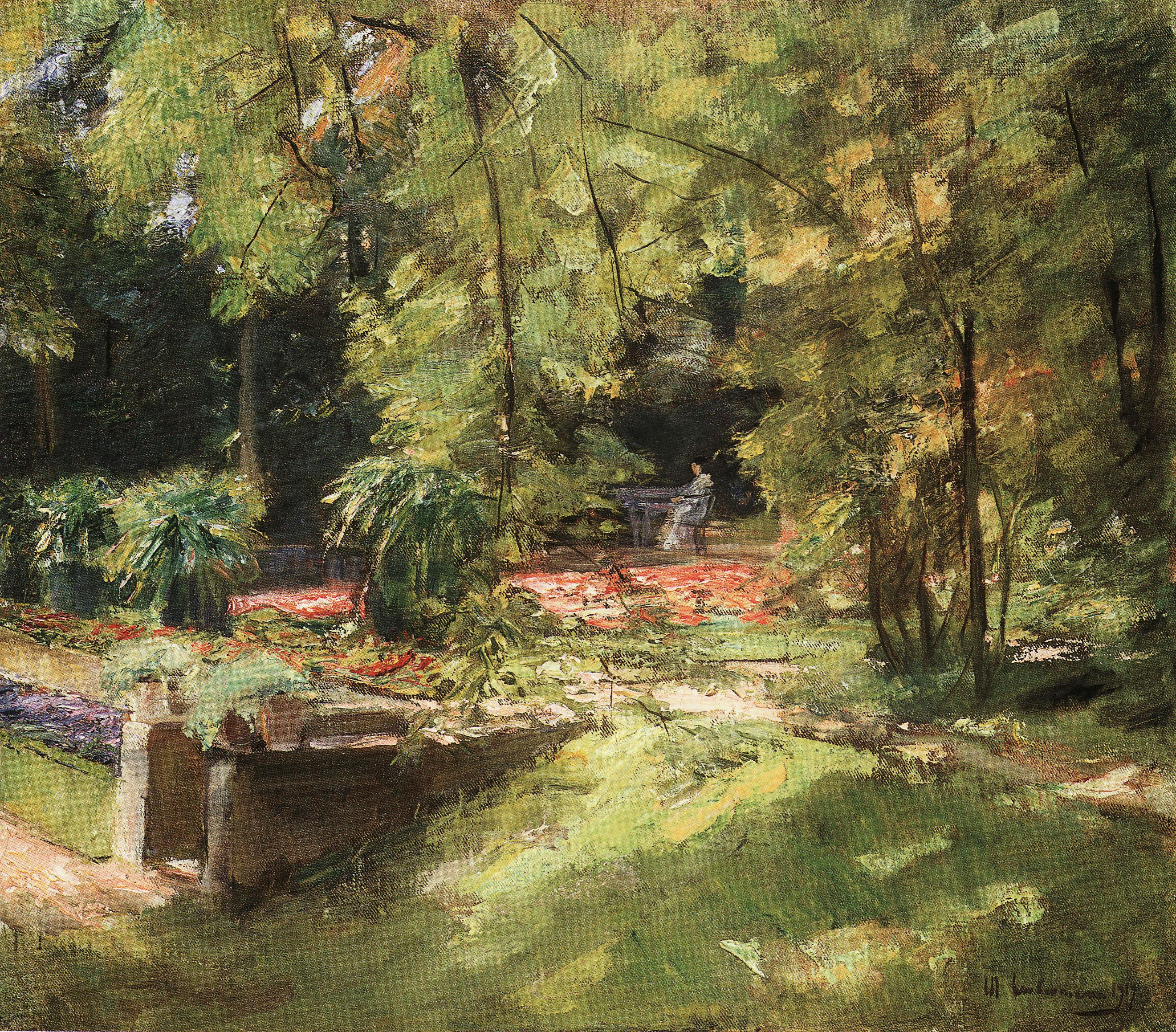
„Die Blumenterrassen im Wannseegarten nach Südwesten“, 1919 – ab 1916 entstanden vermehrt Gemälde des Gartens am Wannsee.

1917 widmete die Preußische Akademie der Künste Liebermann zum 70. Geburtstag eine große Retrospektive seines Werkes. Fast 200 Gemälde wurden in der Ausstellung gezeigt. Julius Elias, dessen Ehefrau Julie Elias ihr berühmtes Kochbuch Liebermann widmete, nannte die Ehrungen für den Maler „eine Krönung“. Der Direktor der Nationalgalerie Ludwig Justi (Nachfolger von Tschudis) stellte ihm ein eigenes Kabinett in Aussicht. Wilhelm II. stimmte der Geburtstagsausstellung zu und verlieh Liebermann den Roten Adlerorden III. Klasse. Der Geehrte stellte zufrieden fest, Seine Majestät habe das Kriegsbeil gegen die moderne Kunst begraben. Walther Rathenau veröffentlichte im Berliner Tageblatt ein Essay über die Ausstellung: „In Liebermann malt das neue, großstädtisch mechanisierte Preußen sich selbst. […] Der Sohn der Stadt, des jüdischen Patriziats, der übernationalen Bildung wurde zu diesem Dienst ausersehen; ein Mensch des Geistes und Willens, des Kampfes, der Leidenschaft und Reflexion musste es sein.“
Am 18. Januar 1918 fand die feierliche Eröffnung des Max-Liebermann-Kabinetts der Nationalgalerie statt. Die Einweihungsrede hielt der Kultusminister Friedrich Schmidt-Ott. Wenige Wochen später streikten allein in Berlin 500.000 Arbeiter – das Reich stand vor einem Umbruch. Als schließlich die Novemberrevolution ausbrach, hielt sich Liebermann im Haus am Pariser Platz auf. In seinem eigenen Haus wurden Maschinengewehre der Monarchisten installiert, weshalb die Soldaten der Revolutionäre das Palais angriffen. Nachdem eine Kugel durch die Wand der ersten Etage in den Salon gegangen war, ergaben sich die Verteidiger. Nach diesem Vorfall brachte Liebermann seine wertvolle Bildersammlung in Sicherheit und zog mit seiner Frau für einige Wochen ins Haus der Tochter. Den politischen Veränderungen stand Liebermann negativ gegenüber: Zwar befürwortete er die Einführung des gleichen Wahlrechts in Preußen und demokratisch-parlamentarische Reformen auf Reichsebene, doch brach für ihn „eine ganze Welt, wenn auch eine morsche“, zusammen. Er hatte bereits 1917 den Abgang Bethmann Hollwegs bedauert und sah in der Republikanisierung die Chance auf eine parlamentarische Monarchie vertan. „Wir haben inzwischen böse Zeiten durchgemacht. […] Berlin ist zerlumpt, schmutzig, abends dunkel, […] eine todte Stadt, dazu Soldaten, die Streichhölzer oder Zigaretten in der Friedrichstraße oder Unter den Linden verkaufen, blinde Drehorgelspieler in halbverfaulten Uniformen, mit einem Wort: jammervoll.“

### Späte Jahre

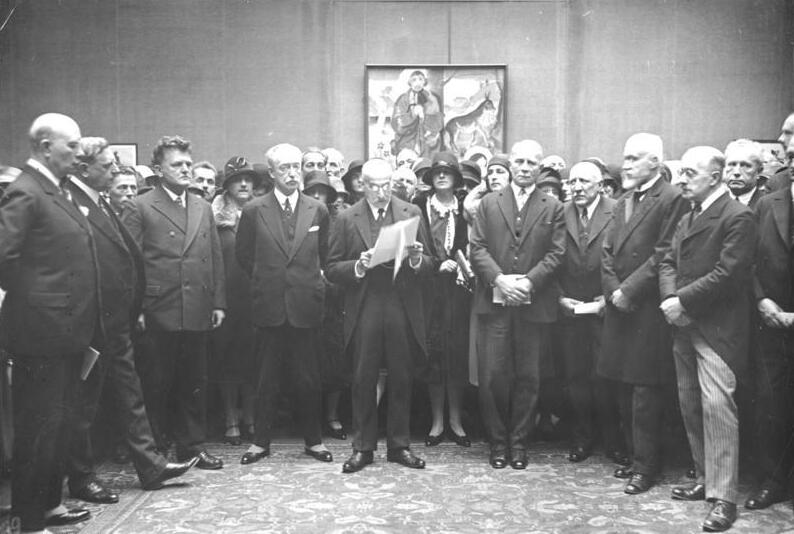
Liebermann (Mitte) bei der Eröffnungsrede einer Ausstellung in der Berliner Akademie der Künste, 1922

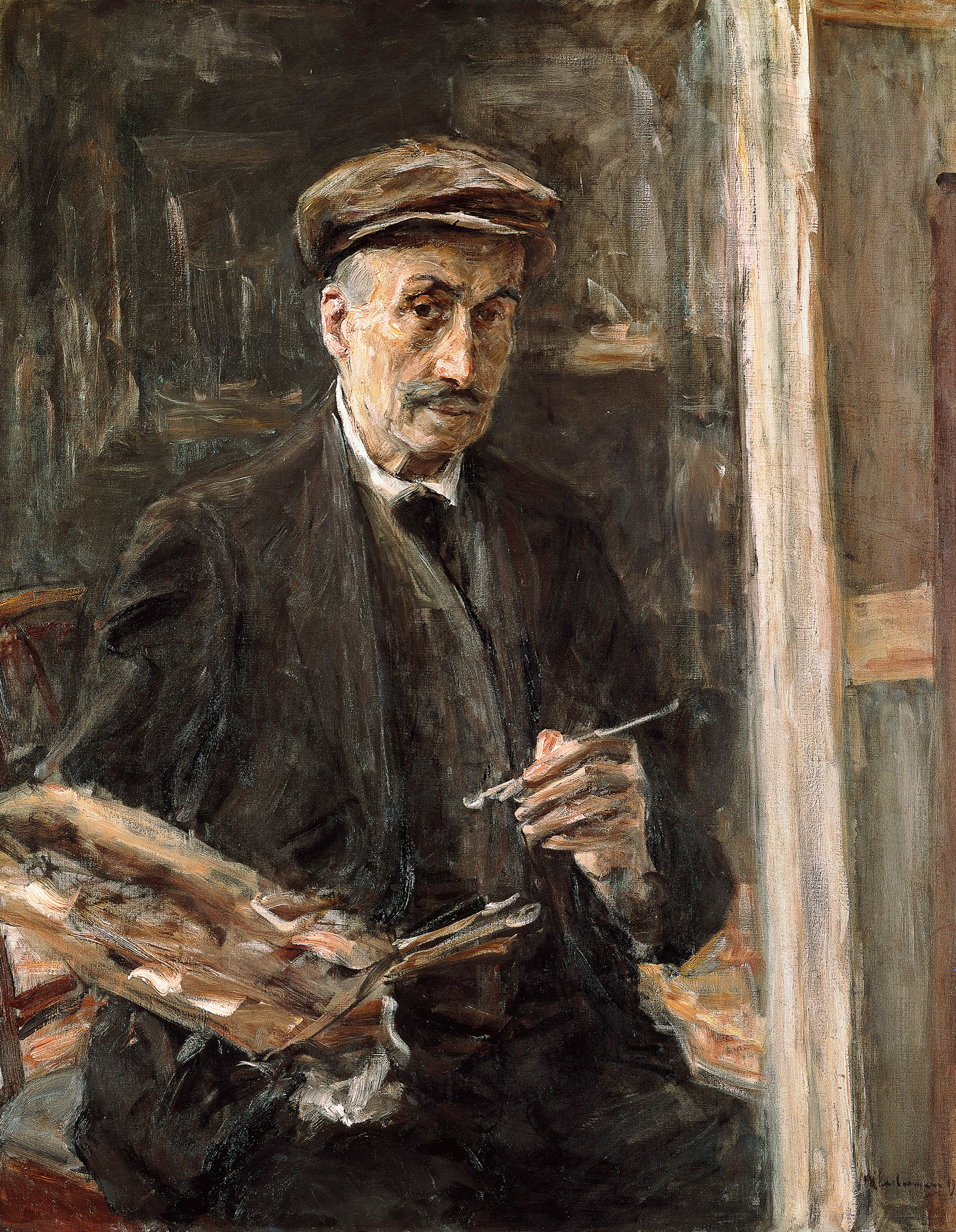
Selbstporträt, Max Liebermann, 1925

Nach Kriegsende und Revolution übernahm Liebermann 1920 das Amt des Präsidenten der Berliner Akademie der Künste. Die Secessionen bestanden parallel dazu weiterhin, bis sie fast lautlos zerfielen. Mit der Wahl Max Liebermanns zum Akademiepräsidenten endete de facto die Zeit der Secessionsbewegung. Er versuchte, die verschiedenen Strömungen unter dem Dach der Akademie zu vereinigen, und bezog dabei auch den Expressionismus ein. In der Eröffnungsrede der Akademieausstellung sagte er: „Wer selbst in seiner Jugend die Ablehnung des Impressionismus erfahren hat, wird sich ängstlich hüten, gegen eine Bewegung, die er nicht oder noch nicht versteht, das Verdammungsurteil zu sprechen, besonders als Leiter der Akademie, die wiewohl ihrem Wesen nach konservativ, erstarren würde, wenn sie sich der Jugend gegenüber rein negativ verhalten würde.“ Damit war er zu seiner Liberalität der Zeit vor der Sezessionskrise zurückgekehrt und versuchte nun, mit Toleranz die Geschicke der Akademie zu lenken.
Angesichts der Notwendigkeit eines Neuaufbaus der zusammengebrochenen kaiserlichen Institution gelang es Liebermann, ihr eine demokratische Struktur, ein freiheitliches Unterrichtswesen und gleichzeitig größere Beachtung der Öffentlichkeit zu verschaffen. Durch seine Fürsprache wurden Max Pechstein, Karl Hofer, Heinrich Zille, Otto Dix und Karl Schmidt-Rottluff in die Akademie aufgenommen.

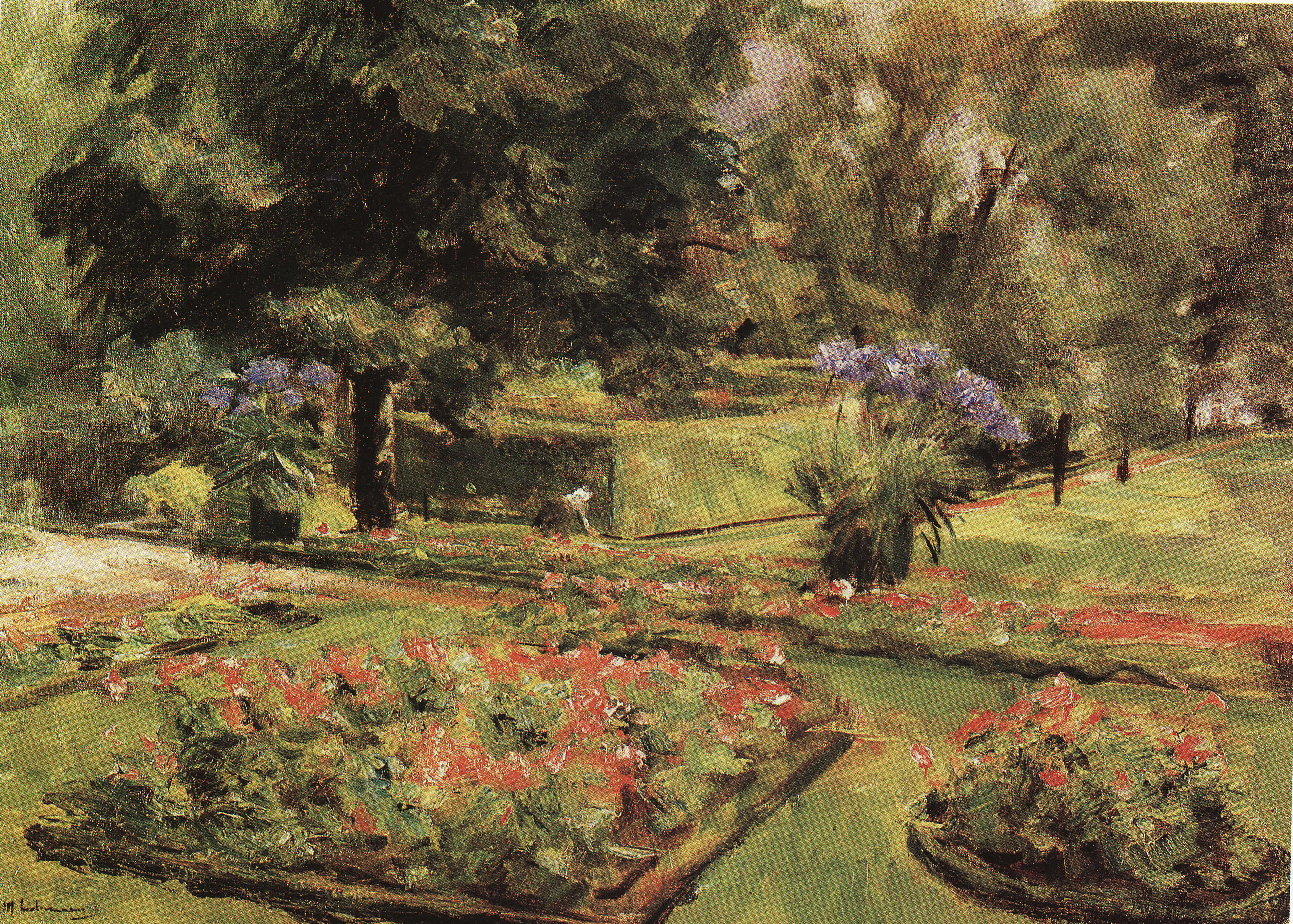
Wannseegarten, 1926. Das Spätwerk Liebermanns ist geprägt durch Rückzug ins Private und impressionistische Darstellungen seines Gartens.

1922 wurde Walther Rathenau von rechtsradikalen Aktivisten ermordet. Liebermann wurde von dem Mord an seinem Verwandten und Weggefährten zutiefst aufgewühlt. Er fertigte Lithografien zu Heinrich Heines Rabbi von Bacharach neben zahlreichen Gemälden seines Gartens und Zeichnungen im Gedenken an gefallene jüdische Frontsoldaten. 1923 wurde Max Liebermann in den Orden Pour le Mérite aufgenommen. Am 7. Oktober 1924 verstarb sein jüngerer Bruder Felix Liebermann, der ihm zeit seines Lebens auch ein Freund gewesen war. Nur zwei Tage später hatte er den Tod seines Verwandten Hugo Preuß, des Vaters der Weimarer Verfassung, zu beklagen. Liebermann zog sich immer mehr in sich selbst und seinen Garten zurück. Auf seine Mitmenschen wirkte er oft unwirsch und mürrisch.
Dennoch trat er weiterhin, obgleich seine eigenen Werke als „Klassiker“ oder missgünstig als altmodisch galten, für künstlerische Progressivität und auch politische Kunst ein. So unterstützte er das Gemälde Schützengraben von Otto Dix, das das Grauen des Weltkrieges emotional darstellte und dem vorgeworfen wurde, ein „tendenziöses Machwerk“ zu sein; für Liebermann war es „eines der bedeutendsten Werke der Nachkriegszeit“. Gleichzeitig polemisierte er, trotz seiner im Grunde toleranten Anschauungen, gegen Ludwig Justi, der Expressionisten in der Nationalgalerie zur Ausstellung brachte. Seine öffentlichen Anfeindungen stellen ein tragisches Kapitel seiner Biographie dar. Im September 1926 äußerte sich Max Liebermann in der Jüdisch-Liberalen Zeitung. In der Jom-Kippur-Ausgabe bekannte er sich öffentlich zu seinem Glauben, zu dem er im Alter verstärkt zurückfand. Er unterstützte darüber hinaus das jüdische Kinderheim „Ahawah“ und den Hilfsverein der deutschen Juden.

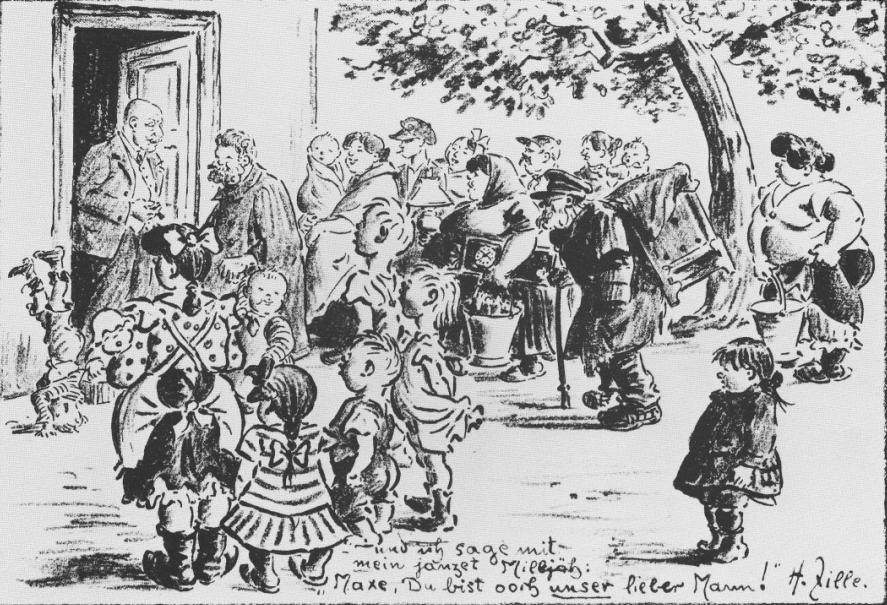
Zille und sein „Milljöh“ gratulieren Max Liebermann. Lithografie von Heinrich Zille, 1927

1927 trat Liebermann wieder ins Licht der Öffentlichkeit: Medien und Kunstwelt feierten ihn und sein Werk anlässlich seines 80. Geburtstags. Unter den Gratulanten fanden sich neben dem Berliner Urgestein Zille auch internationale Größen wie Albert Einstein, Heinrich und Thomas Mann sowie Hugo von Hofmannsthal. Nie zuvor wurde ein deutscher Künstler von seiner Heimatstadt in einer solchen Form geehrt, wie es Berlin mit der über 100 Gemälde Liebermanns umfassenden Geburtstagsausstellung tat. Sein Lebenswerk erschien mittlerweile klassisch, der ehemals provokante Stil wirkte 1927 wie Dokumente einer vergangenen Epoche. Daher entgegnete der alte Liebermann Kritikern, die ihm Weltentrücktheit und Konservatismus vorwarfen, im Katalog der Ausstellung: „Der Fluch unserer Zeit ist die Sucht nach dem Neuen […]: der wahre Künstler strebt nach nichts anderem, als: zu werden, der er ist.“
Die Stadt Berlin verlieh ihm die Ehrenbürgerwürde, um die allerdings in der Stadtverordnetenversammlung hitzig gerungen wurde. An seinem Geburtstag ehrte Reichspräsident Paul von Hindenburg Liebermann mit dem Adlerschild des Deutschen Reiches „als Zeichen des Dankes, den Ihnen das deutsche Volk schuldet“. Innenminister Walter von Keudell überreichte ihm die Goldene Staatsmedaille mit der Prägung „Für Verdienste um den Staat“.

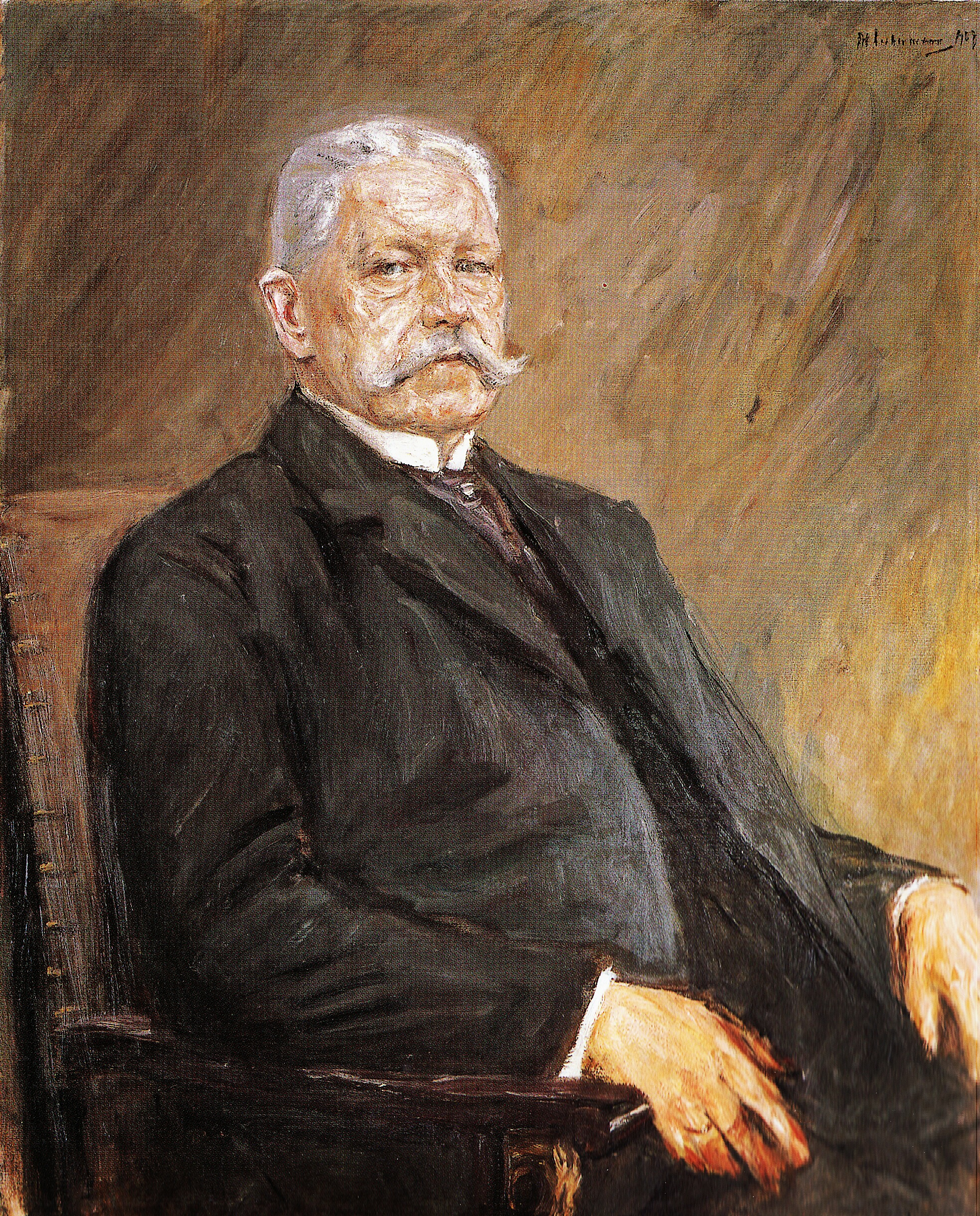
Porträt von Präsident Paul von Hindenburg 1927

Ende 1927 porträtierte Liebermann den Reichspräsidenten Hindenburg. Obgleich er sich politisch nicht zu ihm bekannte, so nahm er doch den Auftrag gerne an und empfand ihn als weitere Ehrung. In seiner Arbeit verzichtete er auf pathetische Elemente der Darstellung. Die Porträtsitzungen der Gleichaltrigen waren geprägt von gegenseitigem Respekt und gewisser Sympathie. In Hindenburg sah der „Altmeister der deutschen Moderne“ einen altgedienten preußischen Patrioten, der unmöglich in Unvernunft entgleisen könnte. Liebermann schrieb: „Neulich hat ein Hitlerblatt geschrieben – man hat mir das zugeschickt –, es wäre unerhört, dass ein Jude den Reichspräsidenten malt. Über so etwas kann ich nur lachen. Ich bin überzeugt, wenn Hindenburg das erfährt, lacht er auch darüber. Ich bin doch nur ein Maler, und was hat die Malerei mit dem Judentum zu tun?“ Der Schriftsteller Paul Eipper hielt in seinen „Ateliergesprächen“ über seine Begegnung mit Liebermann am 25. März 1930 in dessen Haus am Pariser Platz in Berlin fest: „Wir sprechen von Hindenburg. Er (Liebermann) ist begeistert von ihm.“

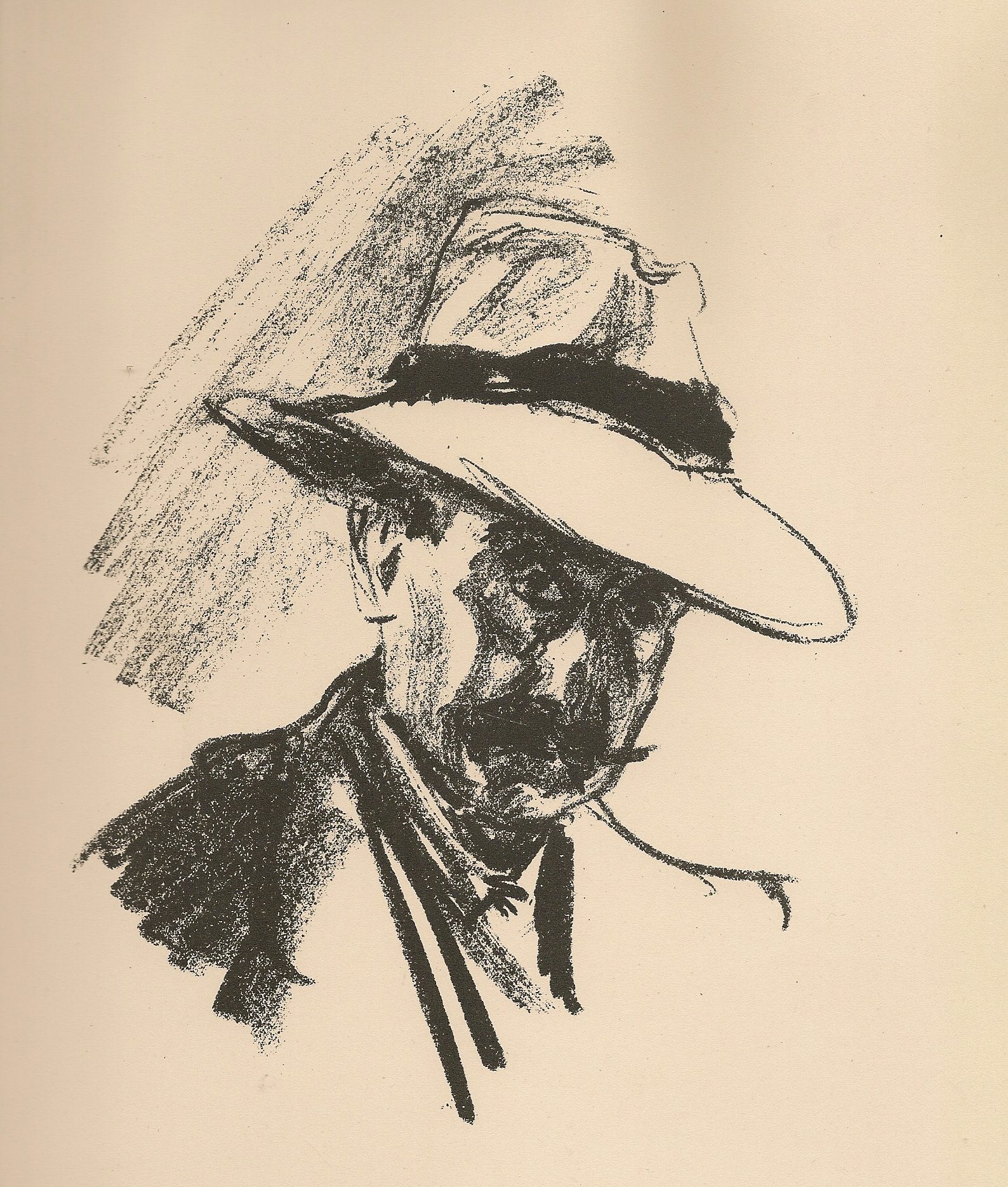
Selbstporträt Max Liebermann, Lithografie, 1917
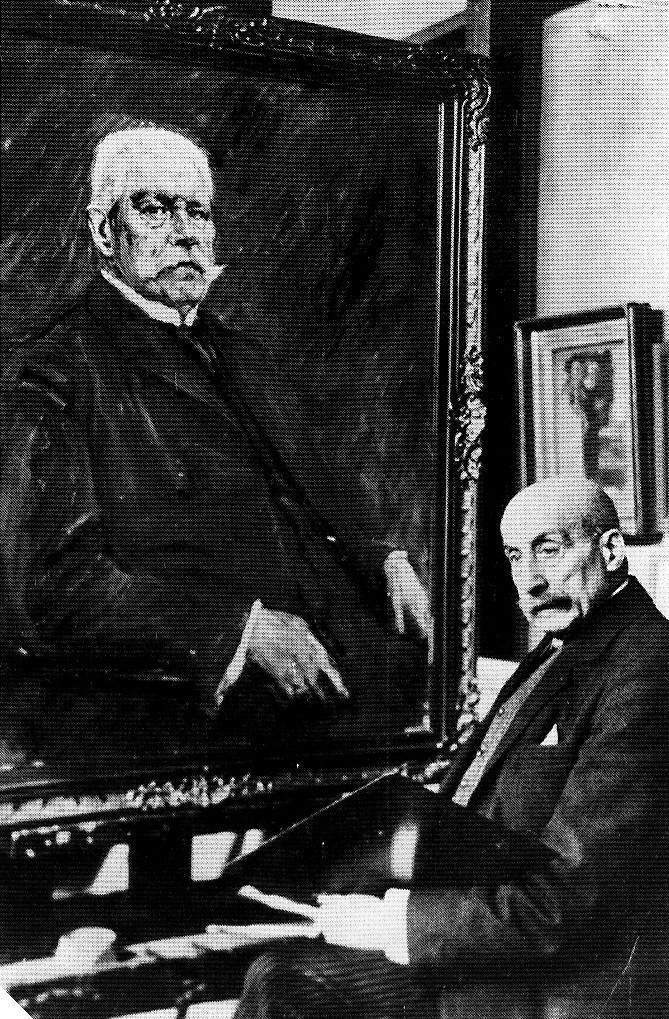
Max Liebermann vor dem Bildnis Paul von Hindenburg, 1927
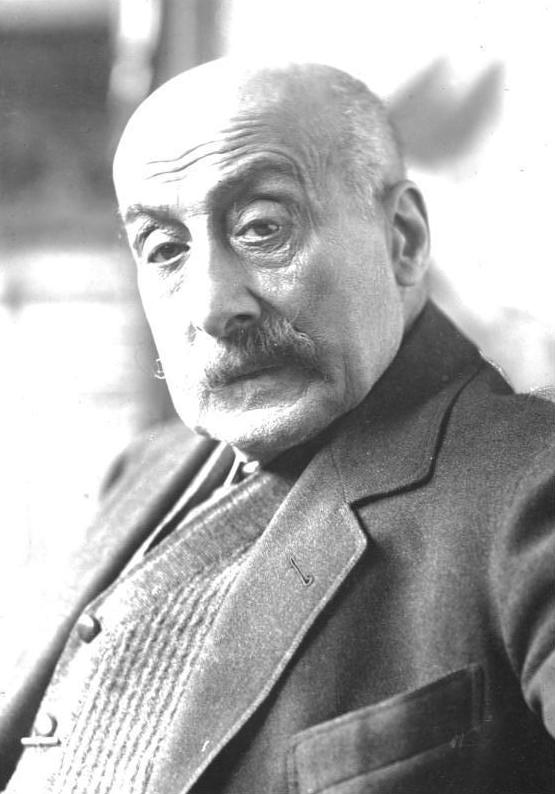
Max Liebermann, 1931
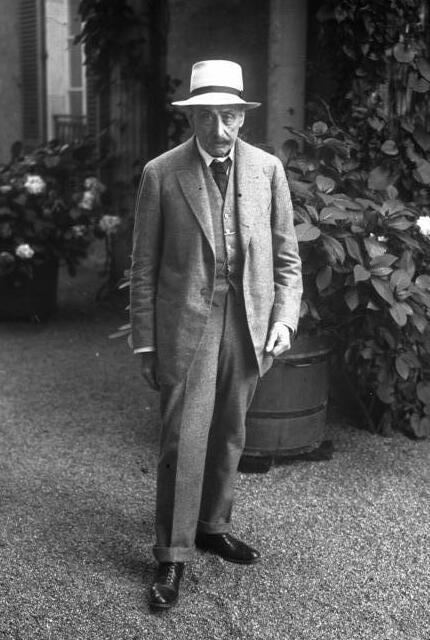
Max Liebermann, 1932
Selbstporträt, Max Liebermann, 1934

Liebermanns Kopf war zeitlebens ein beliebtes Sujet für Maler, Fotografen und Karikaturisten. Gemalt wurde er, neben Lovis Corinth, auch vom Schweden Anders Zorn und vom Niederländer Jan Veth, fotografiert von Yva und mehrfach von Nicola Perscheid, karikiert unter anderem von Heinrich Zille. Der Bildhauer Fritz Klimsch fertigte im Jahre 1912 eine Bronzebüste, welche 1917 auf der Großen Berliner Kunstausstellung in Düsseldorf ausgestellt wurde.
Krankheitsbedingt stellte Liebermann 1932 sein Amt als Akademiepräsident zur Verfügung, wurde aber gleichzeitig zu ihrem Ehrenpräsidenten gewählt. Durch die Behandlung des mit ihm befreundeten Arztes Ferdinand Sauerbruch (Sauerbruch brachte Liebermanns eingeklemmten Leistenbruch in der Charité zum Verschwinden, bei welcher Gelegenheit Liebermann den Chirurgen auch im Entwurf porträtiert hatte), seit 1928 Liebermanns Nachbar am Wannsee, gesundete der Maler wieder. Die Bildnisse, die er von Sauerbruch fertigte, stellen den Abschluss seines Porträtwerkes dar und sind auch dessen Höhepunkt. Zum letzten Mal wandte er sich darin einem individuell neuen Motiv zu.

### Zeit des Nationalsozialismus
Am 30. Januar 1933 kam es zur Machtergreifung der Nationalsozialisten. Als an diesem Tag vor seinem Haus am Pariser Platz der Fackelzug der neuen Machthaber vorbeimarschierte, sprach Liebermann in seiner Berliner Mundart den viel zitierten Satz:

„Ick kann jar nich soville fressen, wie ick kotzen möchte.“

Sich gegen die beginnende Veränderung in der Kulturpolitik zur Wehr zu setzen, wie es etwa Käthe Kollwitz, Heinrich Mann oder Erich Kästner durch ihre Unterzeichnung des Dringenden Appells im Juni 1932 taten, wollte Liebermann nicht riskieren. „Das Natürliche wäre auszutreten. Aber mir, als Juden, würde das als Feigheit ausgelegt worden.“ Am 7. Mai 1933, nach dem Beginn der Gleichschaltung im Sinne der nationalsozialistischen „Deutschen Kunst“, legte Liebermann Ehrenpräsidentschaft, Senatorposten und Mitgliedschaft in der Preußischen Akademie der Künste nieder und erklärte in der Presse: „Ich habe während meines langen Lebens mit allen meinen Kräften der deutschen Kunst zu dienen gesucht. Nach meiner Überzeugung hat Kunst weder mit Politik noch mit Abstammung etwas zu tun, ich kann daher der Preußischen Akademie der Künste […] nicht länger angehören, da dieser mein Standpunkt keine Geltung mehr hat.“
Auf Rat des Schweizer Bankiers Adolf Jöhr konnte er die 14 wichtigsten Werke seiner Kunstsammlung ab Mai 1933 im Kunsthaus Zürich deponieren, wo Wilhelm Wartmann Direktor war.
Er zog sich aus der Öffentlichkeit zurück, während kaum einer seiner Weggefährten ihm beistand und die Treue hielt. Einzig Käthe Kollwitz suchte noch Zugang zu ihm. 1934 entstand ein letztes Selbstbildnis. Einem seiner letzten Besucher gestand Liebermann: „Ich lebe nur noch aus Hass. […] Ich schaue nicht mehr aus dem Fenster dieser Zimmer – ich will die neue Welt um mich herum nicht sehen.“
Am 8. Februar 1935 starb Max Liebermann in seinem Haus am Pariser Platz. Käthe Kollwitz berichtete, er sei abends um sieben still eingeschlafen. Die Totenmaske fertigte Arno Breker an, der in dieser Zeit Hitlers bevorzugter Bildhauer wurde. Die Fotografin Charlotte Rohrbach nahm die Gipsmaske auf.

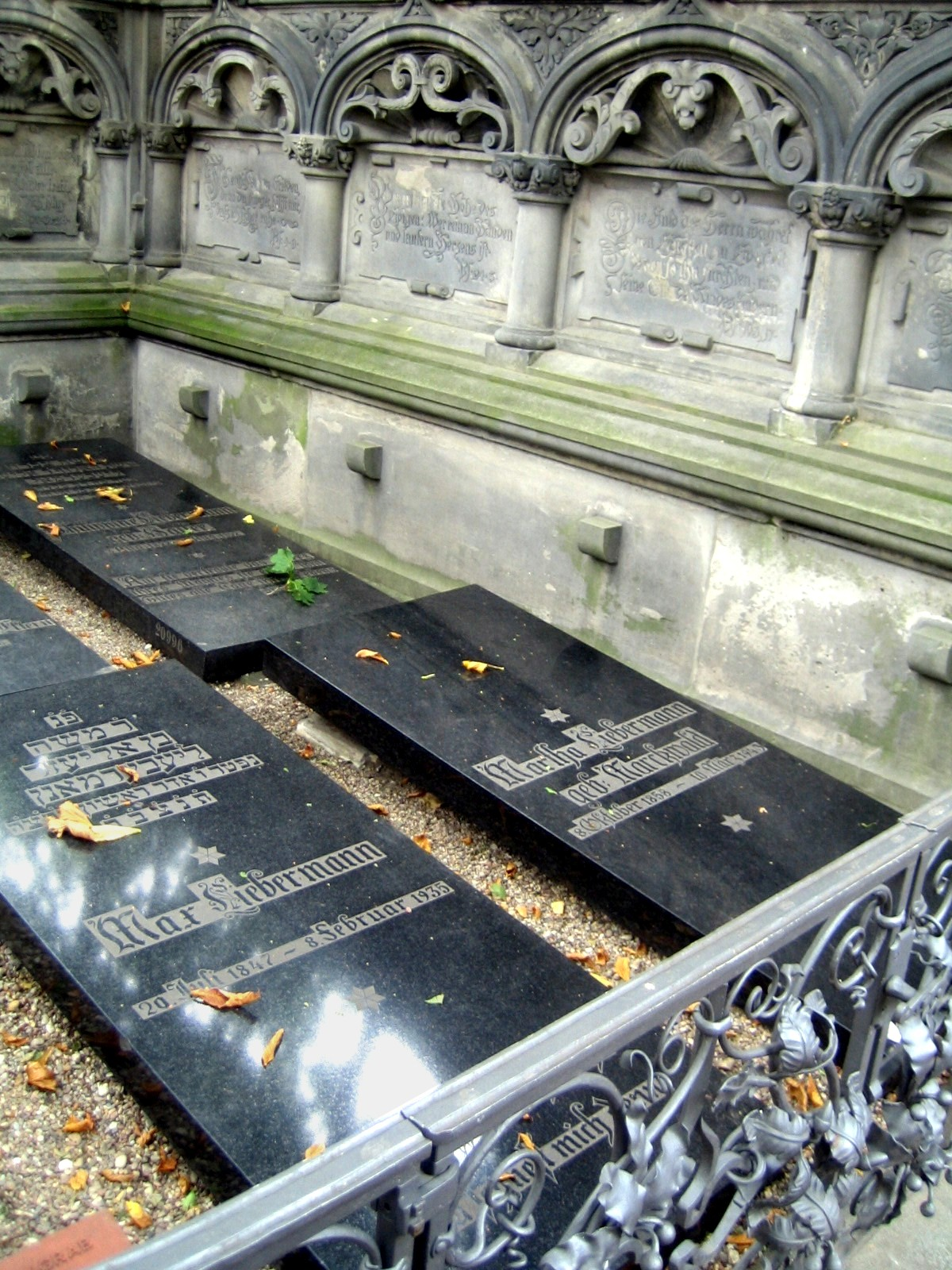
Grab Max Liebermanns auf dem Jüdischen Friedhof Schönhauser Allee

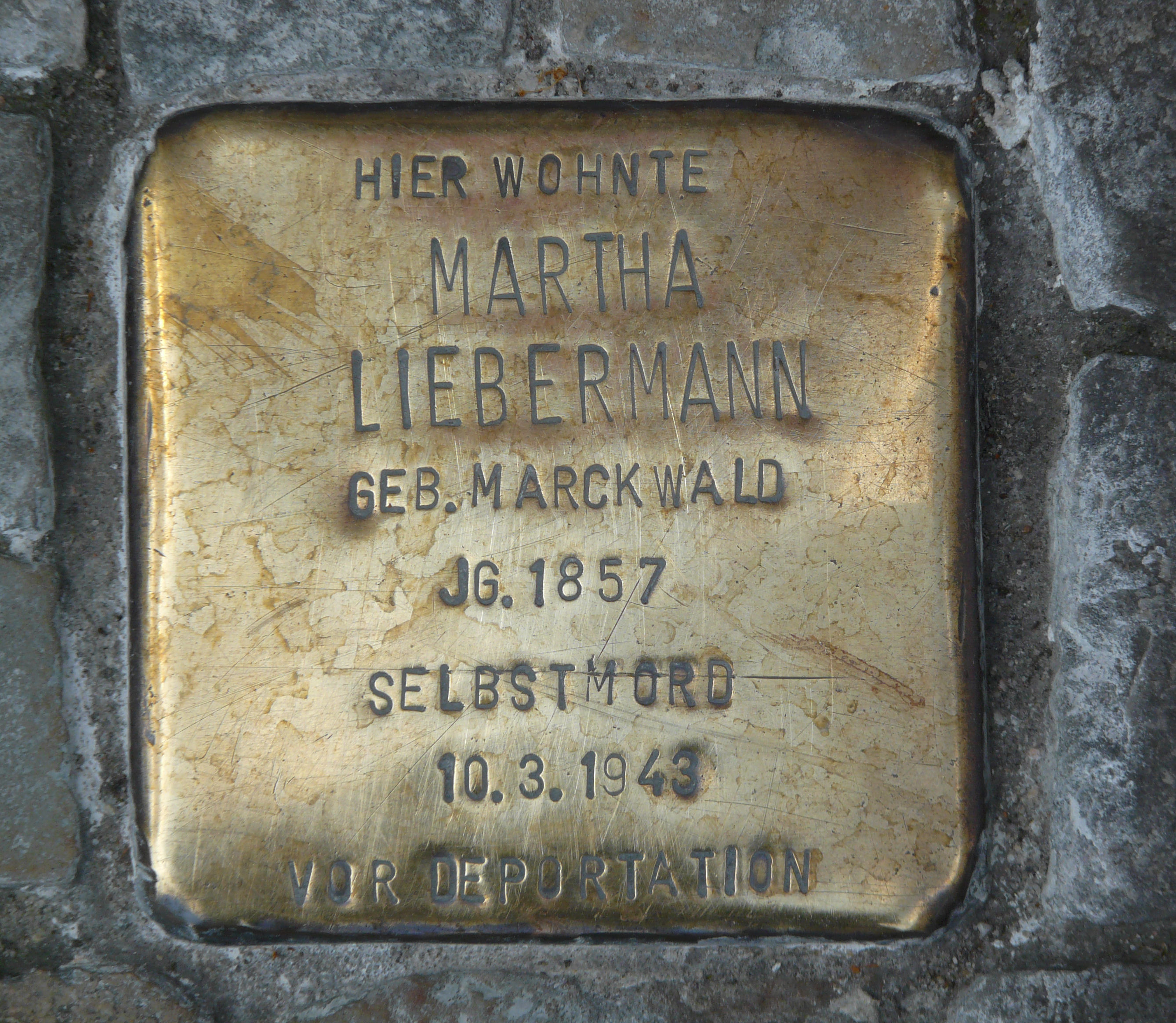
Stolperstein für Martha Liebermann am Pariser Platz 7 in Berlin.

Sein Tod war den bereits gleichgeschalteten Medien keine Nachricht wert, er fand – wenn überhaupt – nur am Rande Erwähnung. Die Akademie der Künste, die mittlerweile zu einem Instrument der Nationalsozialisten geworden war, lehnte jede Ehrung des Altpräsidenten ab. So erschien zu seiner Beerdigung auf dem Jüdischen Friedhof Schönhauser Allee am 11. Februar 1935 auch kein offizieller Vertreter – weder der Akademie noch der Stadt, deren Ehrenbürger er seit 1927 war. Die Gestapo hatte im Voraus sogar die Teilnahme an der Bestattung untersagt, in der Befürchtung, sie könnte zu einer Demonstration für die Kunstfreiheit werden. Dennoch kamen annähernd 100 Freunde und Verwandte. Unter den Trauernden waren Käthe Kollwitz, Hans Purrmann und seine Ehefrau Mathilde Vollmoeller-Purrmann, Konrad von Kardorff, Leo Klein von Diepold, Otto Nagel, Ferdinand Sauerbruch mit seinem Sohn Hans Sauerbruch, Bruno Cassirer, Georg Kolbe, Max J. Friedländer, Friedrich Sarre und Adolph Goldschmidt. Gemäß Saul Friedländer nahmen nur drei „arische“ Künstler an der Beerdigung teil. In seiner Trauerrede wies Karl Scheffler darauf hin, dass man mit Liebermann nicht nur einen großen Künstler, sondern eine Epoche zu Grabe trage, für die er symbolisch stand. Die Ehrengrabstätte des Landes Berlin befindet sich im Feld E.
Obschon der Kunsthändler Walter Feilchenfeldt und der Sammler Oskar Reinhart versuchten, Ende 1941 Martha Liebermann in die Schweiz zu holen, und Reinhart bereit war, eine größere Summe zur Verfügung zu stellen, um sie aus Deutschland zu retten, scheiterte die Aktion an der Willkür des NS-Regimes.
Als die Deportation ins KZ Theresienstadt unmittelbar drohte, nahm Martha Liebermann eine Überdosis Veronal und starb am 10. März 1943 im Jüdischen Krankenhaus von Berlin. Etwa ein halbes Jahr später beschlagnahmte die Gestapo den Großteil von Liebermanns berühmter privater Kunstsammlung. Das Palais Liebermann am Pariser Platz versank bald darauf in Trümmern.

## Auszeichnungen
- 1889: Ehrenmedaille der Societé des Beaux-Arts, Paris
- 1889: die Liebermann angetragene Aufnahme in den Orden der Ehrenlegion lehnt der Künstler zunächst aus politischen Gründen ab. Die Ernennung zum Ritter der Ehrenlegion erfolgte schließlich 1896.
- 1897: Goldmedaille der Großen Berliner Kunstausstellung
- 1917: Roter Adlerorden, III. Klasse
- 1923: Orden Pour le Mérite
- 1927: Ehrenbürgerwürde von Berlin
- 1927: Adlerschild des Deutschen Reiches

## Darstellung Liebermanns in der bildenden Kunst (Auswahl)
chronologisch

Freistunde im Amsterdamer Waisenhaus, 1881/1882, Städel Museum in Frankfurt am Main

- Max May: Porträtfotografie (vor 1905)[87]
- Nicola Perscheid: Porträtfotografie 1906[88]
- Nicola Perscheid: Porträtfotografie[89]
- Max Halberstadt: Porträtfotografie ca. 1910[90]
- Minya Diéz-Dührkoop: Porträtfotografie 1910[91]
- Madame d’Ora: Porträtfotografie 1913[92]
- Hugo Erfurth: Porträtfotografie um 1917[93]
- Conrad Felixmüller: Bildnis Max Liebermann (Holzschnitt, 49,4 × 39,7 cm, 1926)[94]
- Gerty Simon: Porträtfotografie ca. 1929[95]
- Käthe Augenstein: Porträtfotografie 1930[96]
- Grete Friedländer: Max Liebermann sitzend mit Zigarre, um 1930[97]

## Weitere Werke
- Schriften
  - Briefe, Gesamtausgabe, Bände 1–9, hrsg. von Ernst Braun. Deutscher Wissenschafts-Verlag (DWV), Baden-Baden 2021, ISBN 978-3-86888-990-1
    - Briefe, Band 1: 1869–1895, Baden-Baden 2011, ISBN 978-3-86888-992-5
    - Briefe, Band 2: 1896–1901, Baden-Baden 2012, ISBN 978-3-86888-993-2
    - Briefe, Band 3: 1902–1906, Baden-Baden 2013, ISBN 978-3-86888-994-9
    - Briefe, Band 4: 1907–1910, Baden-Baden 2014, ISBN 978-3-86888-995-6
    - Briefe, Band 5: 1911–1915, Baden-Baden 2015, ISBN 978-3-86888-996-3
    - Briefe, Band 6: 1916–1921, Baden-Baden 2016, ISBN 978-3-86888-997-0
    - Briefe, Band 7: 1922–1926, Baden-Baden 2017, ISBN 978-3-86888-998-7
    - Briefe, Band 8: 1927–1935, Baden-Baden 2019, ISBN 978-3-86888-991-8.
    - Briefe. Band 9/I: Nachträge. und 9/II: Wolfgang Leicher, Die Ausstellungen der Werke Max Liebermanns zwischen 1870 und 1945. Hrsg. von Ernst Braun. Deutscher Wissenschafts-Verlag (DWV), Baden-Baden 2021, ISBN 978-3-86888-999-4.

  - Briefe. Auswahl von Franz Landsberger, Ergänzte Neuausgabe von Ernst Volker Braun. Hatje, Stuttgart 1994.
  - Von der Karg-Stiftung erwarb die Staatsbibliothek zu Berlin im Juli 2011 ein umfangreiches Konvolut von Briefen Liebermanns. Es handelt sich um einen Teil der ehemaligen Liebermann-Sammlung Hans-Georg Kargs. Die Briefe aus dem Zeitraum 1911 bis 1931, Korrespondenzen zu Ankaufswünschen, Mitteilungen über Bildersendungen, Antworten zu Leihgaben, Verabredungen, ab 1917 auch persönlichere Mitteilungen sowie ausführliche autobiographische Auskünfte. Zudem sind Briefe enthalten, die sich an Hugo von Tschudi und Alfred Lichtwark richten.
  - Die Phantasie in der Malerei – Schriften und Reden. Mit einem Geleitwort von Karl Hermann Roehricht und einem Nachwort von Günter Busch. Buchverlag Der Morgen, 2. Auflage. Lizenzausgabe des S.-Fischer-Verlages, Frankfurt am Main 1986.
  - Gesammelte Schriften. Cassirer, Berlin 1922.
  - In memoriam Paul Cassirer. Gedächtnisreden anlässlich der Totenfeier am 7. Januar 1926, gehalten von Max Liebermann und Harry Graf Kessler. Mit einem Nachruf von René Schickele. Cranach-Presse, Weimar 1926.
  - Jozef Israels. Cassirer, Berlin 1911.

- Illustrationen
  - Micha Josef Bin-Gorion (Hrsg.): Die Geschichte von Tobias. Übersetzung von Rahel Ramberg, nach einer hebräischen Fassung. Inselverlag, Leipzig 1920.
  - Theodor Fontane: Effi Briest. Insel, 11. Auflage, Frankfurt am Main 1994. Mit 21 Lithografien von Max Liebermann.
  - Johann Wolfgang von Goethe: Der Mann von fünfzig Jahren. Cassirer, Berlin 1922.
  - Johann Wolfgang von Goethe: Die Novelle. Cassirer, Berlin 1922.
  - Johann Wolfgang von Goethe: Gesammelte Gedichte. 4 Bände. Cassirer, Berlin 1911.
  - Eduard Grisebach: Der neue Tannhäuser. Mit Lithographien von Max Liebermann. J. G. Cotta’sche Buchhandlung, Stuttgart und Berlin 1922.
  - Heinrich Heine: Der Rabbi von Bacherach. Propyläen-Verlag, Berlin 1923.
  - Gottfried Keller: Der schlimm-heilige Vitalis: Eine Legende. Mit 1 Lithographie von Max Liebermann. F. Heyder-Verlag, Berlin 1924.
  - Heinrich von Kleist: 54 Steindrucke zu kleinen Schriften von Heinrich von Kleist. Cassirer, Berlin 1917.
  - Thomas Mann: Gesammelte Werke in 10 Bänden. S.-Fischer-Verlag, Berlin 1925.
  - Das Buch Ruth. Propyläen-Verlag, Berlin 1924.

- Werkverzeichnis, Kataloge
  - Katrin Boskamp: Studien zum Frühwerk von Max Liebermann mit einem Verzeichnis der Gemälde und Ölstudien von 1866 bis 1889. Hildesheim 1994, ISBN 3-487-09897-0.
  - Matthias Eberle: Max Liebermann. Werkverzeichnis der Gemälde und Ölstudien. Hirmer, München 1995, 1440 Seiten, ISBN 3-7774-6760-X.
  - Kunstanstalt Stengel: Katalog der Zeichnungen und Aquarelle von Max Liebermann. Dresden 1927.
    - Max Liebermann: Werke und Schriften. Digitales Werkverzeichnis auf DVD. Directmedia Publishing, Berlin 2008.

- Darstellung Liebermanns in der bildenden Kunst
  - Emil Stumpp:  Max Liebermann (Kreide-Lithographie, 1926)[98]

## Rezeption
1906 veröffentlichte Karl Scheffler eine erste Monographie zu Liebermann, 1913 publizierte Erich Hancke die erste Biographie von Liebermann mit einem Werkverzeichnis. 1919 veröffentlichte Hermann Struck die dritte Auflage seines Werks Die Kunst des Radierens und würdigte erstmals neben Altmeistern wie Dürer und Rembrandt auch die jungen Meister wie Oskar Kokoschka, Max Liebermann und Ernst Oppler. Das Sammeln von Radierungen trat aus dem Schatten hervor, nur eine billige Variante des Sammelns von Gemälden zu sein.
Im Februar 1936 veranstaltete der Kulturbund Deutscher Juden anlässlich Liebermanns ersten Todestages eine Gedächtnisausstellung in den Räumlichkeiten der Neuen Synagogen-Gemeinde. Innerhalb von sechs Wochen zog sie rund 6.000 Besucher an. Als schließlich 1943 auch Martha Liebermann verstarb, wurde der verbliebene Nachlass „zugunsten des Deutschen Reiches“ eingezogen. Davon betroffen waren nicht nur Gemälde, die er selbst geschaffen hatte, sondern auch Teile der Sammlung Liebermann: Max Liebermann hatte zeit seines Lebens eine der bedeutendsten privaten Kunstsammlungen Berlins zusammengetragen, die auch einige Werke Manets aufwies. Mit der Beschlagnahme der Sammlung riss das NS-Regime eine einzigartige Kollektion auseinander, die in dieser Form nie wieder zusammengetragen werden konnte.
In der Zeit des Nationalsozialismus waren auch Werke Liebermanns vom Verdikt der „Entarteten Kunst“ betroffen. Die Ächtung seines Werkes betraf weniger seine Arbeiten, in denen man kaum außerordentliche Expressivität erkennen konnte, als seine Persönlichkeit. Als liberaler, jüdischer Großbürger, der in der Weimarer Republik zu nationalen Ehrungen gekommen war und internationales Renommee besaß, war Liebermann für die NS-Ideologen kein Künstler, dessen Andenken es zu fördern galt. So setzte schon bald nach der Machtergreifung eine langsame Reduzierung der Liebermann-Bestände in öffentlichen Sammlungen ein. 1937 wurde im Rahmen der deutschlandweiten konzertierten Aktion „Entartete Kunst“ aus Museen sieben Arbeiten aus Museen beschlagnahmt. Im Bombenhagel gingen insgesamt vier Gemälde verloren, 114 bis 1933 erworbene Werke blieben bis 1945 in Museen erhalten.

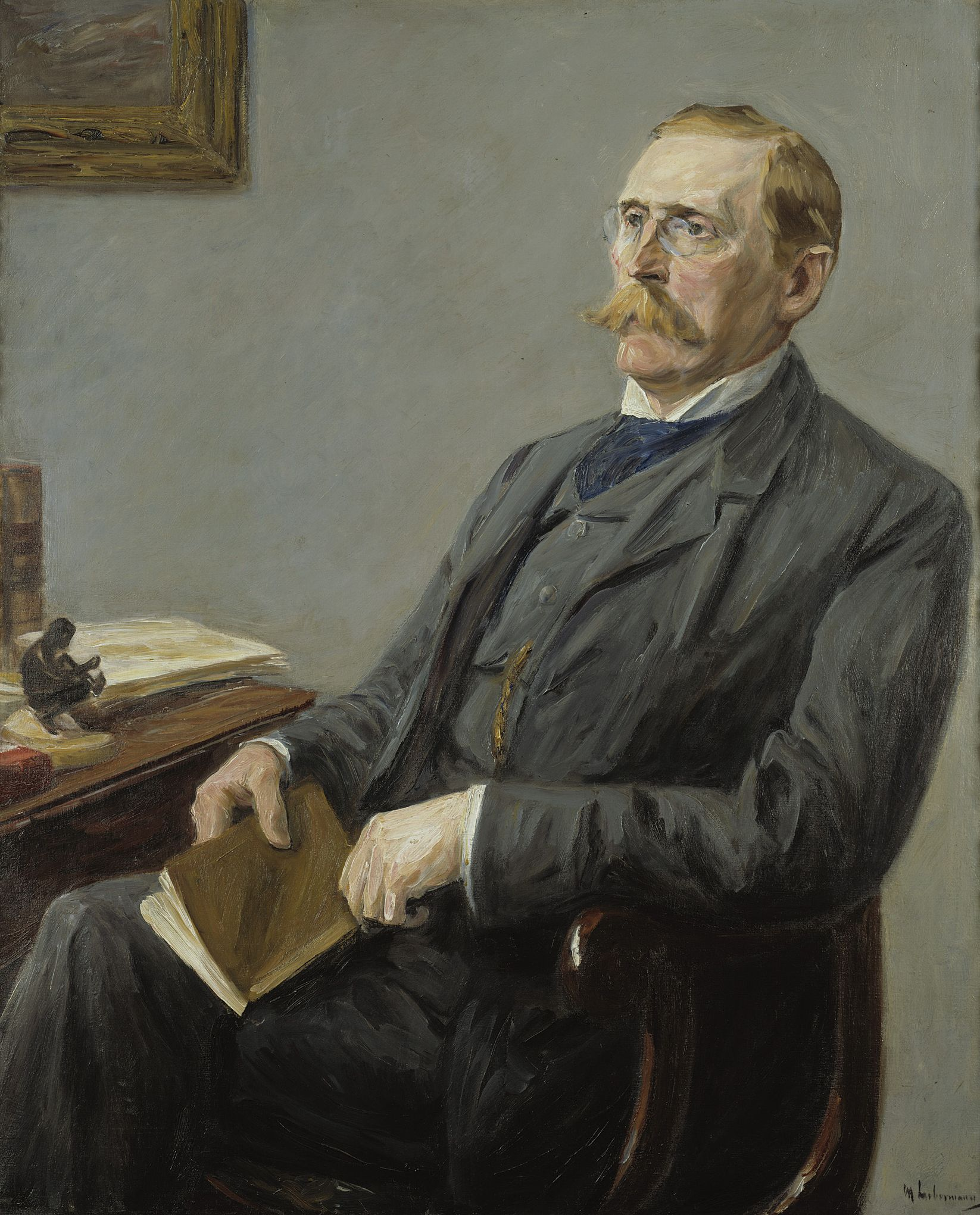
Das Bildnis Wilhelm von Bode, 1904, ist beispielhaft für Liebermanns Porträtwerk. Es konnte bereits 1947 wieder in der Nationalgalerie ausgestellt werden.

Anlässlich des 100. Geburtstags des Künstlers kamen am 20. Juli 1947 in der Nationalgalerie erstmals nach dem Krieg erhalten gebliebene Werke zur Ausstellung. Gleichzeitig zeigten das Niedersächsische Landesmuseum und die Hamburger Kunsthalle ihre verbliebenen Liebermann-Arbeiten. Zwei Jahre später konnte der Direktor der Nationalgalerie, Paul Ortwin Rave, mehrere Räume wiedereröffnen. So kamen sechs Gemälde Liebermanns (Freistunde im Amsterdamer Waisenhaus, Schusterwerkstatt, Gänserupferinnen, Flachsscheuer in Laren, Bildnis Wilhelm von Bode und Bildnis Richard Strauss) zur dauerhaften Ausstellung. In den nächsten Jahrzehnten vergrößerte sich die Zahl der Liebermann-Werke in deutschen Museen durch Rückkehr angestammter Arbeiten und Neuerwerbungen – ihre Zahl liegt heute etwa doppelt so hoch wie vor 1945. Hauptwerke Liebermanns zogen als neue Akzente in westdeutsche Sammlungen ein, wie etwa die Rasenbleiche 1954 in das Wallraf-Richartz-Museum in Köln oder die Papageienallee 1955 in die Kunsthalle Bremen. Stiftungen von Privatsammlern und Rückerwerb kamen hinzu. 1954 fand im Niedersächsischen Landesmuseum anlässlich des 20. Todestages des Malers eine Ausstellung unter der Schirmherrschaft des Bundespräsidenten Theodor Heuss, der sich selbst für den Erwerb von Liebermann-Werken durch westdeutsche Museen starkgemacht hatte, statt. Von einem breiten Publikum wurde dies als „Wiederentdeckung“ angesehen.
Im Vergleich zur Rehabilitierung des Werkes in den Sammlungen fiel die kunsthistorische Aufarbeitung Max Liebermanns in den ersten Nachkriegsjahrzehnten bescheiden aus. 1947 erschien in Potsdam ein Heft mit 48 Abbildungen der bedeutendsten Werke Liebermanns, verbunden mit einem Essay von Willy Kurth. 1953 wurde die seit 1906 erschienene Liebermann-Biographie von Karl Scheffler neu aufgelegt: In ihrem Mittelpunkt stand die Erkenntnis, dass aus dem Revolutionär von gestern der Klassiker von heute geworden ist. Die Veröffentlichung schloss mit den Worten: „Er ist in Deutschland der letzte bürgerliche Maler großen Stils gewesen.“
1961 erschien die erste neue Monographie, die sich mit Liebermanns Werk befasste. Der Autor, Ferdinand Stuttmann, versuchte darin, das lange Ausbleiben einer kunsthistorischen Neuaufarbeitung des Liebermann-Werkes zu erklären. Seiner Ansicht nach habe sich das „Gesicht der bildenden Kunst grundlegend geändert“, sodass die Kunst Liebermanns „der Zeit nach dem Kriege nicht mehr die Problematik und den Stoff zu einer aktuellen Darstellung“ biete. Stuttmann verstand sich ganz als Kunsthistoriker und wollte Liebermann als geschichtliche Persönlichkeit Gerechtigkeit widerfahren lassen.

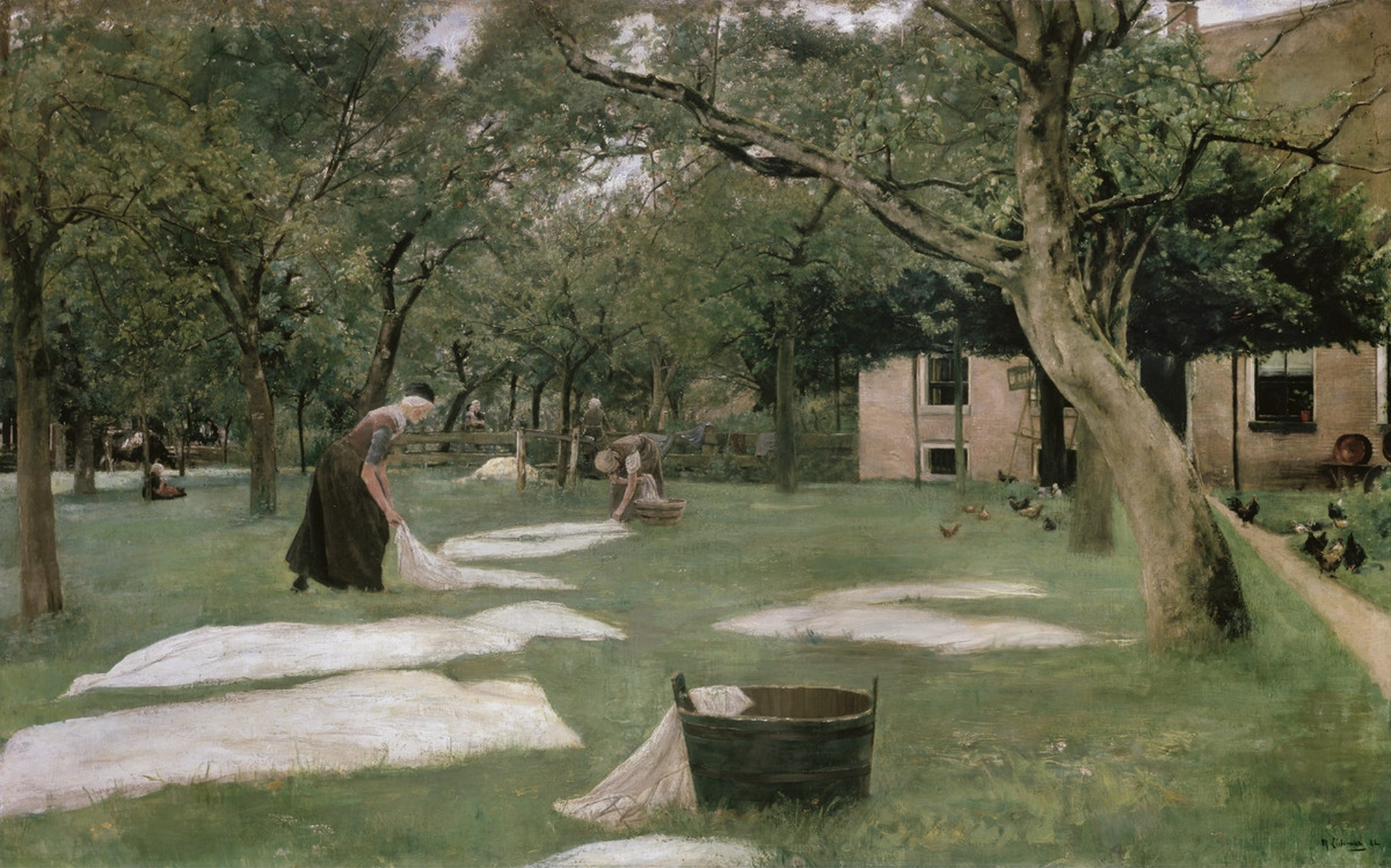
Die Rasenbleiche (1882/1883) gehörte zu den Neuerwerbungen der Nachkriegszeit durch westdeutsche Museen, hier das Wallraf-Richartz-Museum in Köln.

Während in der Bundesrepublik einerseits Anschluss an die internationale Kunstentwicklung, von der man in der NS-Zeit ausgeschlossen war, gesucht und gefunden wurde und sich gleichzeitig die historischen Werke rehabilitierten, verlief die Entwicklung in der DDR grundlegend anders: Unter sowjetischem Einfluss entstand dort ein Sozialistischer Realismus. Werke von Künstlern der Vergangenheit, die Kritik an der jeweils „herrschenden Klasse“ übten, wurden zum „nationalen Kulturerbe“ erklärt und sollten die sozialistische Ordnung stützen. So wurde auch Max Liebermann, der humanistisch-preußische Jude und fortschrittlicher Großbürger, für den Sozialismus uminterpretiert und aus der Tradition Menzels, Krügers und Blechens herausgelöst und einseitig in die Reihe von Käthe Kollwitz, Heinrich Zille und Hans Baluschek gestellt.
1965 fand in Ost-Berlin eine Ausstellung der Akademie der Künste statt, in der Liebermanns Frühwerk und seine Porträtmalerei gezeigt wurden. Besondere Kontroversen wurden um das Bild „Flachsscheuer in Laren“ geführt. Stuttmann schrieb dazu: „Liebermann schafft, jedenfalls ganz ohne Absicht, ein anklagendes Bild der sozialen Zustände seiner Zeit.“ Darauf entgegnete Karl Römpler in seinem 1958 in Dresden erschienenen Werk Der deutsche Impressionismus: „In einem Bild wie der Flachsscheuer […] fehlt die Anklage gegen ein System, das sich nicht scheut, Jugendliche auszubeuten. Hier ist Liebermann ganz Kind seiner Klasse.“ Günter Meiszner meinte dagegen im Gemälde, wie er in seiner 1974 in Leipzig veröffentlichten, marxistisch geprägten Liebermann-Monographie, der ersten in der DDR, schrieb, ein „Bekenntnisbild für den arbeitenden Menschen“ zu erkennen. Dies verdeutlicht die hitzigen und nicht selten politischen Diskussionen in der Kunstwelt, die Liebermanns Werk erfuhr.
1973 veröffentlichten Karl-Heinz und Annegret Janda eine erste ausführliche Darstellung der Kunstsammlung Liebermanns. 1970 erschien „Max Liebermann als Zeichner“ anlässlich einer Ausstellung im Kunstgeschichtlichen Institut der Universität Mainz.
Die große Ausstellung des Gesamtwerkes von 1954 fand bis Ende der 1970er-Jahre keine Nachfolge. In kleinen Ausstellungen, wie 1968 „Max Liebermann in Hamburg“, konnte lediglich ein Ausschnitt des künstlerischen Schaffens Liebermanns gezeigt werden. Meistens fanden sich seine Werke ohnehin in Überblicksausstellungen, die auch andere Künstler seiner Zeit behandelten. Auf diese Art kamen Arbeiten Liebermanns auch häufig im Ausland, insbesondere in den Vereinigten Staaten, zur Ausstellung. Herausragende Beachtung hat sein Werk international nicht gefunden – Max Liebermanns Name blieb eng verknüpft mit der deutschen Ausprägung des Impressionismus, der im europäischen Kontext ein „zu spät gekommener“ war. So gehört er in der kunsthistorischen Einordnung zwar zu den nationalen Größen in Deutschland, aber international nur zur zweiten Garde der Impressionisten.

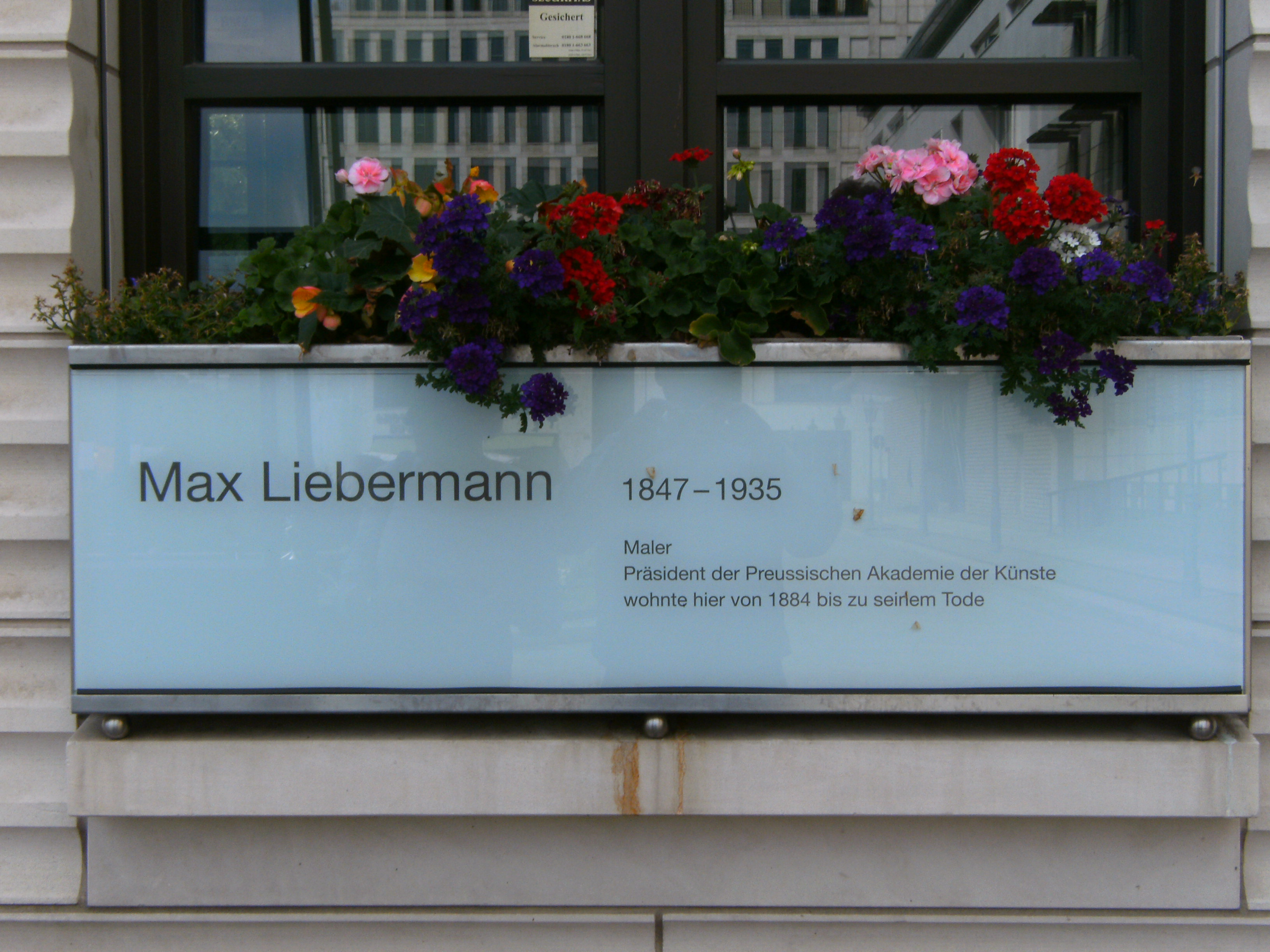
Gedenktafel Max Liebermann am Haus am Pariser Platz 7 in Berlin (beim Brandenburger Tor)

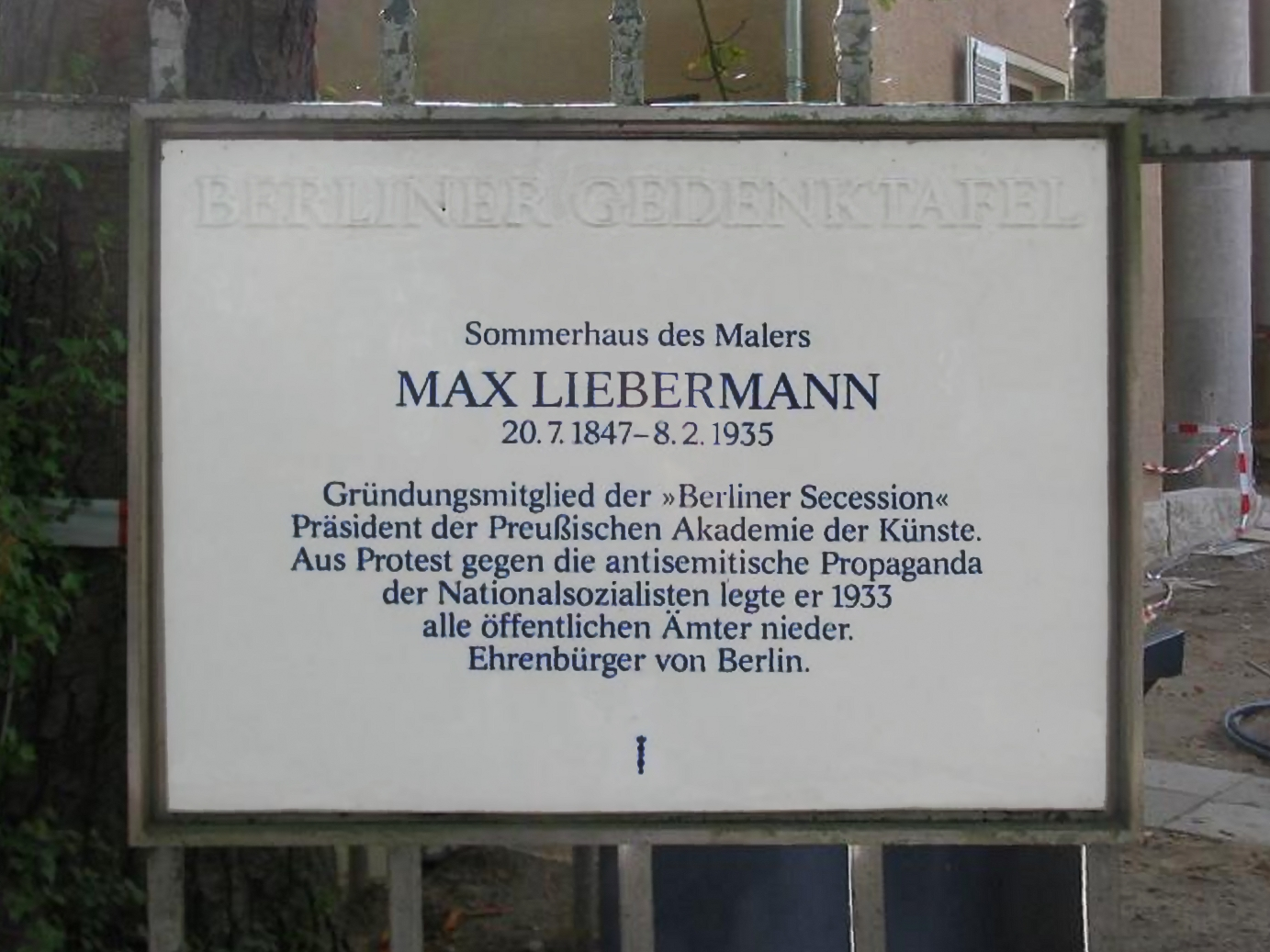
Gedenktafel für Max Liebermann an der Liebermann-Villa am Wannsee (Am Großen Wannsee 42)

1979/1980 fand in der Neuen Nationalgalerie in West-Berlin die Ausstellung „Max Liebermann in seiner Zeit“ statt. Eine große Retrospektive war aber seit dem Bau der Berliner Mauer und dem daraus resultierenden Fehlen der ostdeutschen Bestände unmöglich geworden. Hier wurde aber der Versuch gemacht, Liebermann in Zusammenhang mit Werken von Zeitgenossen aus Deutschland, Frankreich und Amerika darzustellen. 1985 gedachte die DDR seines 50. Todestages mit der sogenannten „Schwarzweiß-Ausstellung“ im Kupferstichkabinett der Staatlichen Museen. Diese wurde mit dem Eigenbesitz an Zeichnungen und Druckgrafiken aus ostdeutschen Beständen bestritten. In Ost und West erschienen anlässlich des 50. Todestages mehrere Monographien, wie die biographischen Werke Bernd Küsters und Lothar Brauners.

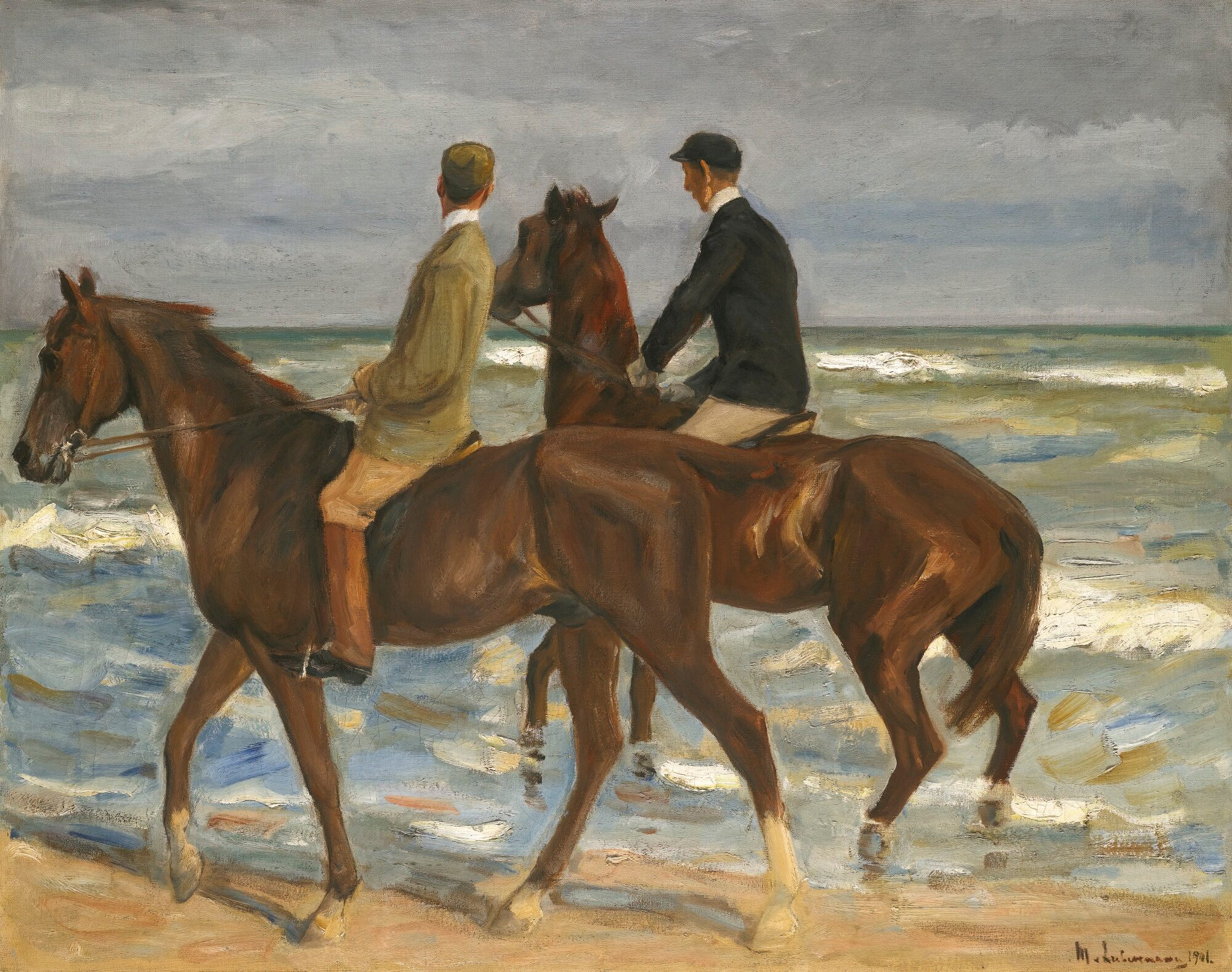
Zwei Reiter am Strand, 1901, aus dem Schwabinger Kunstfund (vermutlich bis 1939 Sammlung David Friedmann, Breslau)

Seit der Deutschen Wiedervereinigung hat Max Liebermann eine Renaissance erlebt: Mehrere Retrospektiven präsentierten Gesamtdarstellungen seines Werkes. Mit der Gründung der Max-Liebermann-Gesellschaft 1995, die über 1200 Mitglieder zählt, wurden die Liebermann-Villa mit dem Garten am Wannsee zwischen 2002 und 2006 restauriert und wiederhergestellt und das Museum zum Gedenken an Max Liebermann und der Beschäftigung mit seinem Werk eingerichtet. 2006/2007 fand eine gemeinsame Ausstellung des Niedersächsischen Landesmuseums Hannover, des Drents Museums Assen und des Rijksmuseums in Amsterdam unter dem Titel Max Liebermann und die Holländer (niederländischer Titel: Max Liebermann en Holland) statt, die die Werke Liebermanns auch dem niederländischen Publikum näher brachte.
Eine von mehreren Versionen des Gemäldes Zwei Reiter am Strand von 1901 (restituiert im Mai 2015) wurde während einer Pressekonferenz der Staatsanwaltschaft Augsburg zum Schwabinger Kunstfund am 5. November 2013 beispielhaft zusammen mit weiteren zehn Werken anderer Künstler gezeigt, darunter Marc Chagall, Otto Dix, Franz Marc und Henri Matisse. Sie stammten aus der Sammlung des Kunsthändlers Hildebrand Gurlitt, die bei seinem Sohn Cornelius im Februar 2012 in Schwabing beschlagnahmt wurde.
Seit 2011 erscheint im Deutschen Wissenschafts-Verlag (DWV) unter der Herausgeberschaft der Max-Liebermann-Gesellschaft (Berlin) die auf acht Bände angelegte wissenschaftliche Edition der mehr als 2600 Briefe Max Liebermanns sowie von etwa 500 Gegenbriefen (s. o. Kapitel Weitere Werke).

## 1937 in der Aktion "Entartete Kunst" aus Museen beschlagnahmte Werke

### Tafelbilder
- Venezianische Gasse nach links (1878, Öl, 26,5 × 17,6 cm; WV Eberle 1878/17; Städtisches Museum für Kunst und Kunstgewerbe Halle/Saale[117]; ging 1938 an die Leipziger Galerie Franke; Verbleib ungeklärt.)
- Weberei in Laren (1896, Öl, Studie; 33 × 35,5 cm; WV Eberle 1896/5; Städtisches Museum für Kunst und Kunstgewerbe Halle/Saale; 1941 an den Kunsthändler Hildebrand Gurlitt; heute in Privatbesitz)
- Reiter am Meer nach links (1900, Öl, 46 × 55 cm; Bayerische Staatsgemäldesammlungen München; WV Eberle 1900/4; ging 1939 zur „Verwertung“ in den internationalen Kunstmarkt, heute im Musée d’Art moderne et d’Art contemporain in Liège)
- Bildnis des preußischen Ministerpräsidenten a. D. Dr. Otto Braun (1932, Öl, 120 × 96,5 cm; Kronprinzen-Palais der Nationalgalerie Berlin; WV Eberle 1932/10; ging 1939 zur „Verwertung“ in den internationalen Kunstmarkt; 1960 von der Neuen Nationalgalerie rückerworben)[118]

### Zeichnung und Druckgrafik
- Kohlfelder (Zeichnung; Museum Folkwang Essen; ging 1939 zur „Verwertung“ in den internationalen Kunstmarkt; Verbleib ungeklärt.)
- Illustration zu Goethes Gedichten (Kupferstichkabinett Berlin; 1939 zur „Verwertung“ auf dem Kunstmarkt an den Kunsthändler Bernhard A. Böhmer. Verbleib ungeklärt.)
- Alter Mann im Sessel (um 1920; Blatt 8 der Mappe "Siebzehn Steinzeichnungen", 16,7 × 20,3 cm; Verlag Freie Secession Berlin, 1921; Museum für Kunst und Heimatgeschichte Erfurt; Verbleib ungeklärt.)

## Ausstellungen (Auswahl)
Vom 13. September 2003 bis zum 29. Februar 2004 zeigte die Kunsthalle Würth in Schwäbisch Hall eine Werkschau unter dem Titel Max Liebermann – Poesie des einfachen Lebens.
Die Bundeskunsthalle in Bonn präsentierte vom 21. April bis zum 11. September 2011 die Ausstellung Max Liebermann. Wegbereiter der Moderne. Danach waren die Exponate in der Hamburger Kunsthalle zu sehen.
Vom 4. Juli bis 19. Oktober 2014 fand im Museum Oskar Reinhart in Winterthur die Ausstellung Max Liebermann und die Schweiz mit rund 90 Gemälden, Aquarellen, Pastellen und Handzeichnungen aus Schweizer Museen und Privatbesitz statt. Dazu erschien ein reich illustrierter Katalog im Hirmer Verlag.
Vom 22. Oktober 2016 bis zum 26. Februar 2017 zeigte die Kunsthalle Bremen die Ausstellung Max Liebermann – Vom Freizeitvergnügen zum modernen Sport. Sie war in Kooperation mit der Liebermann-Villa in Berlin entstanden, die diese anschließend vom 19. März bis zum 26. Juni 2017 zeigte.
15. September 2019 bis 5. Januar 2020: Max Liebermann und Hans Meid. Schwarz auf weiß. Museum Behnhaus Drägerhaus, Lübeck.
Das Hessische Landesmuseum Darmstadt präsentierte vom 8. Oktober 2021 bis zum 9. Januar 2022 die Ausstellung Ich, Max Liebermann! Ein europäischer Künstler, kuratiert von Martin Faass. Anschließend war die Ausstellung im Museum Kunstpalast Düsseldorf zu sehen.